# Мексиканське бароко

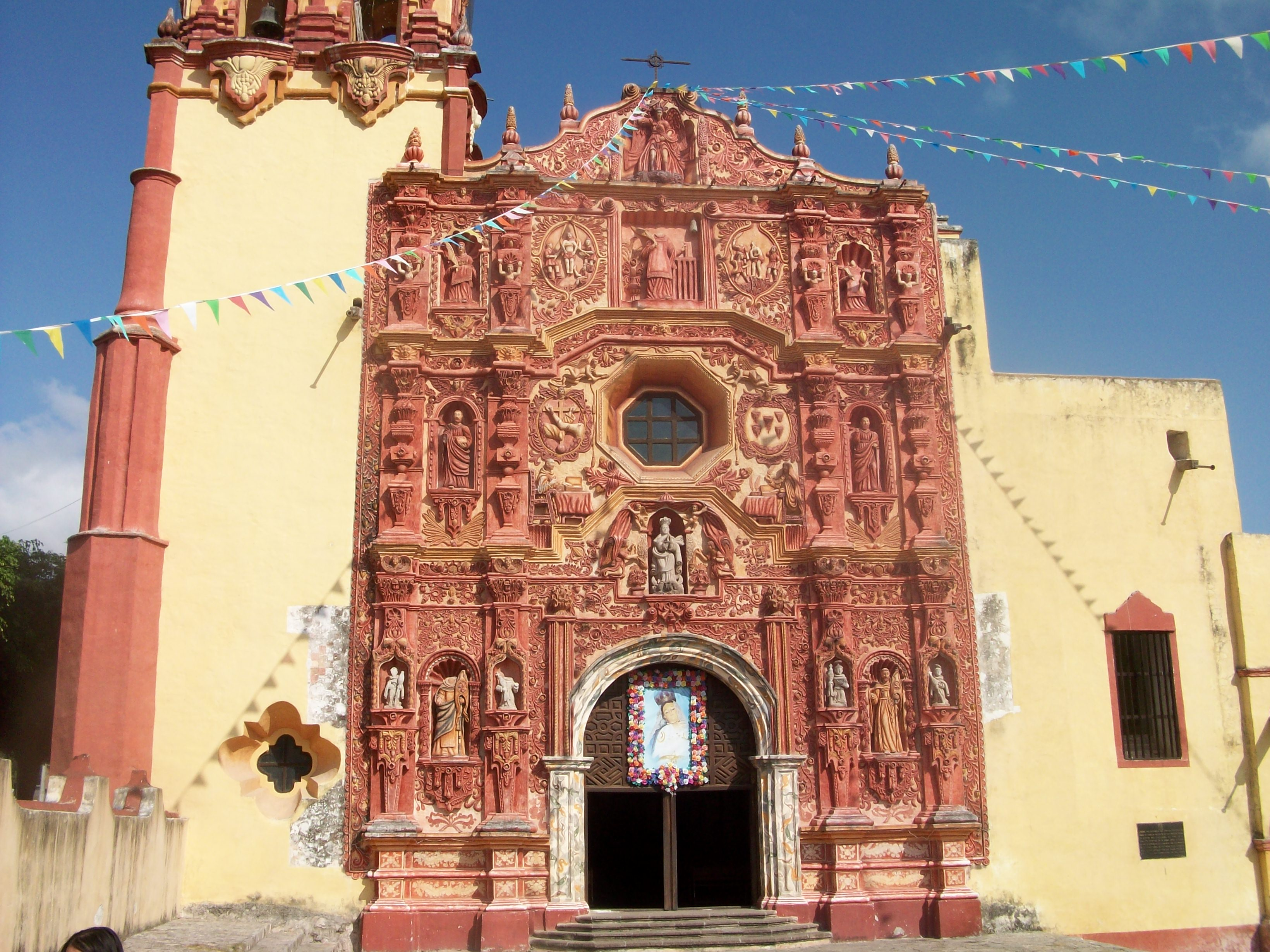
Місія де Ланда де Матаморос. Мексика

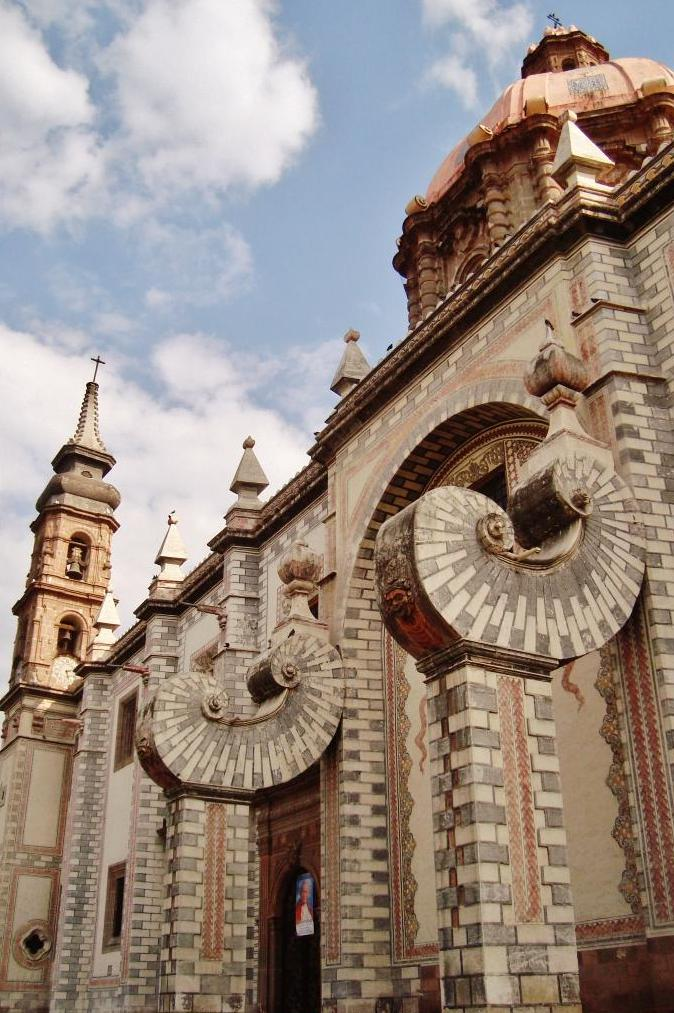
Церква і монастир Сантьяго де Керетаро, Мехіко

Мексиканське бароко — період розвитку мистецтва Мексики колоніального періоду, котрий охопив майже три століття історії країни  (з 16-го до кінця 18 ст.)

## XVI століття
Як відомо з історії, Іспанська монархія випередила інші країни атлантичного узбережжя у відкритті та захопленні нових островів і земель Америки. Захоплені землі були з роками розділені на чотири віце-королівства. Кожне з них не залежало від іншого, а підкорялось безпосередньо королю Іспанії та його адміністрації. Першим (1535 року ) серед інших було створене віце-королівство Нова Іспанія, куди увійшли Куба і острови Вест-Індії, Мексика та смуга земель Центральної Америки між двох океанів. Лихих вояків-конкістадорів швидко заміняли на армію тихого і лихого чиновництва та католицького священства, знавців-майстрів доносів, податків,  золота і власної користі. Саме їм та королівській Іспанії і належатимуть землі, люди і всі ресурси Південної Америки та третини земель в Америці Північній .
Початок формування бароко в Італії припав на середину 16 ст. В Мексиці, котру загарбники іменували Нова Іспанія, в 16 ст. існувала суміш стилів, штучно привнесена завойовниками, котра складалась із провінційних варіантів іспанського відродження, маньєризму і запізнілих зразків іспанського середньовіччя. Ченці різних католицьких орденів дотримувались кожний власної стилістики згідно з власними уставами і традицією.
За наказом короля Іспанії — першою кам'яною спорудою кожного нового міста в Мексиці повинна була бути церква або собор.
- Францисканці наполягали на нестяжанні і показовому жебракуванні. Тому декорування їх релігійних споруд не відрізнялось особливою пишнотою лише у порівнянні з іншими. Самі споруди францисканських монастирів не відрізнялись і велетенськими розмірами, були прикрашені балконами навіть тоді, коли споруди не були високими, а монастирські корпуси не перебільшували двох поверхів. Жіночий монастир Св. Михаїла кларисок (францисканок) Уєхоцинго  (штат Пуебла, найбільш збережений і побудований в 1550-1570 рр.) досі являє головні риси францисканської архітектури в Мексиці : церква має лише одну наву, скромні і порожні фасади, величний атріум, зовнішні каплиці, маленькі пілястри з ще готичними капітелями,  прикрашені готичними ж рельєфами, мури, прикрашені зубцями в стилі мудехар, готичні фестончасті вікна. Фрески францисканців були перебільшено чорно-білими. Золоченими були лише вівтарі, прикрашені скульптурами, рельєфами, живописом і орнаментами[3].
- Августинці, навпаки, волали величних споруд і будували великі за розмірами споруди, церкви і монументи. А порожні мури власних монастирів віддавали під фрески і стінописи релігійного характеру.
- Домініканці посідали середню позицію між ними. Вони розгорнули власну активність на півдні, в районі тропічного клімату і землетрусів (сучасні штати Морелос, Оахака). Споруди величні, громіздкі, аби протистояти землетрусам і мати оборонний характер. Індивідуальний, нетиповий для Мексики характер має портал домініканської церкви в місті Тепостлан (штат Морелос) з великими барельєфами, який так і залишився винятком[3].

Ця суміш і стала джерелом формування місцевого варіанта бароко. Пістрявий характер іспанських джерел відбився і на пістрявому характері мексиканського бароко.

## Барокова архітектура Мексики
В мистецтві Мексики ніяка стилістична система ( академізм, реалізм, класицизм, абстракціонізм, сюрреалізм ) не виступали в закінчених формах. Стосується це і бароко, перш за все барокової архітектури.
Класичні зразки барокової архітектури, відомі за спорудами єзуїтських місій в Бразилії і близькі до італійських зразків  — в Новій Іспанії не прижилися, хоча сюди серед інших чернечих орденів прибули і єзуїти, головні носії сакральної барокової стилістики. Загарбники-іспанці привезли в Америку стилістику Хуана де Еррери (бл. 1580—1597), будівника монастиря-палацу Ескоріала. Винищення індіанців і їх спротив до середини 17 ст., однак, спонукав до спрощених варіантів проектів і оборонної архітектури. Бо їх треба було вибудувати вкрай швидко. Первісно переважали фортеці та оборонні споруди, котрі постійно зміцнювали через шалене розповсюдження піратства та військовою боротьбою з конкурентами-каперами із Британії, Франції, Голландії.
Оборонний характер мали і перші католицькі монастирі і церкви, активно залучені до пригноблення місцевих мешканців і виправдання колоніального хазяйнування на новозахоплених територіях. Вже до початку 17 ст. в американських колоніях Іспанії було вибудовано —
- сім тисяч (7 000) церков
- п'ять сотень (500) різних монастирів.

До 1810 року католицькій церкві належали тридцять три (33) відсотки земель всієї Америки. Кількість новостворених іспанських будівель в Америці була просто велетенською. Водночас сюди перенесли всі протиріччя і недоліки іспанського феодалізму, підсилені слабким, неповоротким контролем з боку віддаленого королівського двору і шаленим накопиченням багатств місцевих урядовців-крадіїв.  Всю непохитну ненависть католиків Іспанії до єретиків і представників інших вірувань відчули на собі автохтонні народи Америк. Наприкінці 15 століття в самій Іспанії запрацювала інквізиція, а церква почала контролювати усі форми суспільного життя. Постійна цензура чатувала і на усі форми іспанського мистецтва і культури, жорстоко викорінювала усе більш-менш сміливе століттями, гальмуючи їх розвиток.
Вже з  1569 року інквізиція запрацювала в американських колоніях Іспанії .

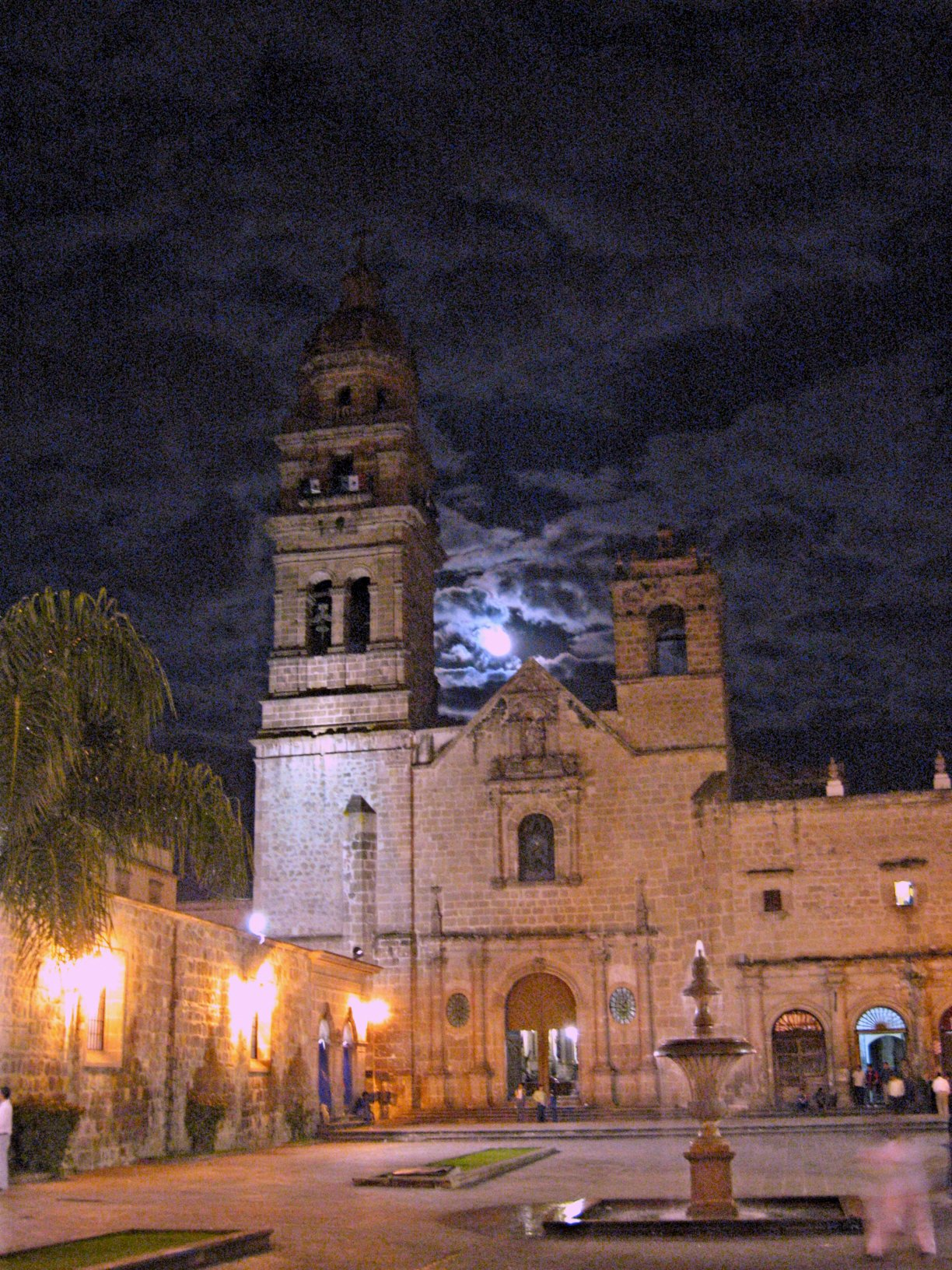
Церква Сан Августин, Морелія, штат Мічоакан
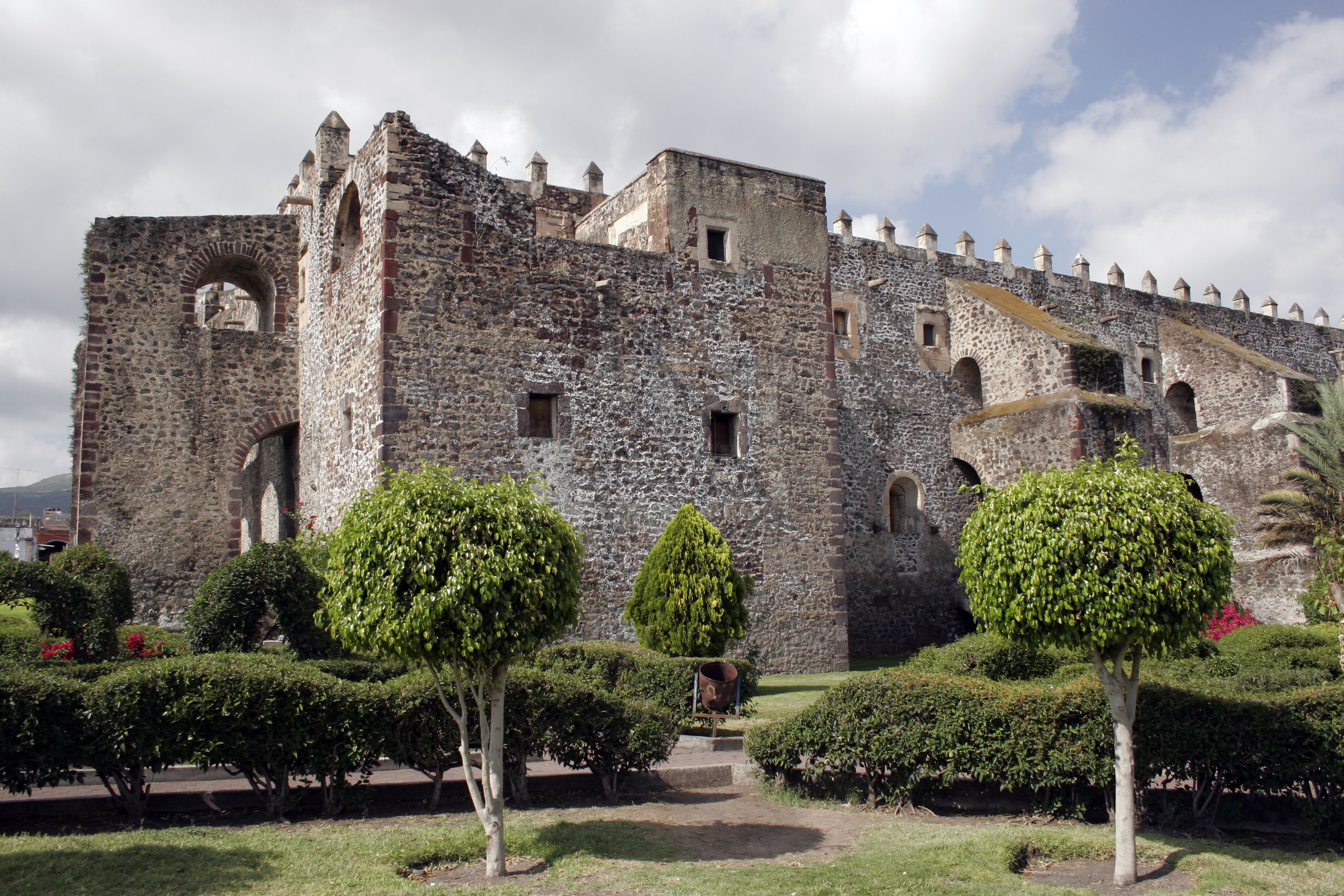
Оборонний монастир Сан Августин в Юрірія, Гуанахуато, Мексика, заснований в 1550
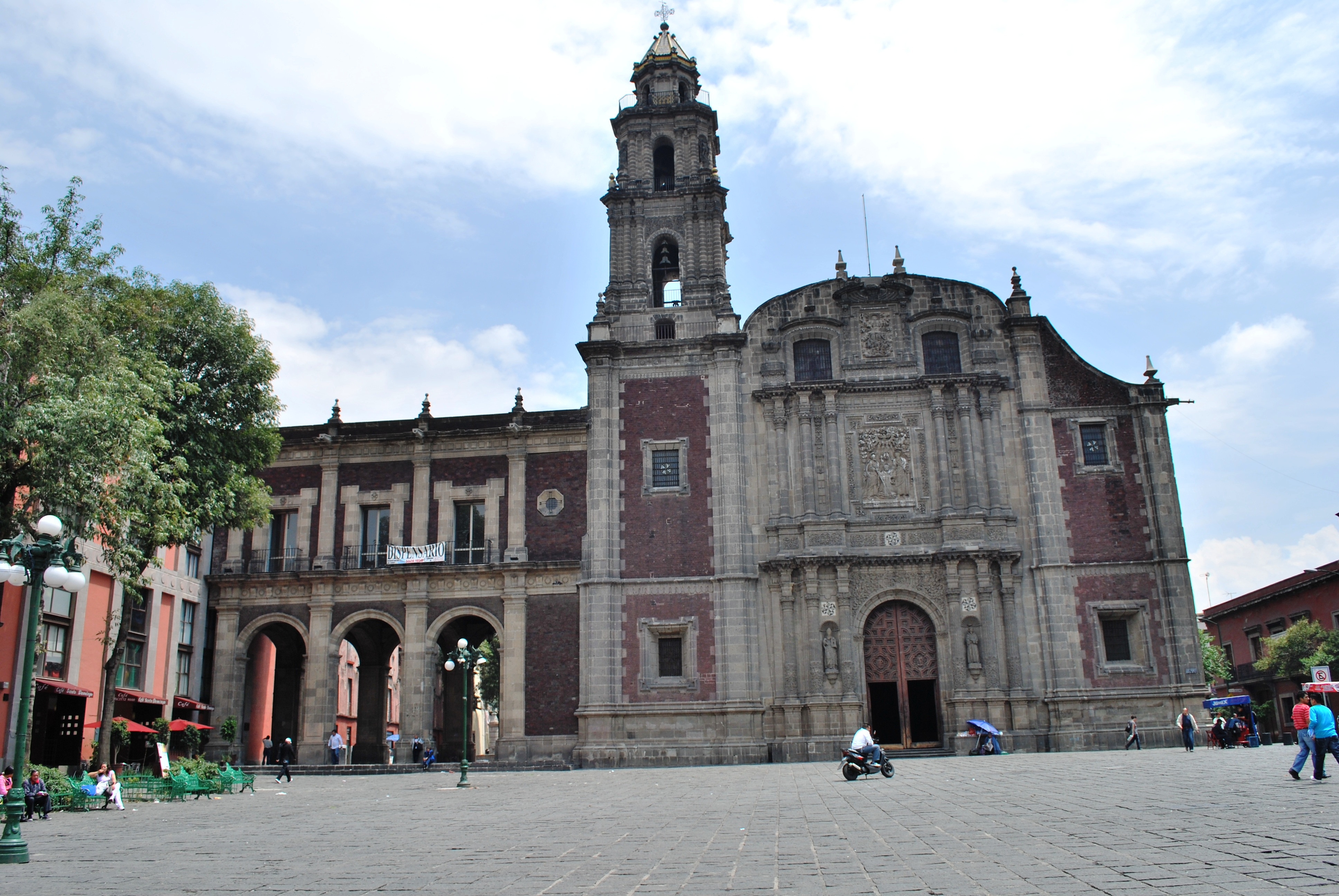
Церква Сан Домінго, Мехіко
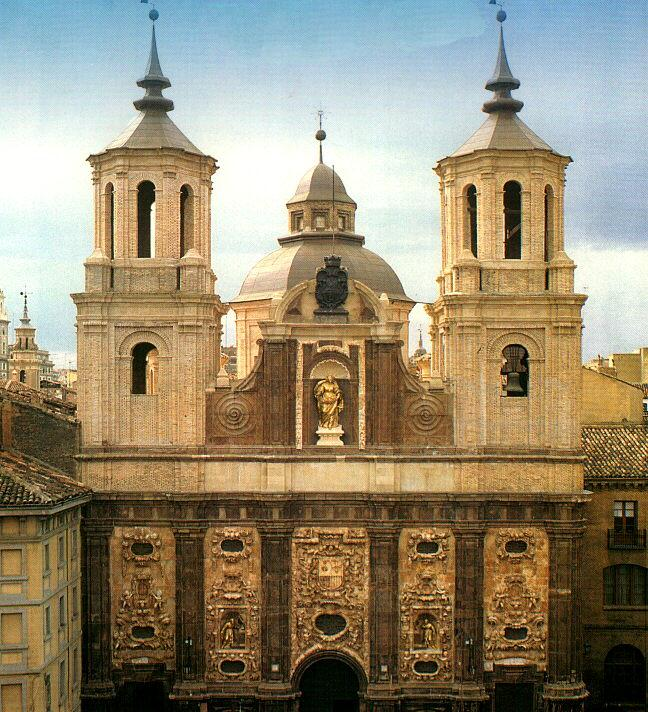
Церква де Сан-Гаетано,  штат Гуанахуато, Мексика
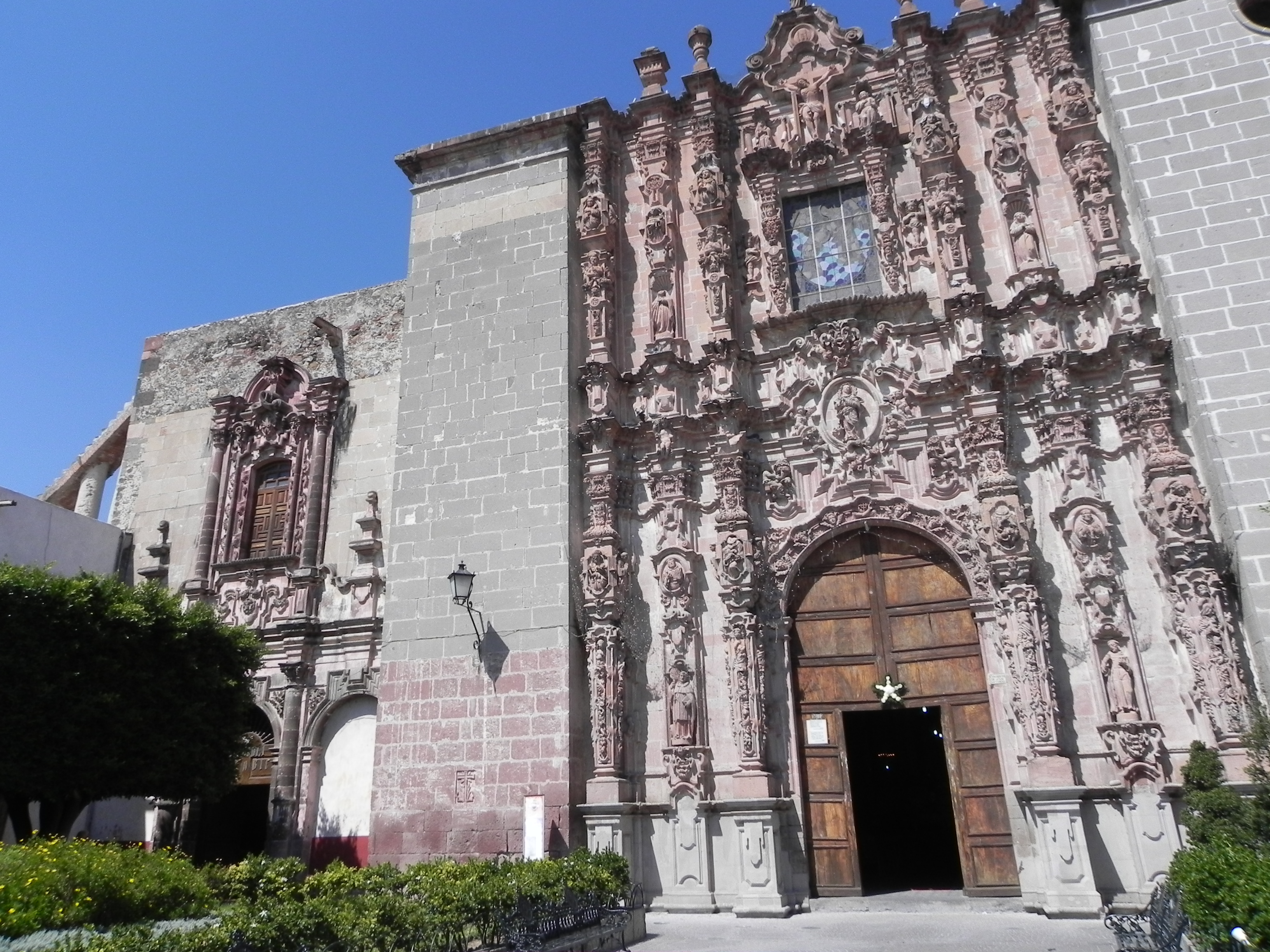
Церква Св. Антонія Падуанського в Сан-Мігель-Альєнде, портал
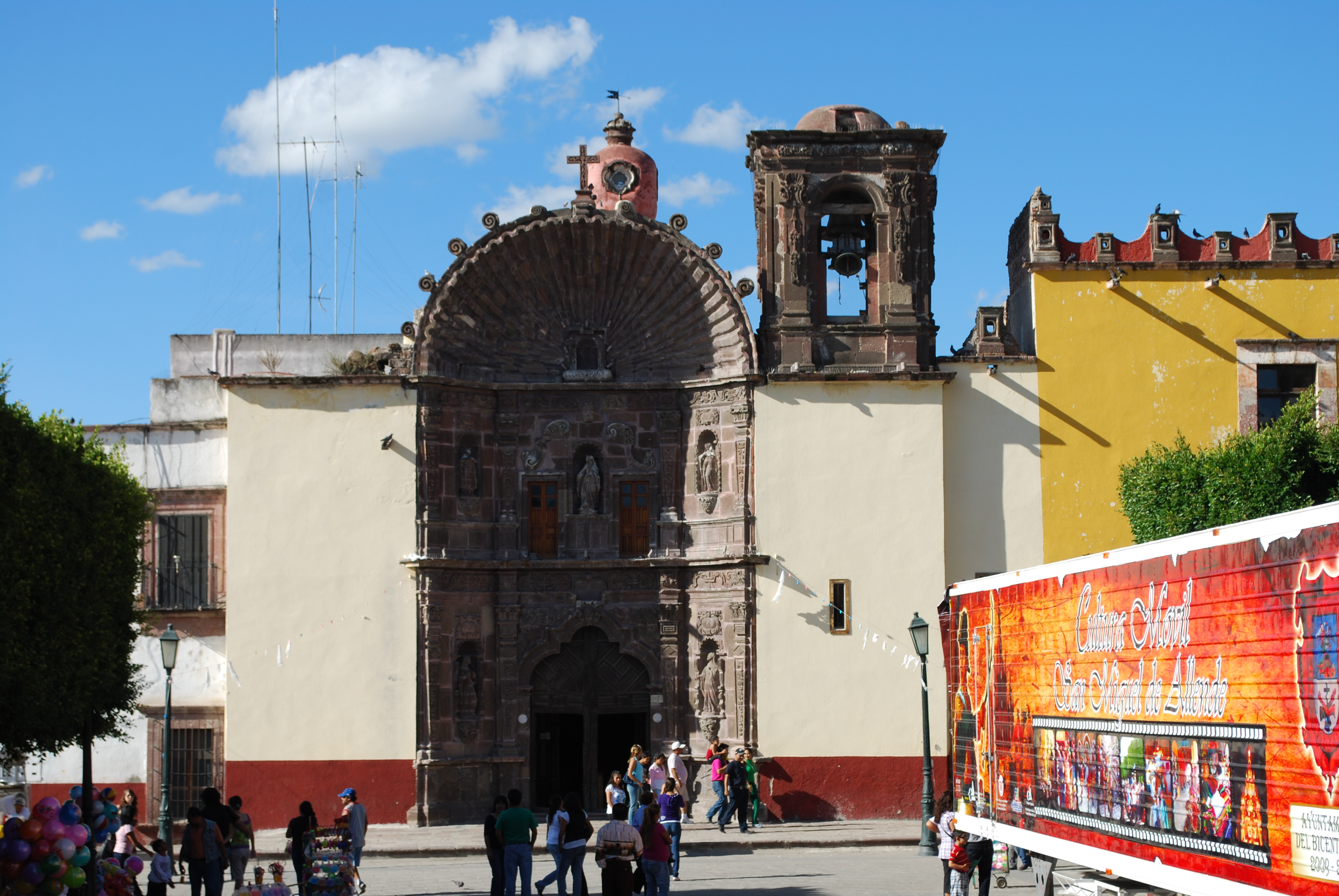
Церква Нуестра Сеньйора в Сан-Мігель-Альєнде
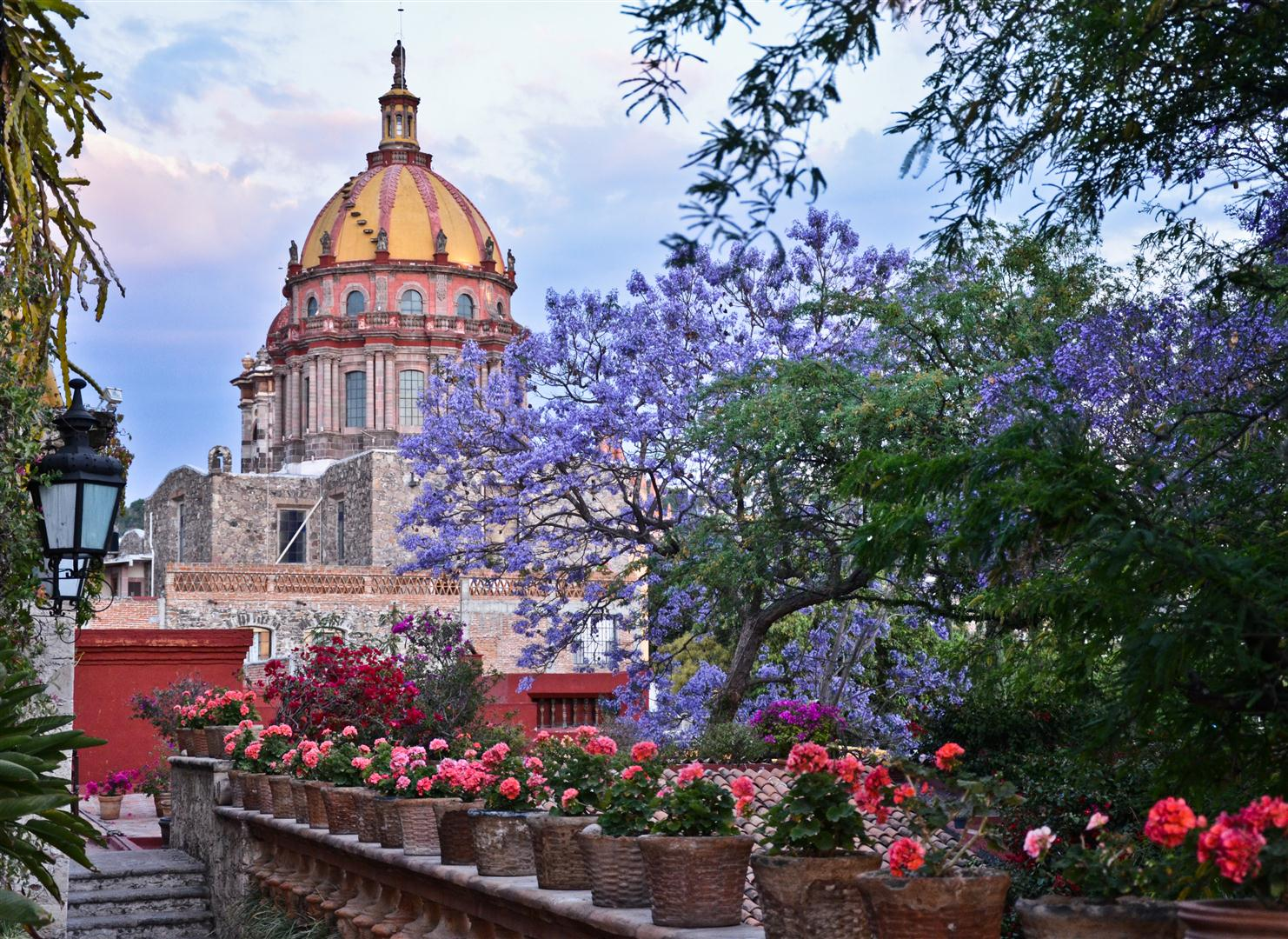
Храм Непорочного Зачаття в Сан-Мігель-Альєнде, Гуанахуато
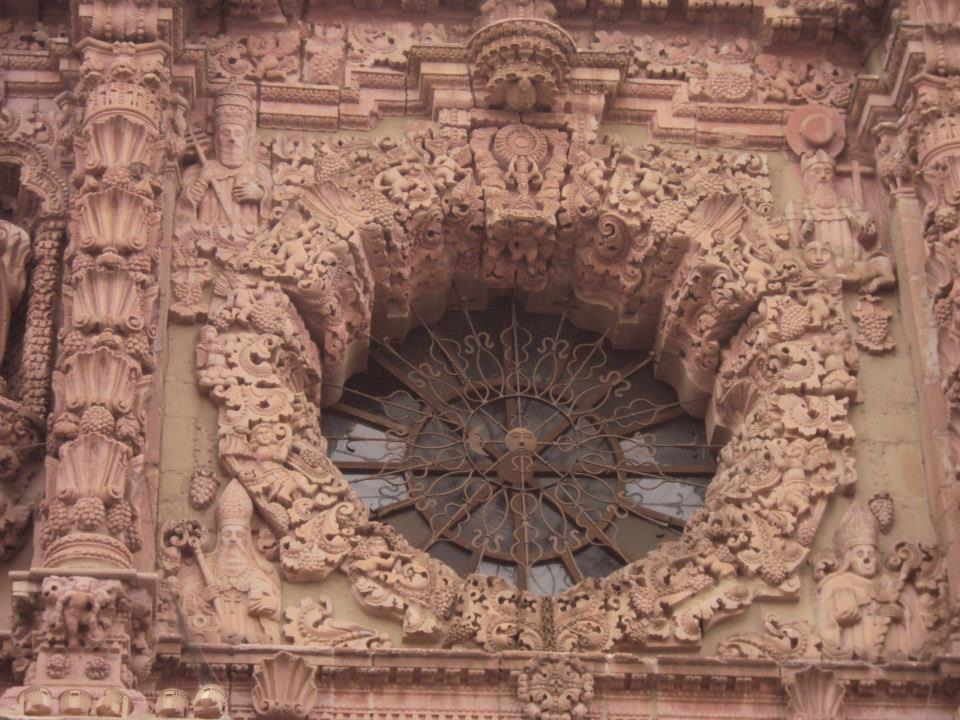
Катедральний собор, місто Сакатекас. Декор вікна порталу
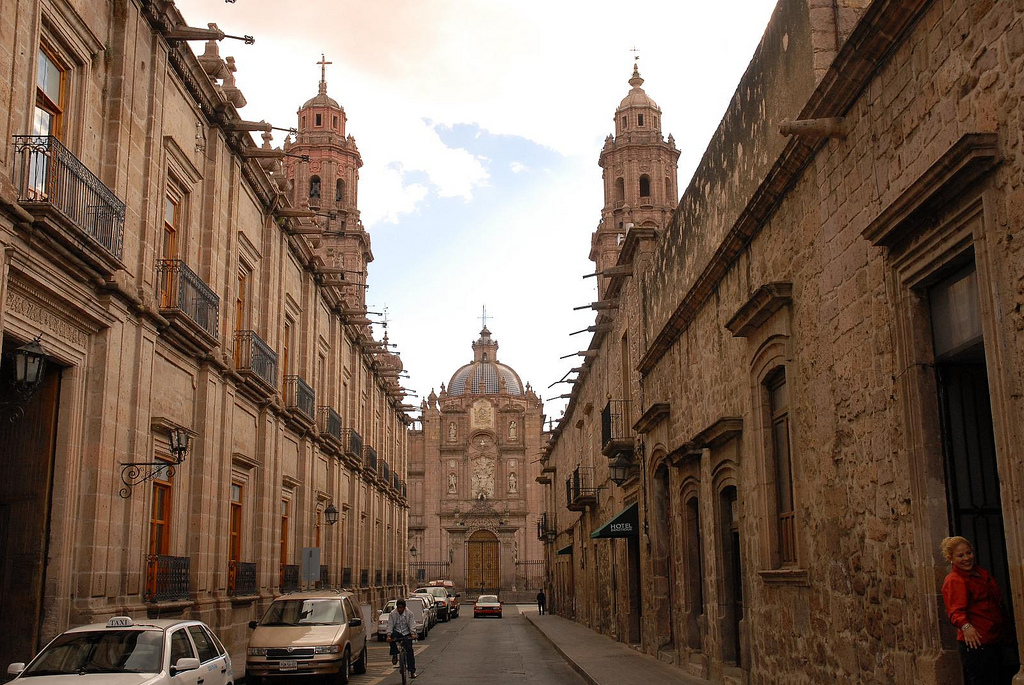
Місто Морелія. Колоніальна забудова
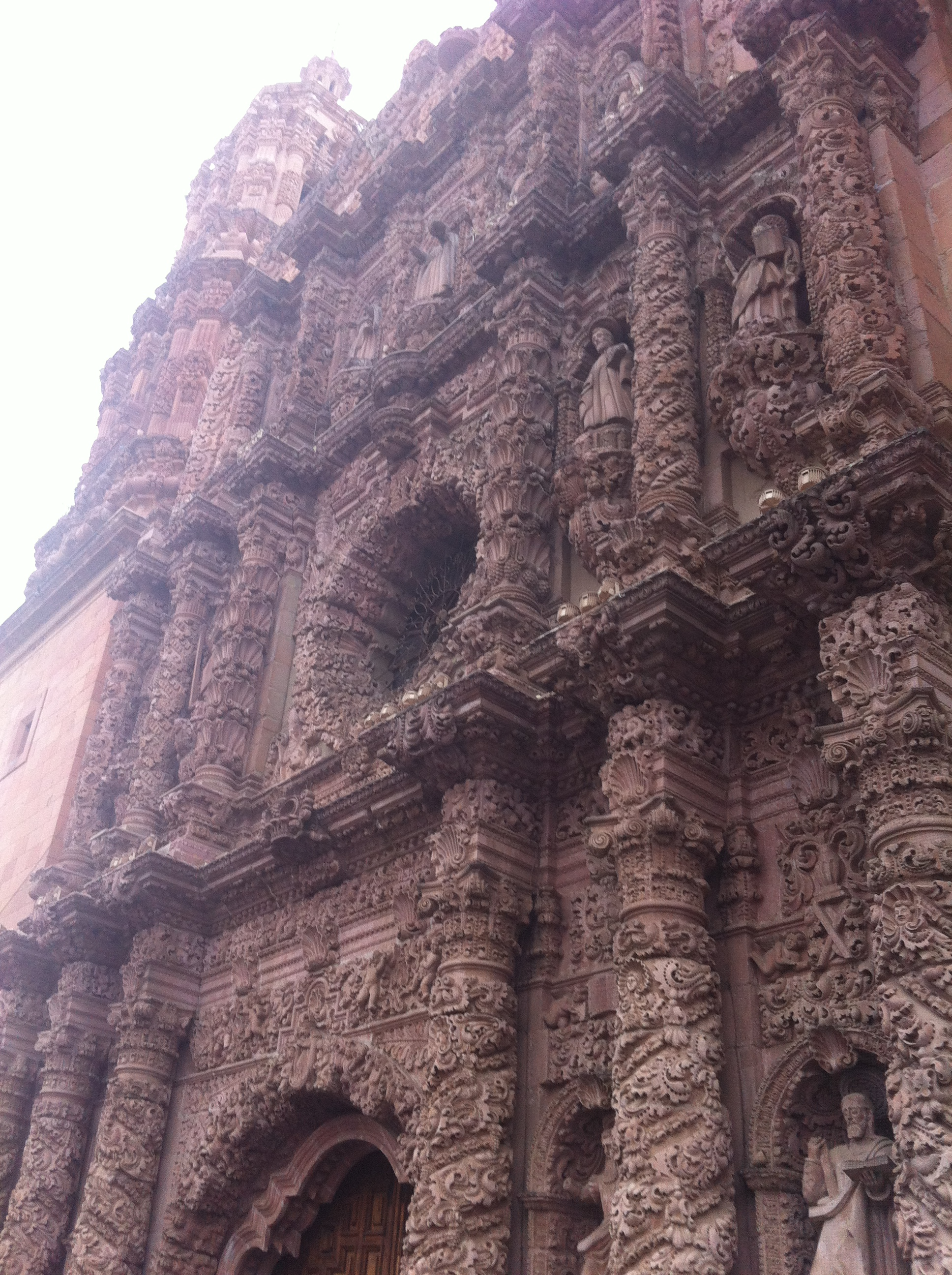
Катедральний собор, Сакатекас
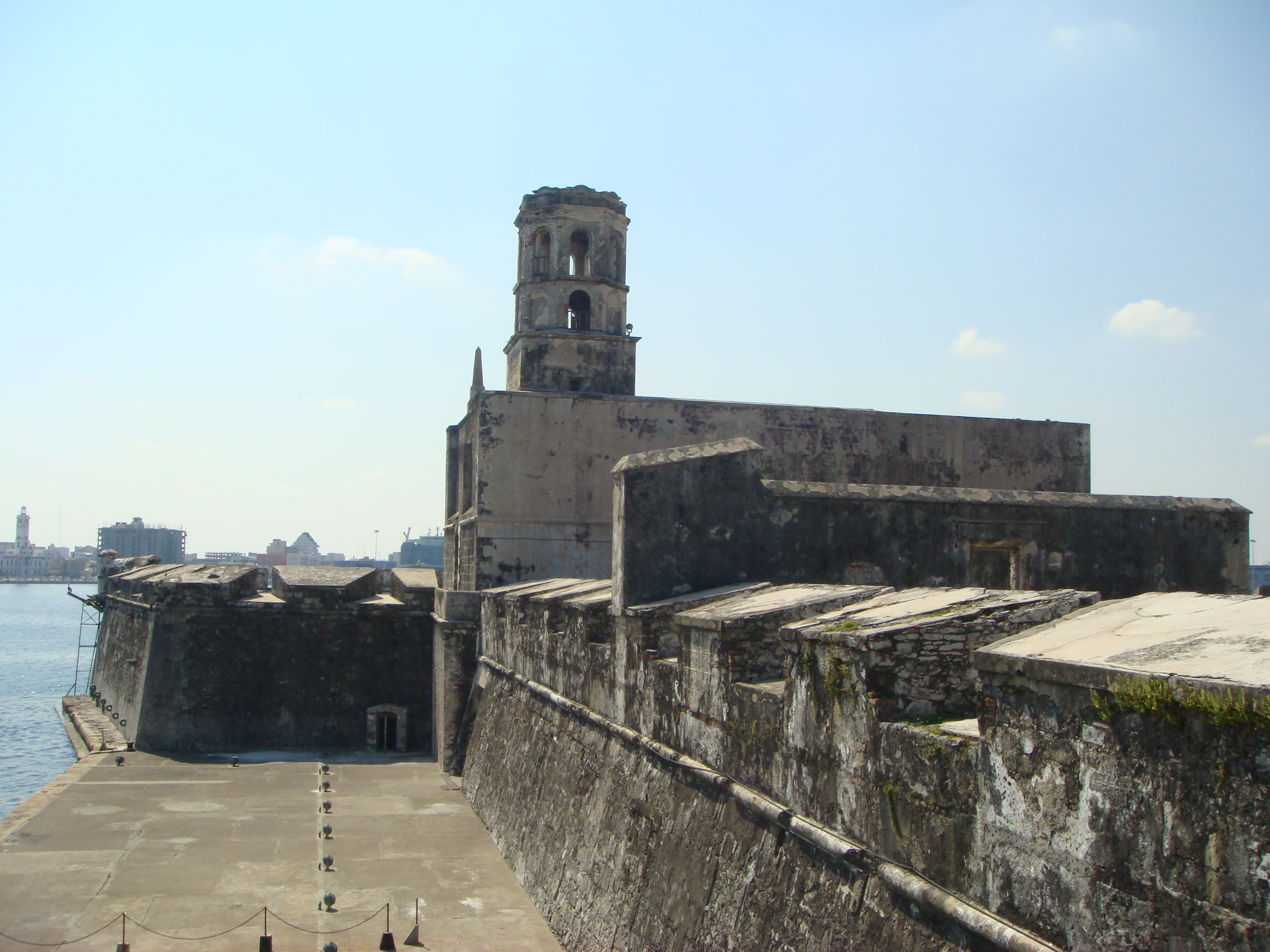
Фортеця в порту Веракрус
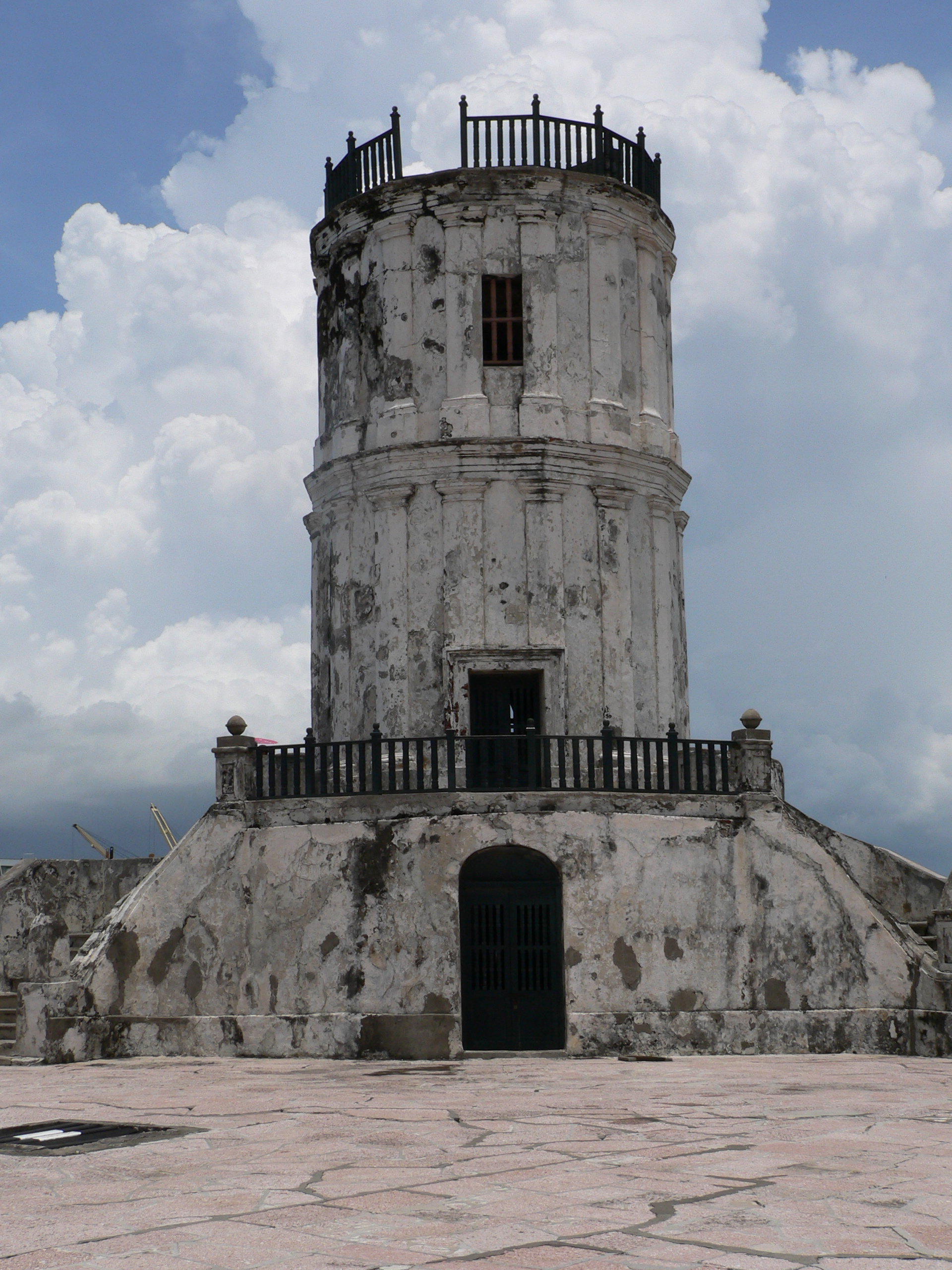
Вежа, форт Сан Хуан де Улуа. Веракрус
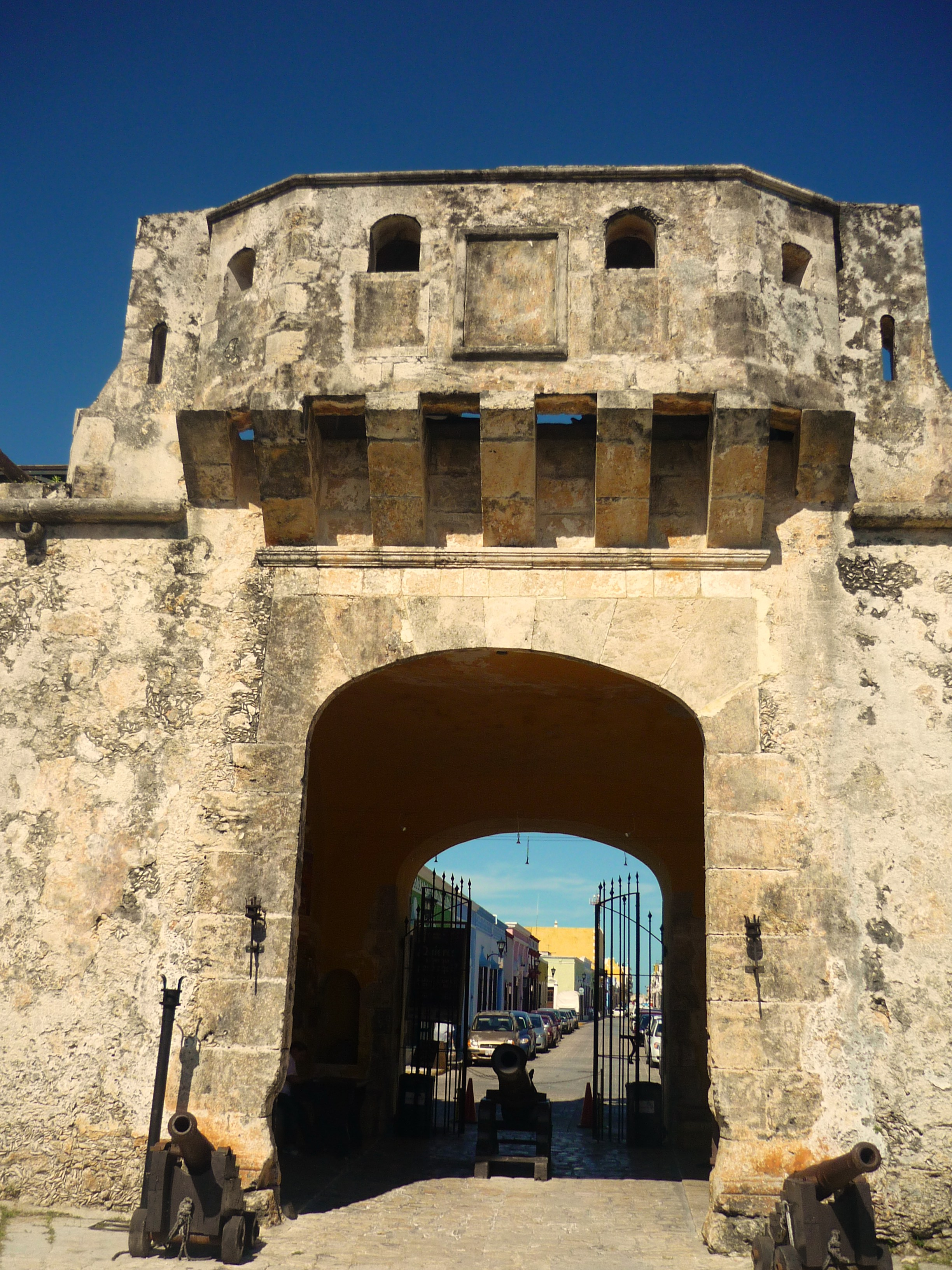
Фортечні мури і брама, Кампече

Католицьке священство вкладало величезні кошти в церковне будівництво, в перебудови і декорування сакральних споруд. До будівництва низки столичних храмів були залучені іспанські архітектори. Велетенський собор в Мехіко будували та декорували впродовж декількох століть, від 1563 до 1813 року.  Тому він мимоволі став втіленням декількох стильових етапів місцевої архітектури. Собор в столичному Мехіко почали будувати за проектом іспанців Алонсо Переса Кастаньєди та Дієго ді Арсіньєги. Вежі-дзвіниці були закінчені лише в 1791 році під керуванням Хосе Даміана Ортіса де Кастро. Купол створив іспанець Мануель Толса. Собор в Мехіко став найбільшим за розмірами католицьким храмом в Латинській Америці.
Ранні зразки італійського бароко чи зразки папського Риму не отримали тут розповсюдження — ні в церковній, ні в світській архітектурі.  Мексиканське бароко швидко перейшло на створення самобутніх варіантів карнизів, колон, розкішних орнаментів. Широке розповсюдження отримали так звані «естіпіте» — конічні варіанти колон і піляст, поставлені вузькою частиною униз.  Мексиканська архітектура стала на шлях надзвичайної пишноти в інтер'єрах, котра вихлюпувалась і на головні, західні фасади сакральних споруд і відома як «ультрабароко» 18 століття. Вони були продовженням іспанського  стилю чуррігереско (пізній варіант іспанського бароко). Храми позбавлені складного розпланування і довершеності італійських зразків, планово-просторові рішення - або стереотипні, або примітивно-провінційні. Однак декоративний бік архітектури фасадів отримав надзвичайну увагу, особливо західних фасадів. В нагромадженні і переускладненості декору знайшов вихід нестримний темперамент місцевих майстрів, метисів і індіанців, залучених до будівництва. Контраст між порожніми, виглаженими частинами фасадів і перенасиченим декором порталу добре відомий і в Іспанії. В Мексиці цей контраст отримав надзвичайне розповсюдження і дав безліч місцевих варіантів декору. Декоративні портали майже втрачали логіку побудови і нагадували коштовну тканину, перенасичену візерунками неєвропейського, східного, арабського зразка.
Іспанці поруйнували всі споруди ацтекського Теночтітлана. Низка індіанських храмів і пірамід була розбита і розібрана на будівельні матеріали, а ті використані на будівництво нового міста за іспанським зразком. Розпланування йшло за проектом архітектора Алонсо Гарсия Браво — з регулярною мережею вулиць. Проблему водопостачання вирішила низка акведуків, вибудованих руками рабів від джерел Мексиканського узвишшя. Поруйновані піраміди засипали землею та сміттям, а на їх верхівках будували собори й церкви, котрі головували нам морем одноповерхових споруд. Столичний Мехіко швидко зростав і до 1776 року вже мав 90 000 мешканців (тодішня іспанська Гавана мала 76 000, а британський Нью-Йорк тільки 12 000 ).
Приклад світської архітектури бароко місцевого багатія - палац де Кобьєрно де Мічоакан, місто Морелія, вибудований в 1760-1770 роках неподалік від катедрального собору міста.  Він мав два поверхи і три внутрішніх дворика. Головний фасад прикрашений подвоєними пілястрами та спокійним ритмом віконних отворів. Про іспанське бароко нагадував лише пишний парадний портал із фігурним бароковим фронтоном.

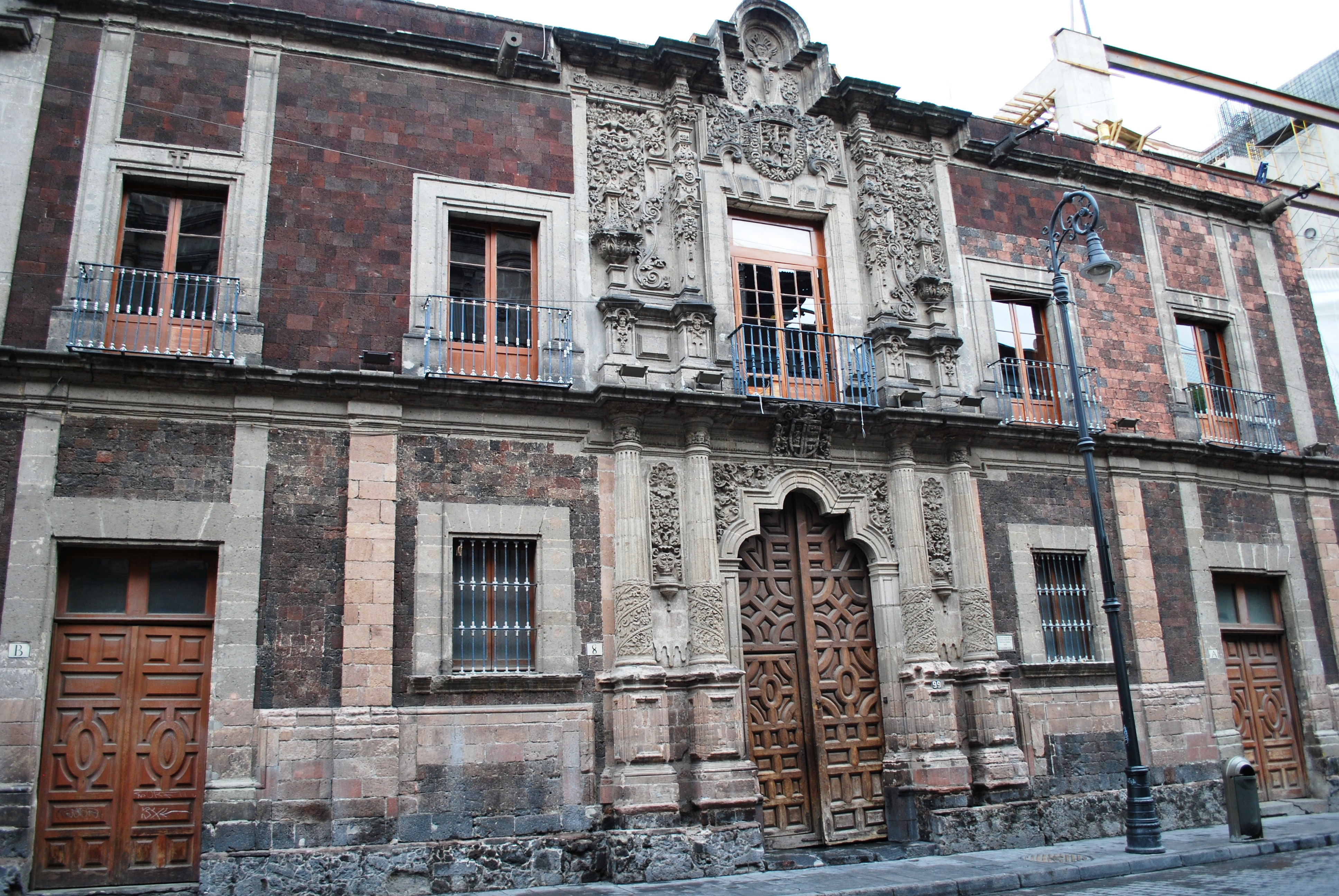
Бароковий коледж Христа (нині Музей карикатури, Мехіко), головний фасад
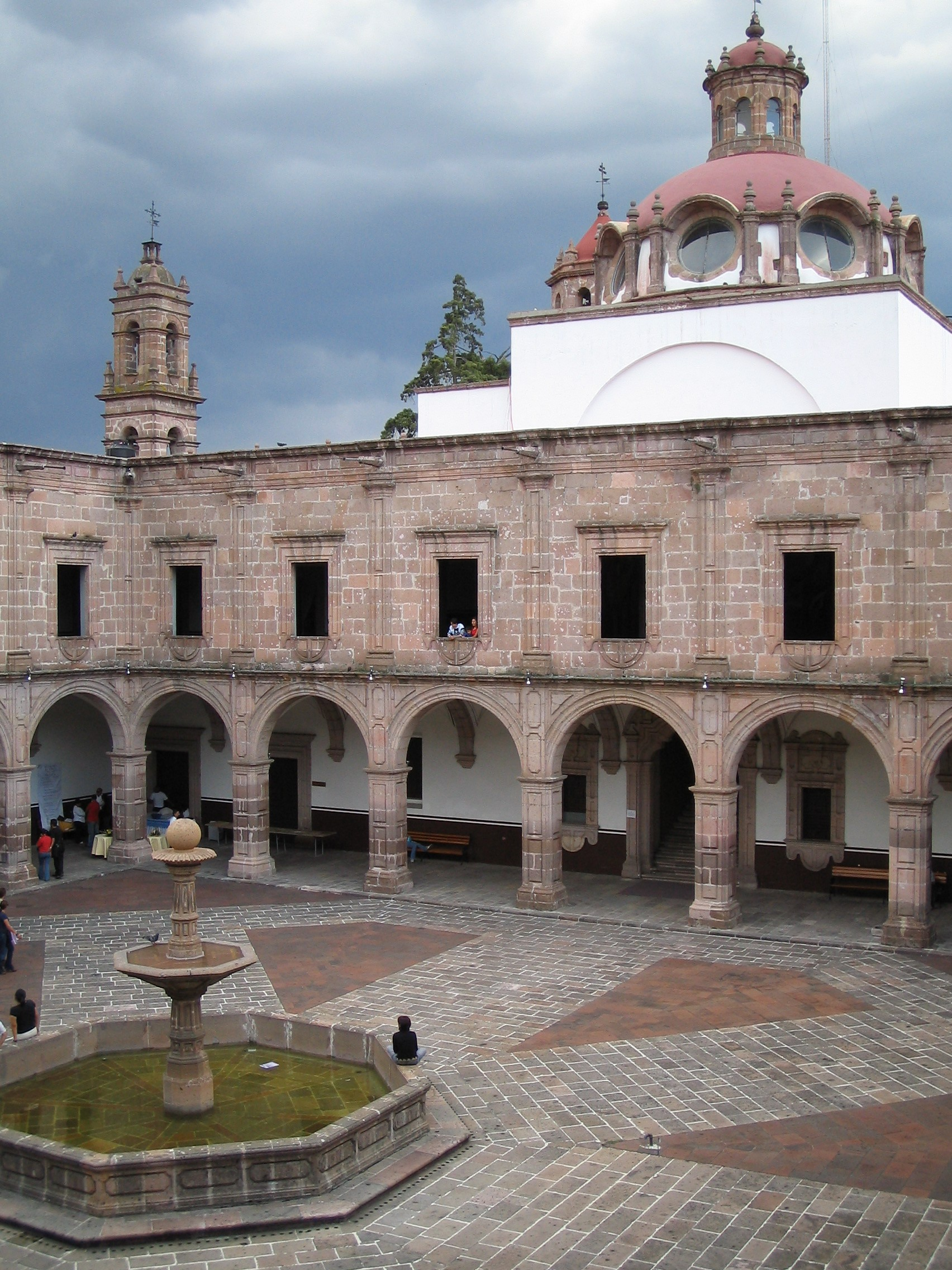
Палац Клафіхеро, внутрішній дворик, Морелія
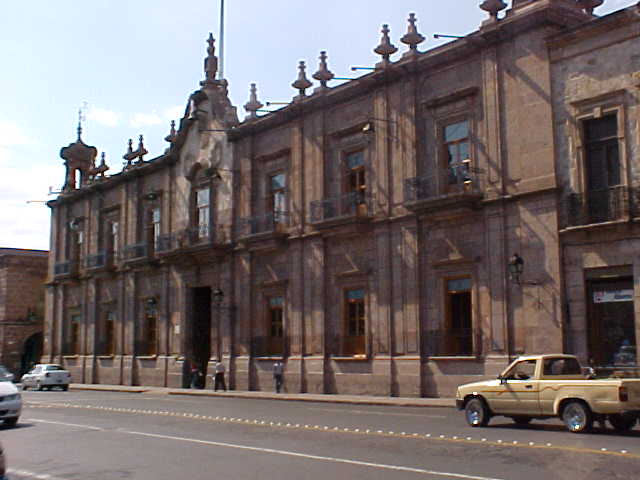
Палац де Кобьєрно де Мічоакан, Морелія
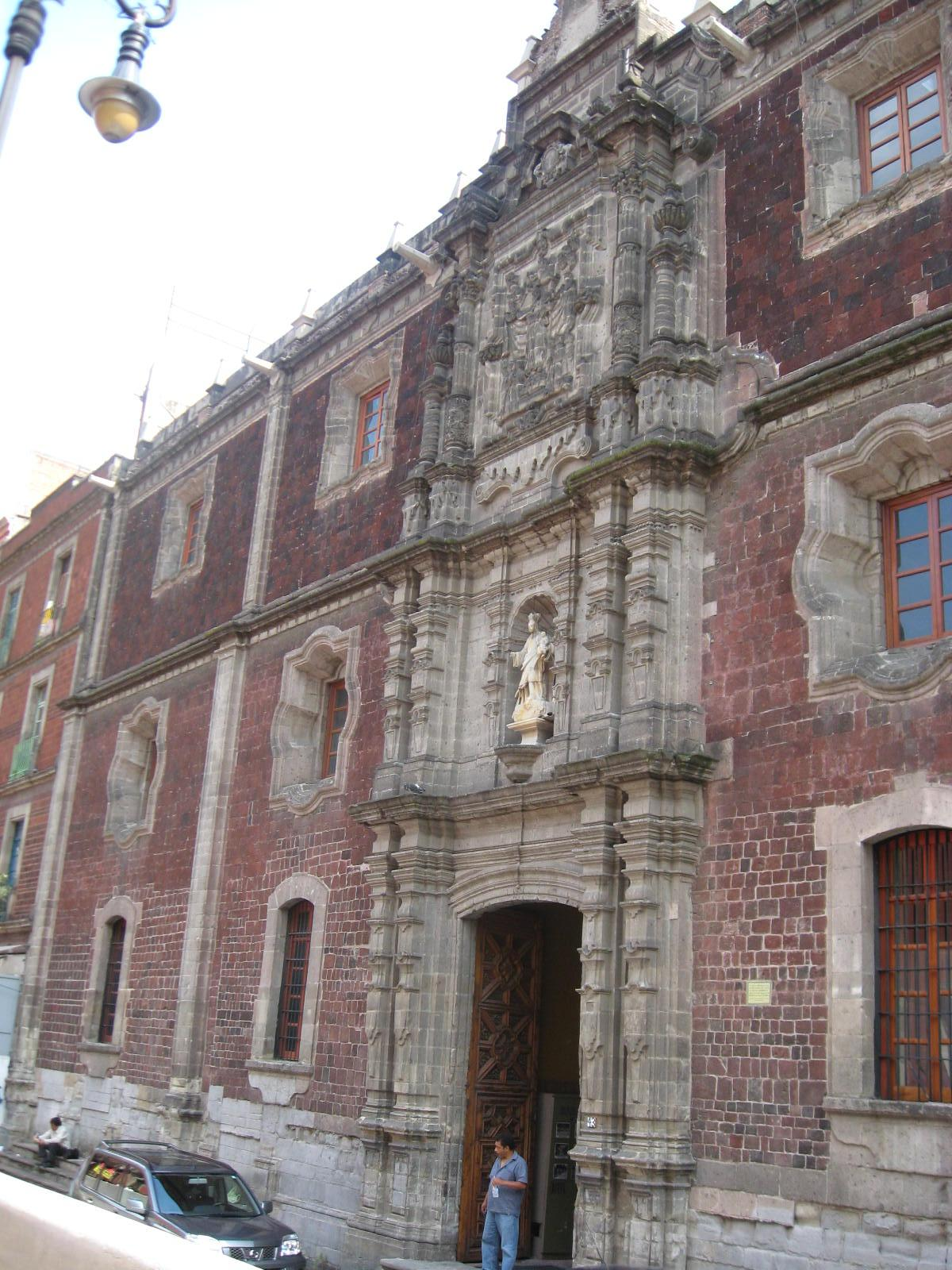
Колишній коледж Сан Ільдефонсо, Мехіко

## Гілки  мексиканського чуррігереско
Серед місцевих архітектурних творів вирізняють декілька варіантів мексиканського чуррігереско.
- «Стиль столиці» відбивав найбільш фахову  лінію мексиканського чуррігереско. Але його зразки зустрічаються як в столиці, так і в провінціях (єзуїтський храм Св. Мартина в місті Тепотцотлан, 1760-1762 рр.) Першими слід назвати храми в Мехіко — церква Св. Трійці та Саграріо Метрополітано, окрема споруда поряд із катедральним собором Мехіко. Саграріо Метрополітано вибудував іспанець Лоренсо Родрігес із Андалузії, а декорував скульптор-індіанець Педро Патіньйо Ікстолінке.
- Центричні композиції. Зазвичай використовували розповсюджений тип базиліки. Досить рідкісними для Мексики були центричні композиції, серед них каплиця Посіто в місті Гваделупа (арх. Франсіско Герреро-і-Торрес, 1777—1797 рр.)
- Місцеві варіанти чуррігереско частіше виникали на півночі та далекому півдні Мексики. Серед провінційних варіантів слід згадати пишний західний фасад собору в місті Сакатекас. Фахова значущість архітектора вдало зійшлася тут з нестримним темпераментом майстрів-декораторів. Пишні декоративні форми досягли на головному фасаді надмірного втілення і католицький храм сприймається фантастично розкішною спорудою півдня... тамільської Індії. Тоді як бічні фасади - важкі, порожні, статичні, саме втілення інертної маси.
- Так зване «народне бароко». Воно виникло в місті Пуебла і має місцеву назву поблано. Головна його особливість - привнесення розфарбування в фасади  та використання кольорових кахлів навіть в дахах куполів. В стилістиці «народного бароко» створено чимало споруд. Відомі серед них — церква Санта Марія в Тонанцинтлі (середина 18 ст.), церква Св. Франциска в Акатепеку (перша половина 18 ст.), храм Окотлан в Тласкала ( бл. 1750 р.[9] ) Провінційні ж храми в бідних містечках і селах - вкрай примітивні, наївні, вибудовані надзвичайно просто.

Серед величних храмів колоніальної доби в місцевому стилі бароко —  собори в штатах Оахака, Чіуауа, Морелія, Сасатекас та ін. До переліку уславлених зразків слід додати  церкву Сан Домінго ( Оахака ), церкву Регіни та Метрополітанське Сагреріо в місті Мехіко, каплицю дель Росаріо храму Сан Домінго в Пуебла, вибудована в 1690 році.

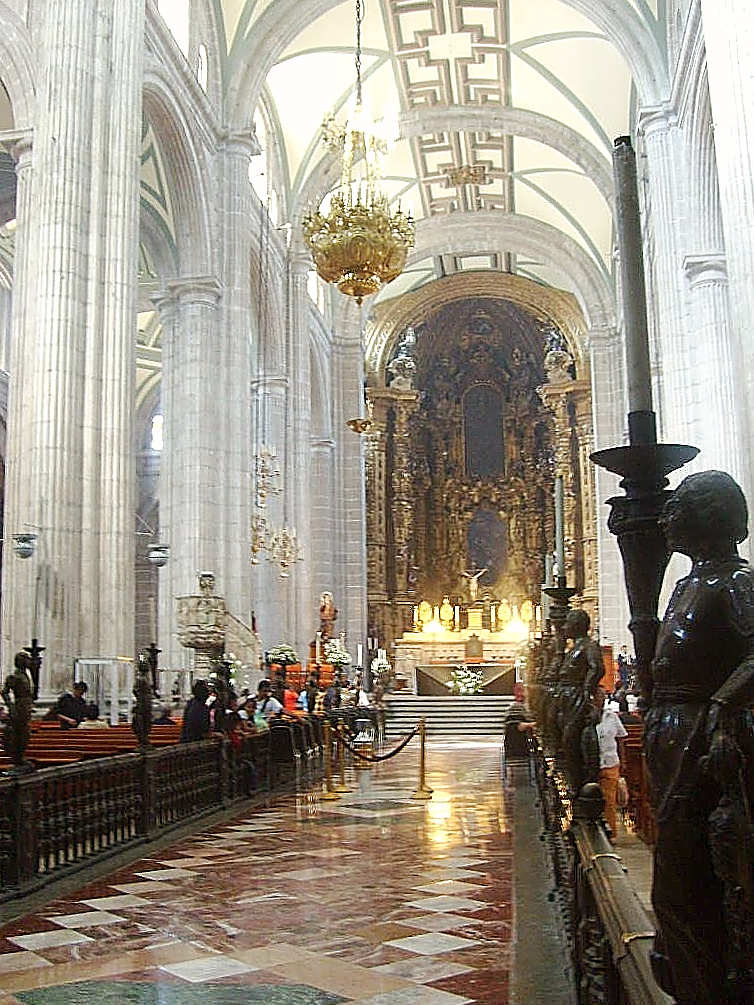
Нава катедрального собору в Мехіко
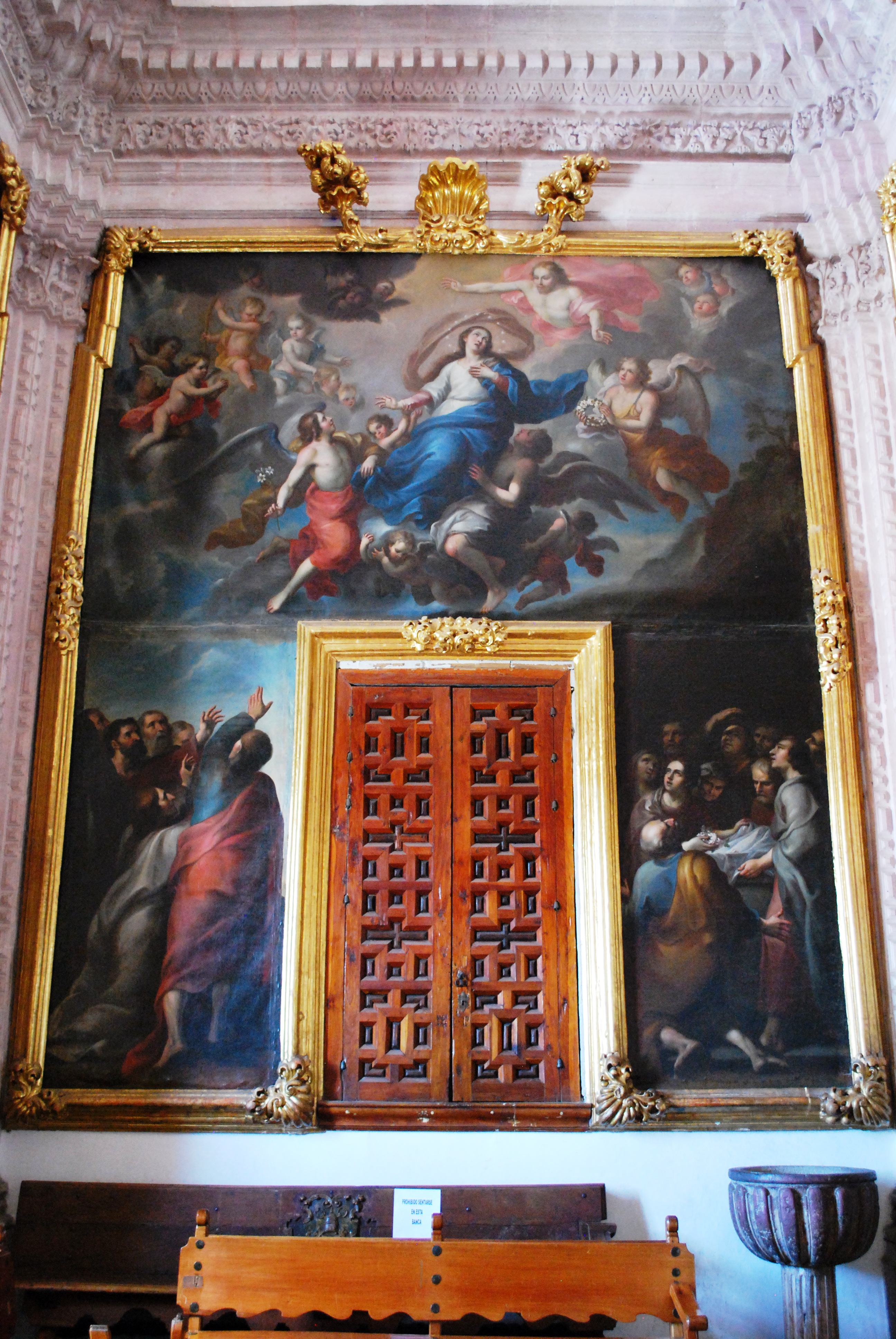
Худ. Крістобаль Вільяльпандо. «Успіння Пресвятої Богородиці»
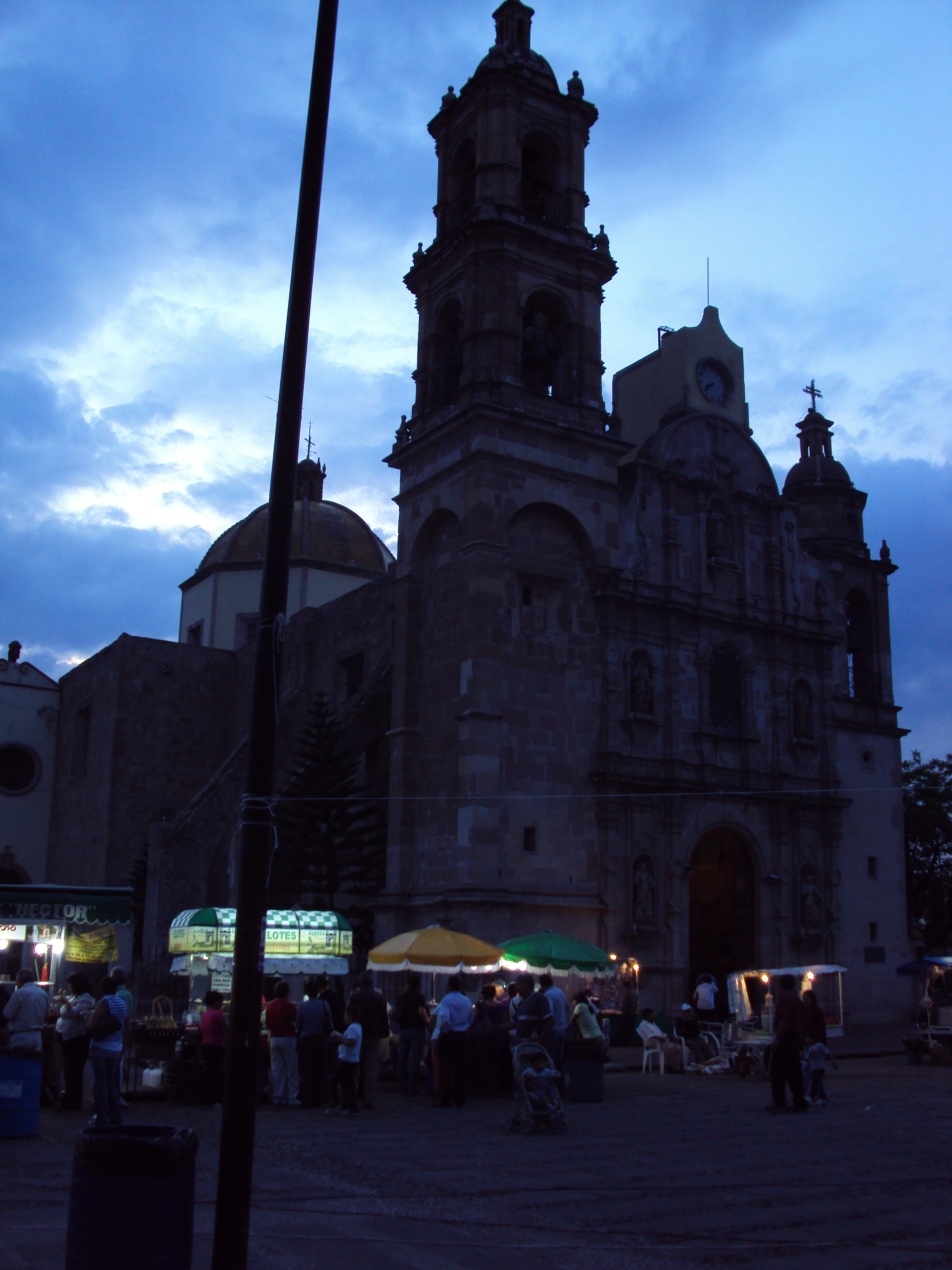
Церква Св. Марка, місто Агуаскальєнтес.
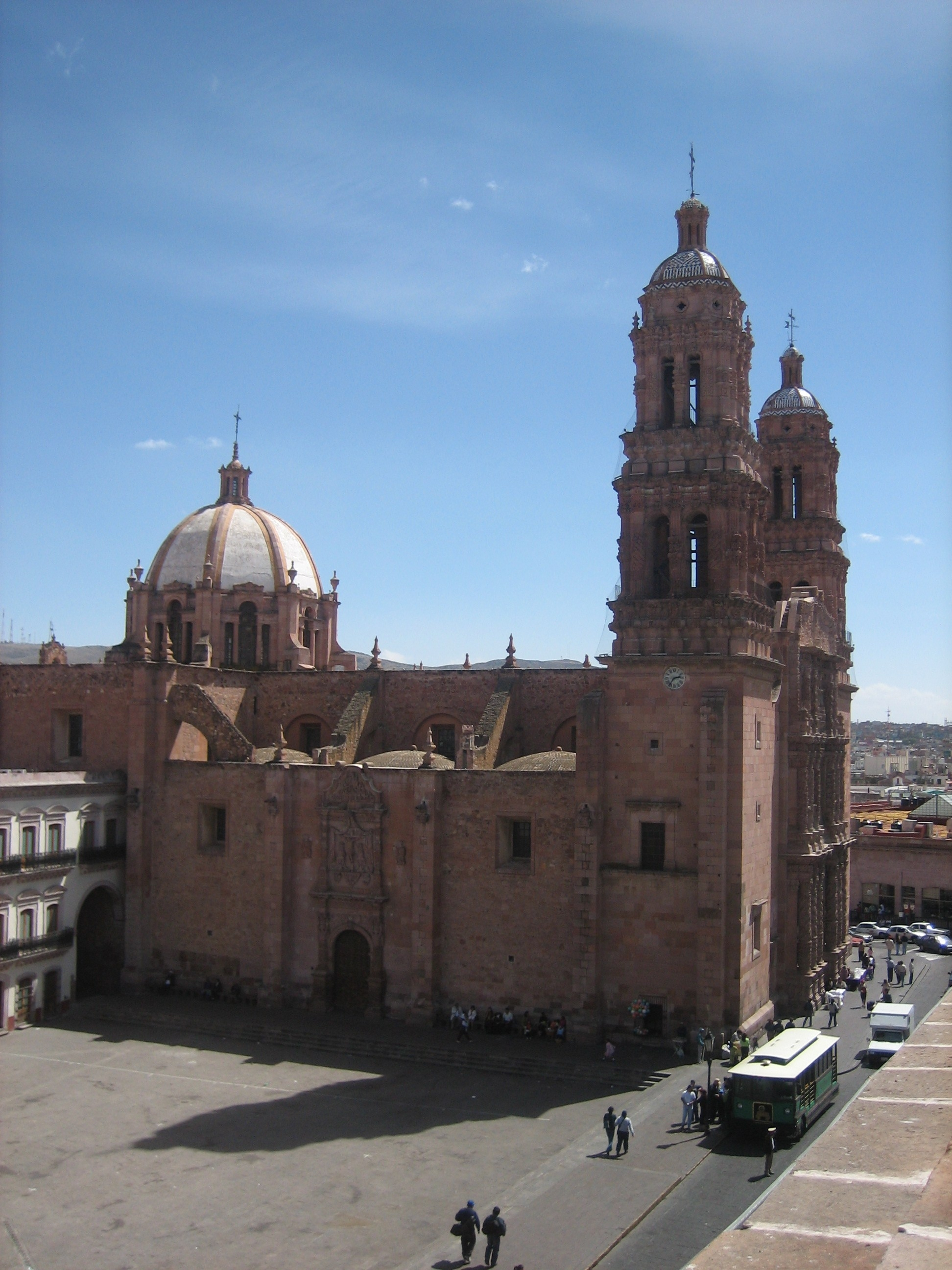
Катедральний собор в м. Сакатекас. Бічний фасад.
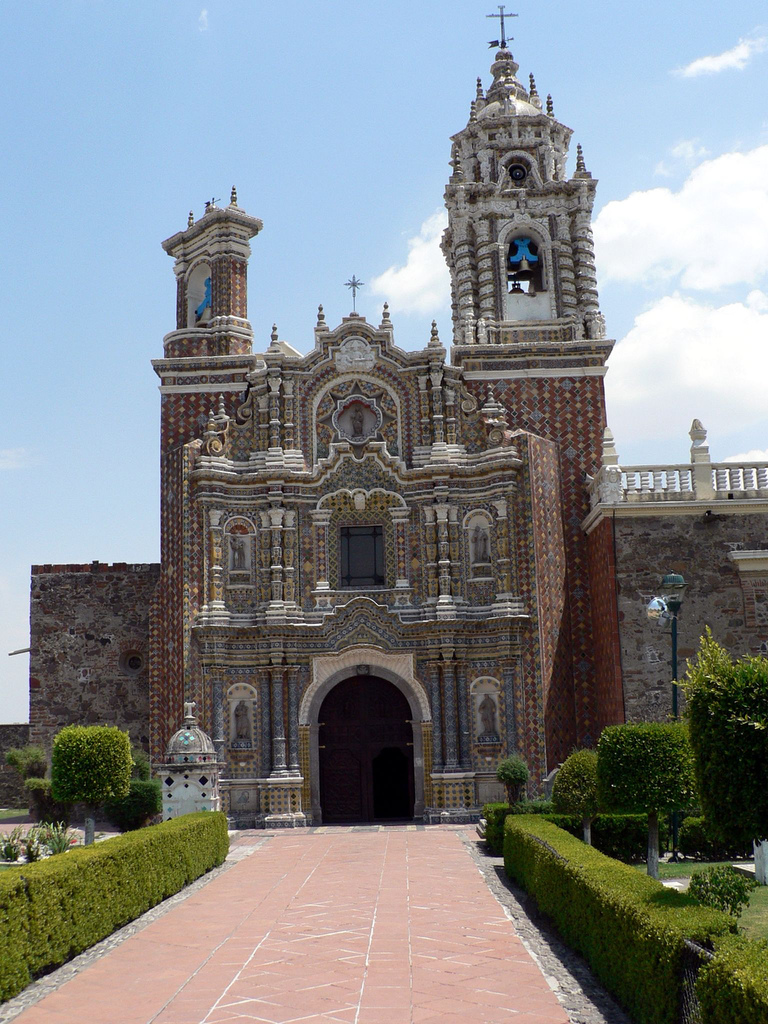
Барокова церква Св. Франциска, Мехіко. Головний фасад.
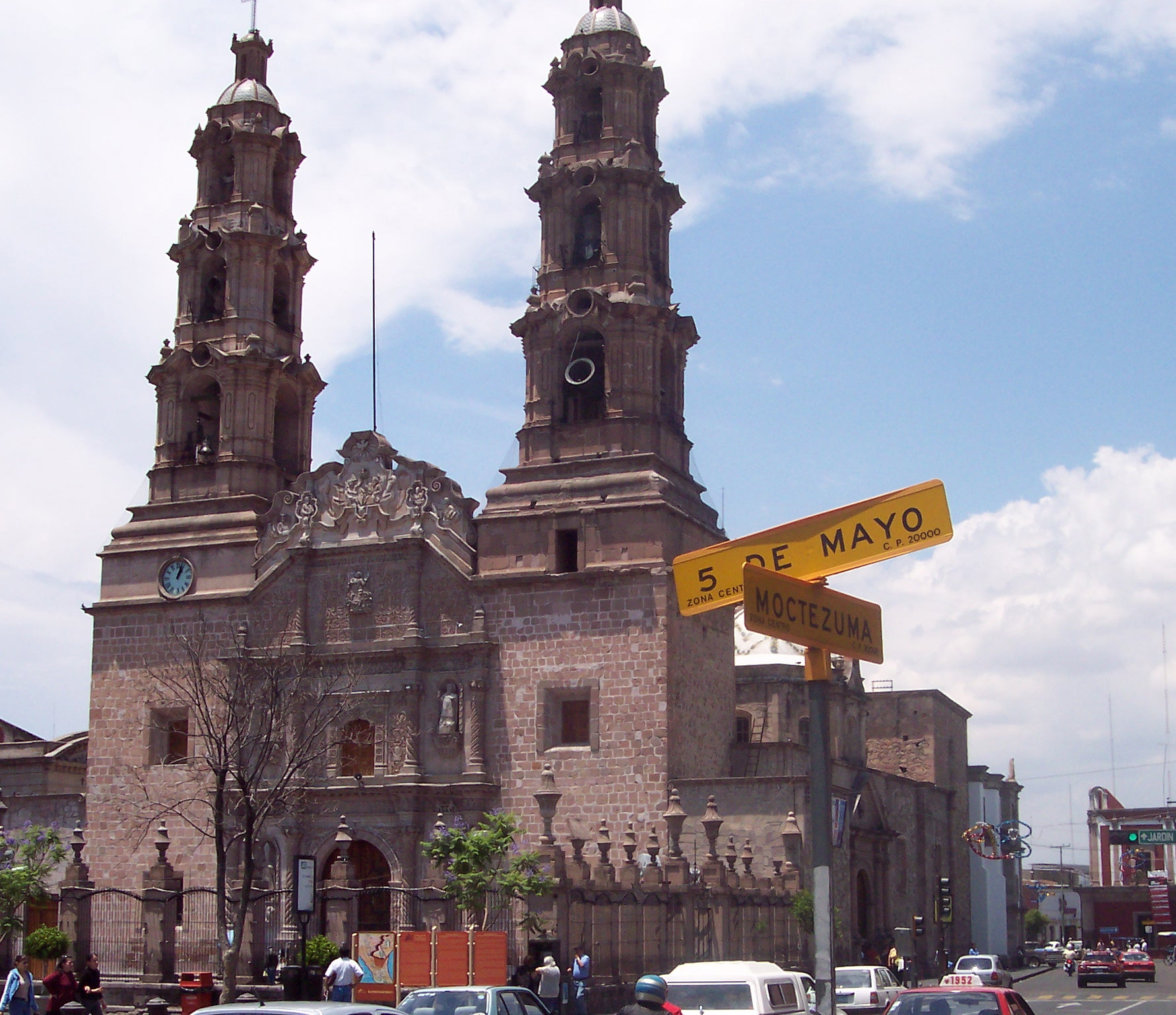
Катедральний собор Агуаскальєнтес, Мехіко
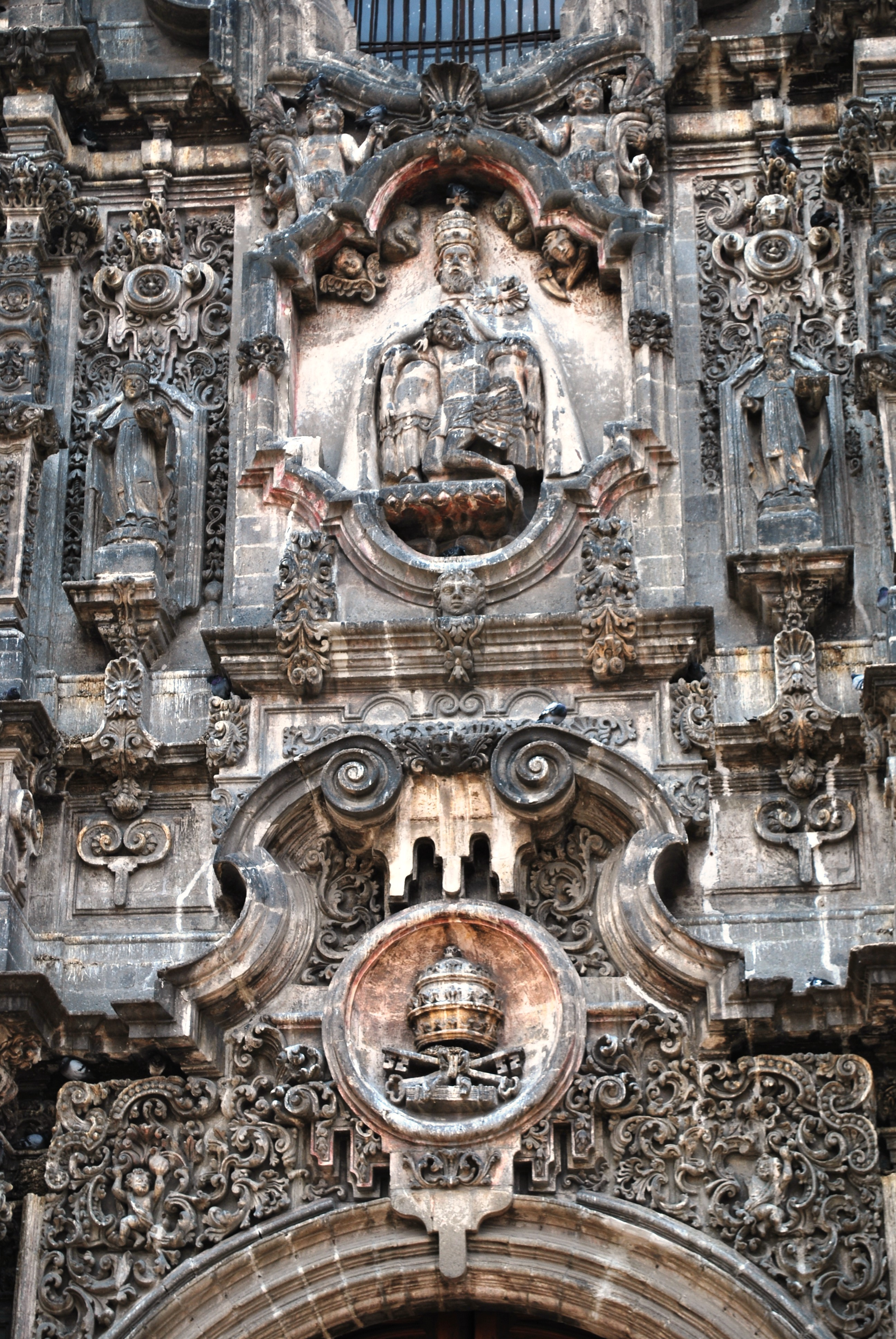
Св. Трійця на фасаді церкви Ла Сантісіма, Мехіко
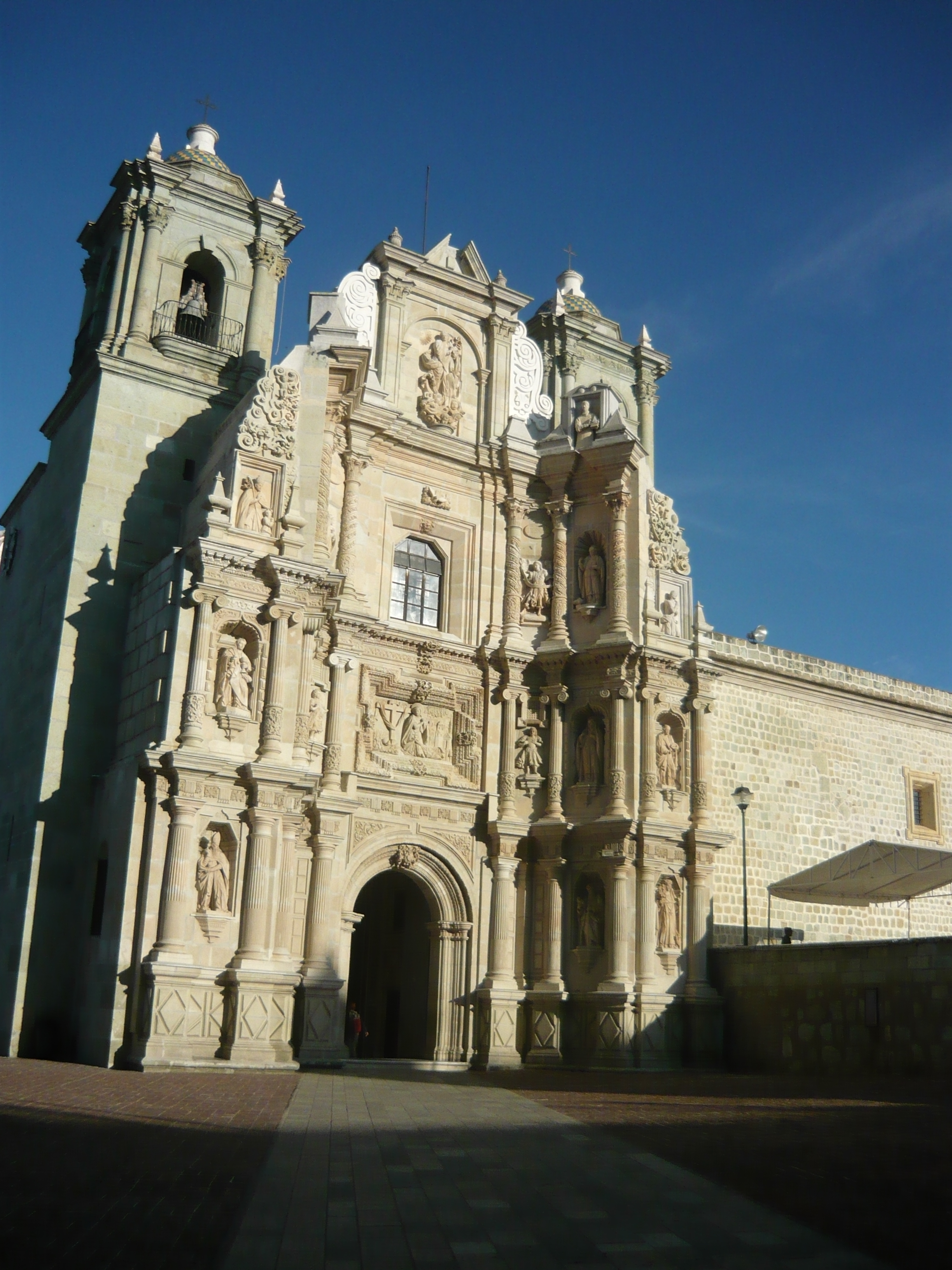
Катедральний собор Оахака, західний фасад, Мехіко.
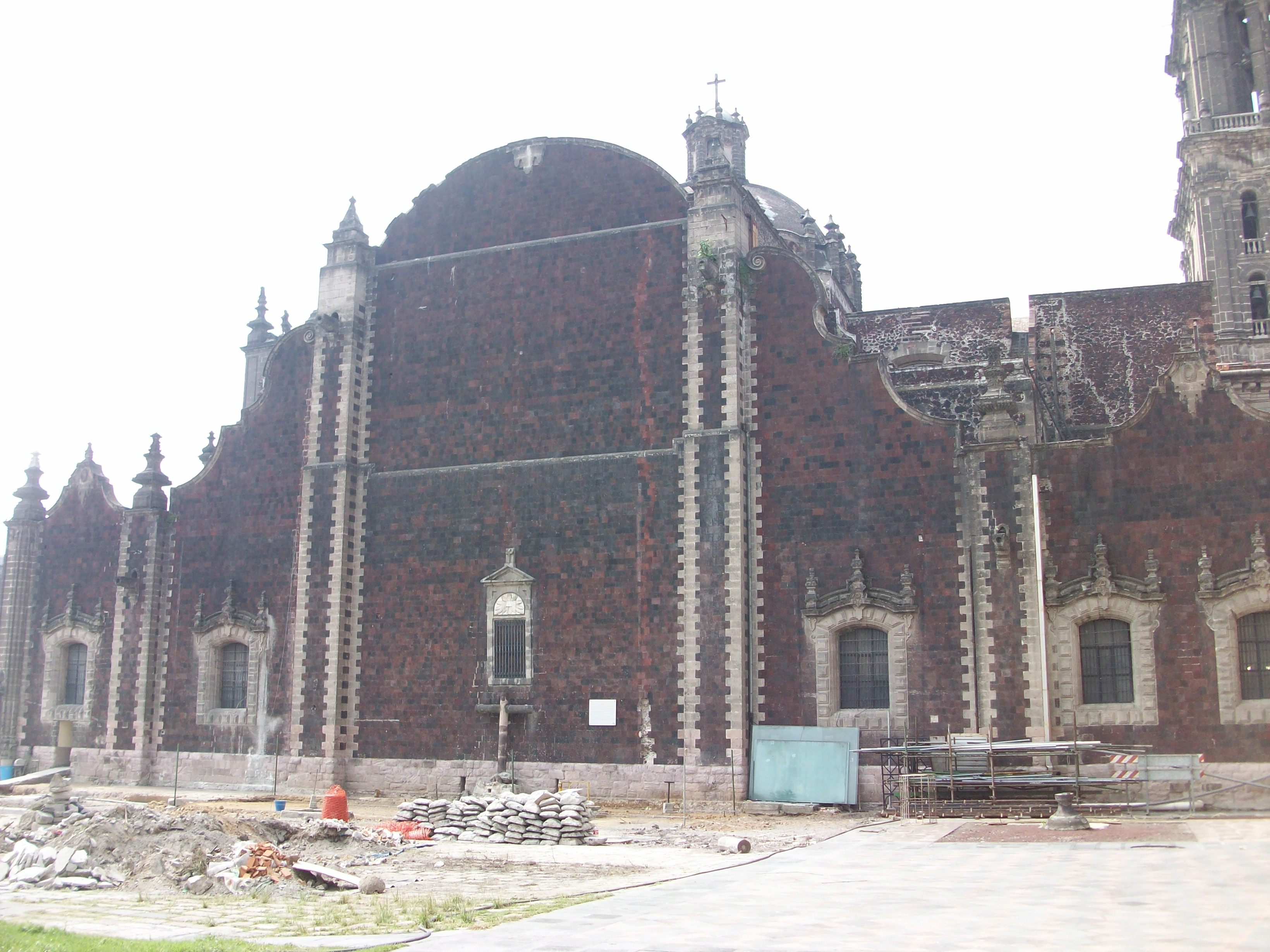
Бічний фасад Саграріо Метрополітана, Мехіко
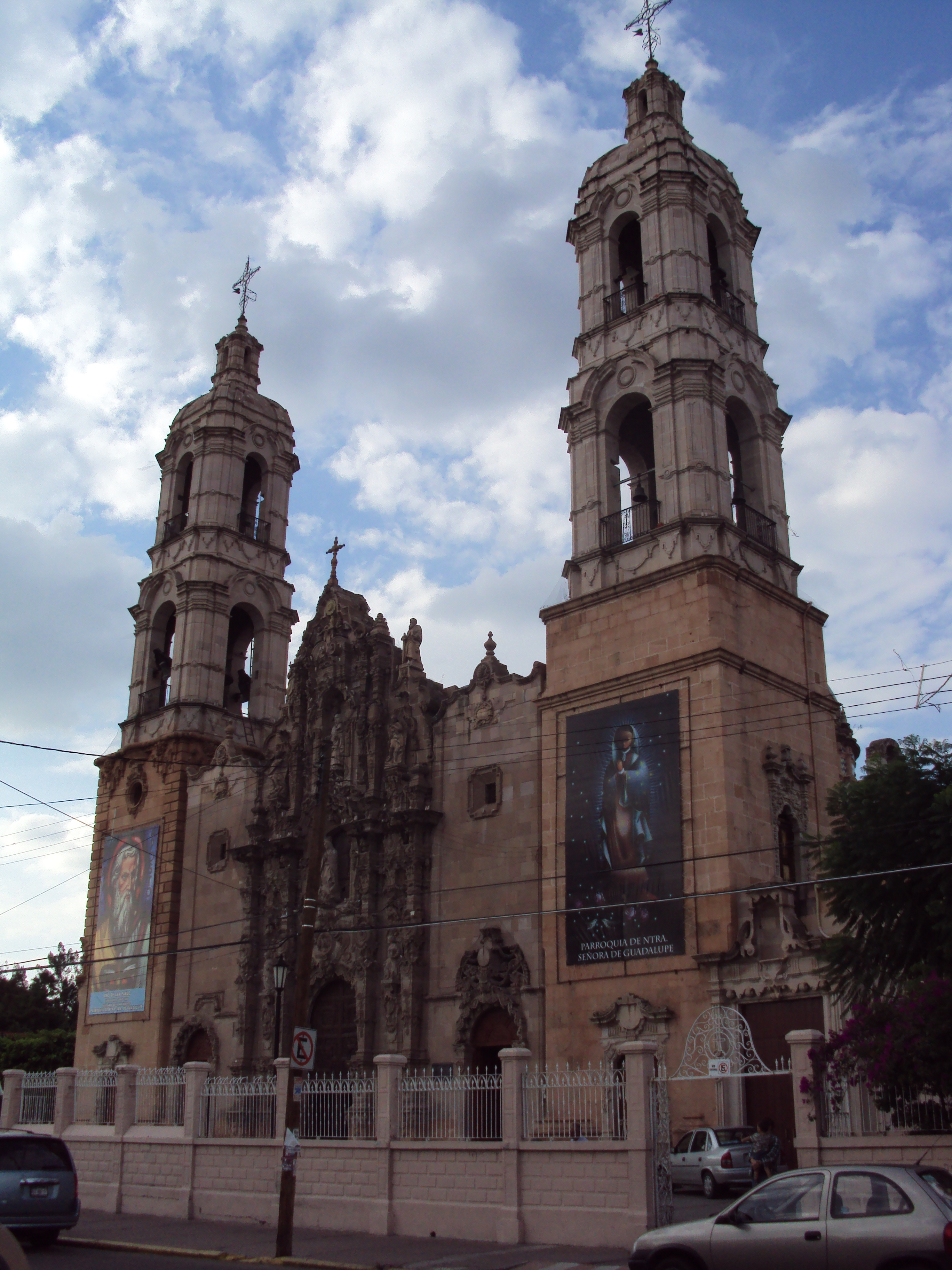
Церква де Гваделупе. Місто Агуаскальєнтес
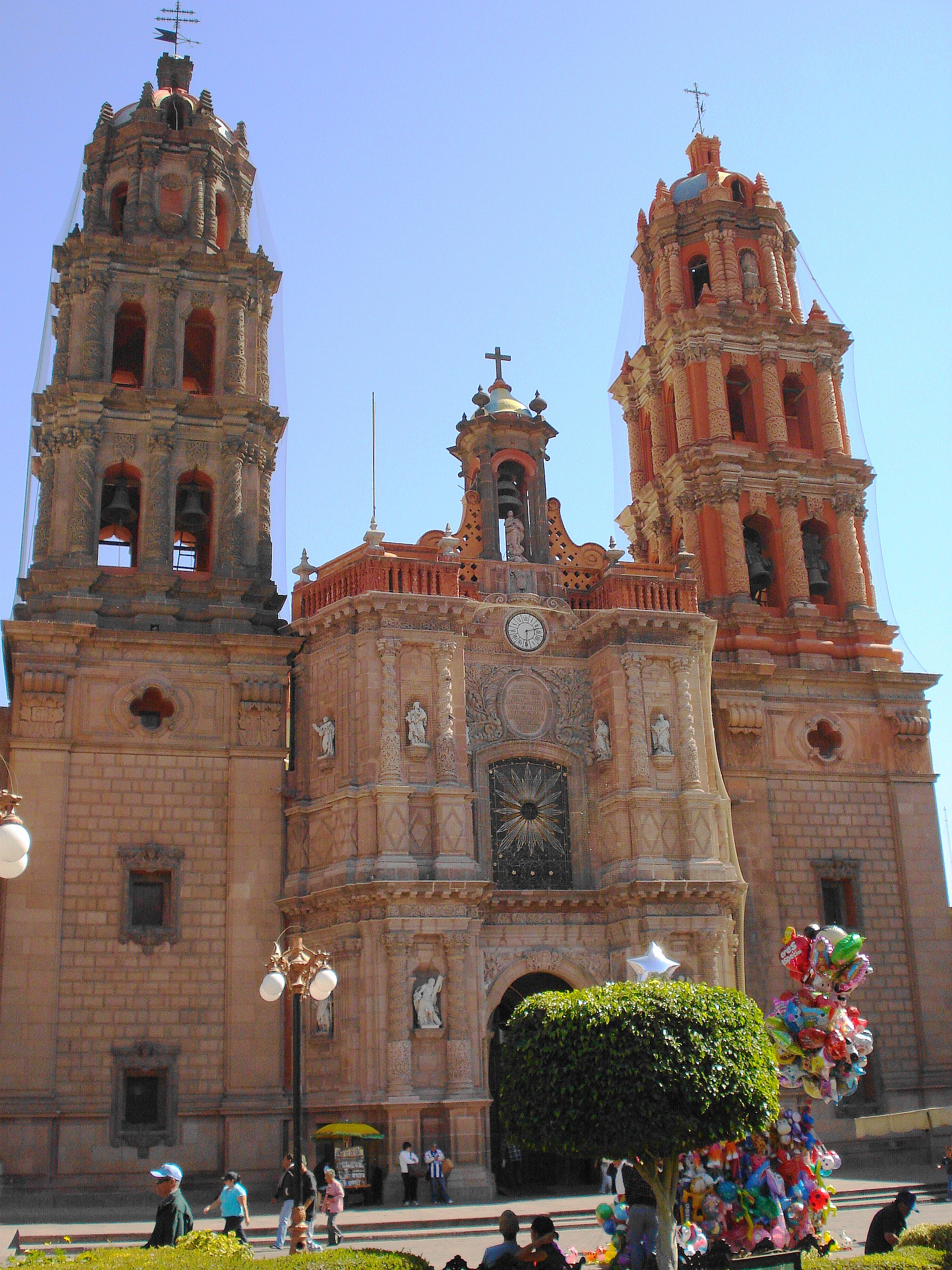
Катедральний собор Сан-Луїс-де-Потосі, Мехіко
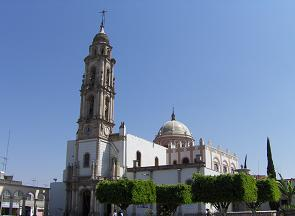
Церква в Урьянгато з одною дзвіницею
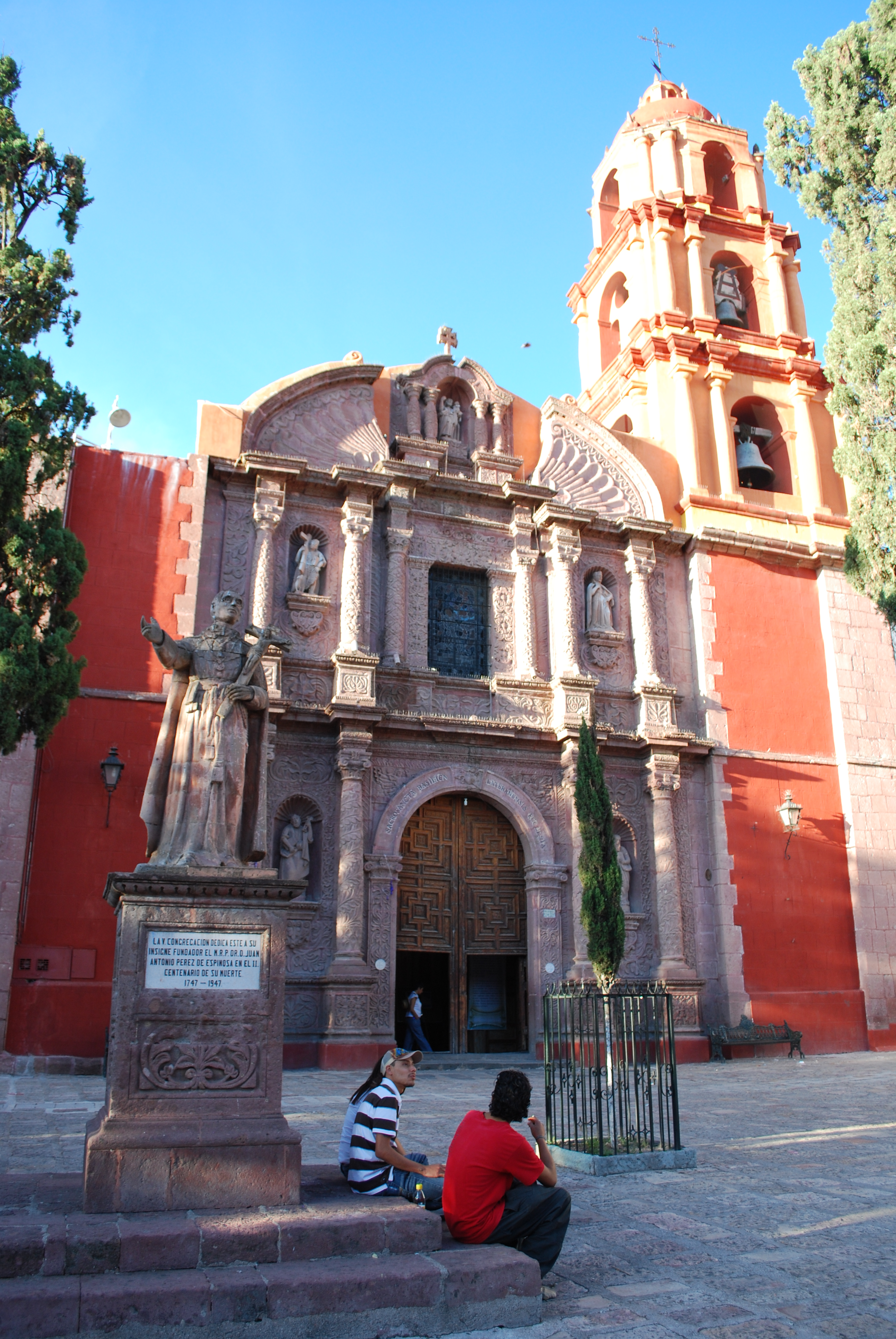
Храм Темпо Ораторіо в Сан-Мігель-Альєнде, Гуанахуато.
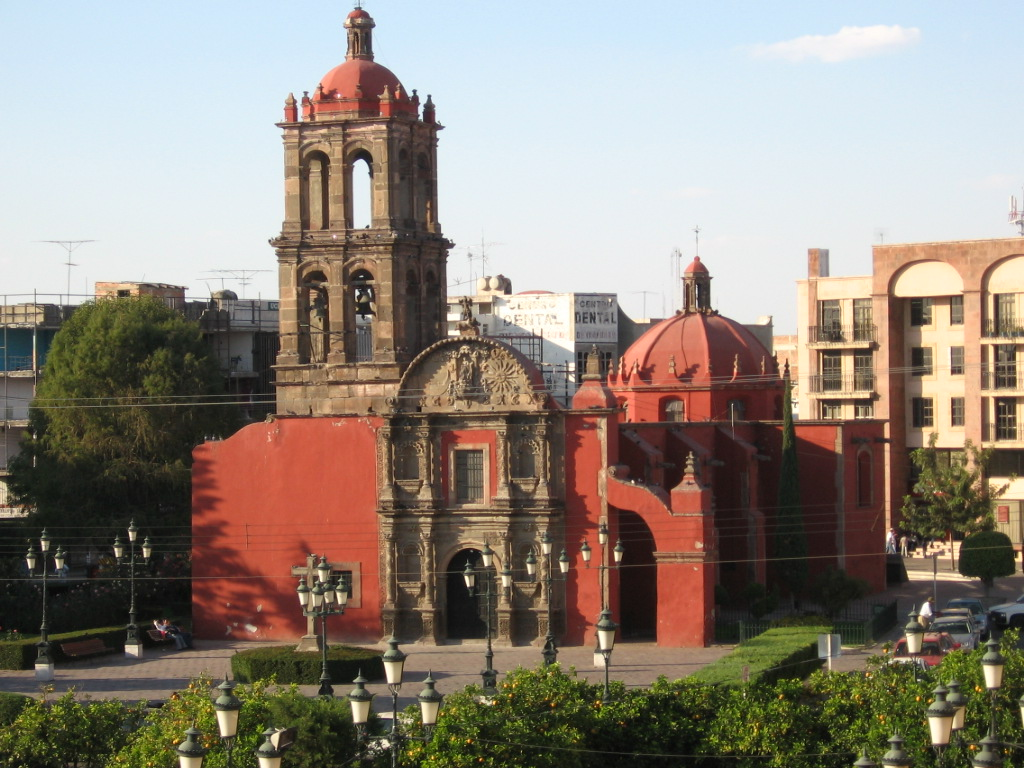
Церква Ель Госпіталіто, місто Ерапуато.
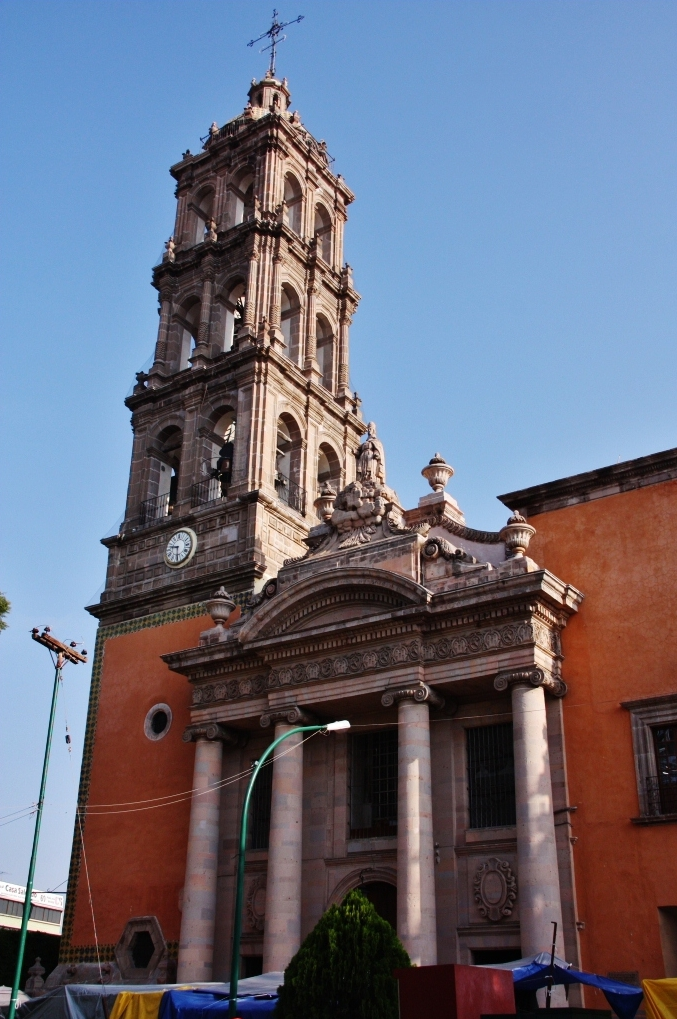
Церква Св. Франциска Ассізького, м.Селайя, штат Гуанахуато
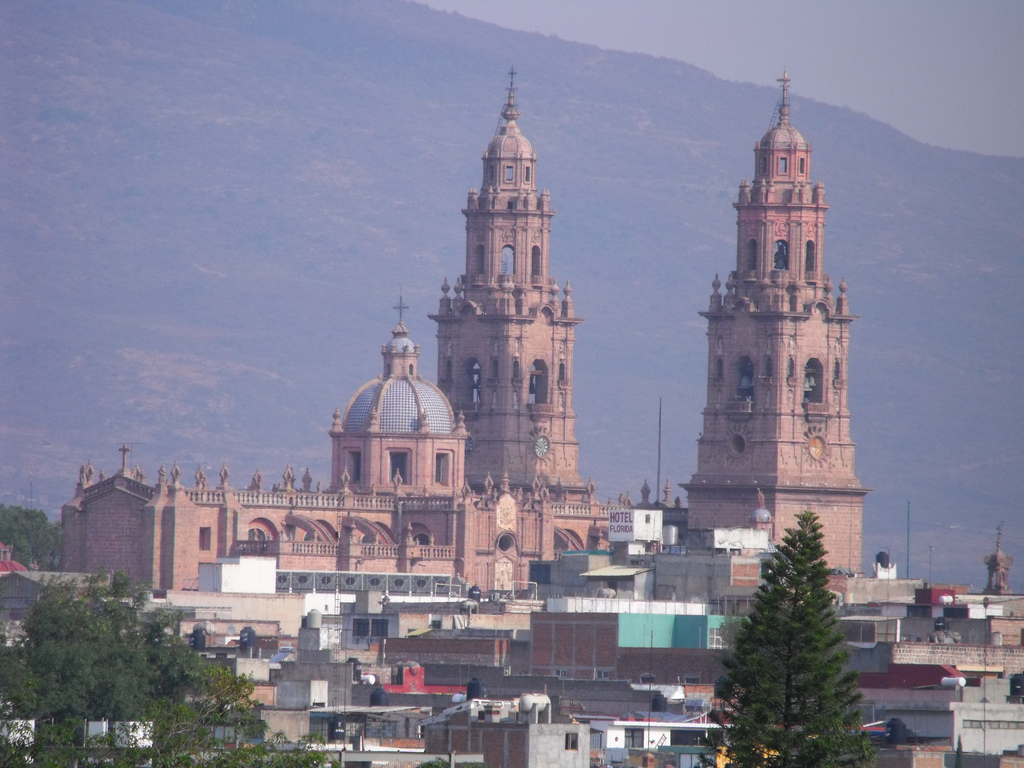
Катедральний собор, місто Морелія.
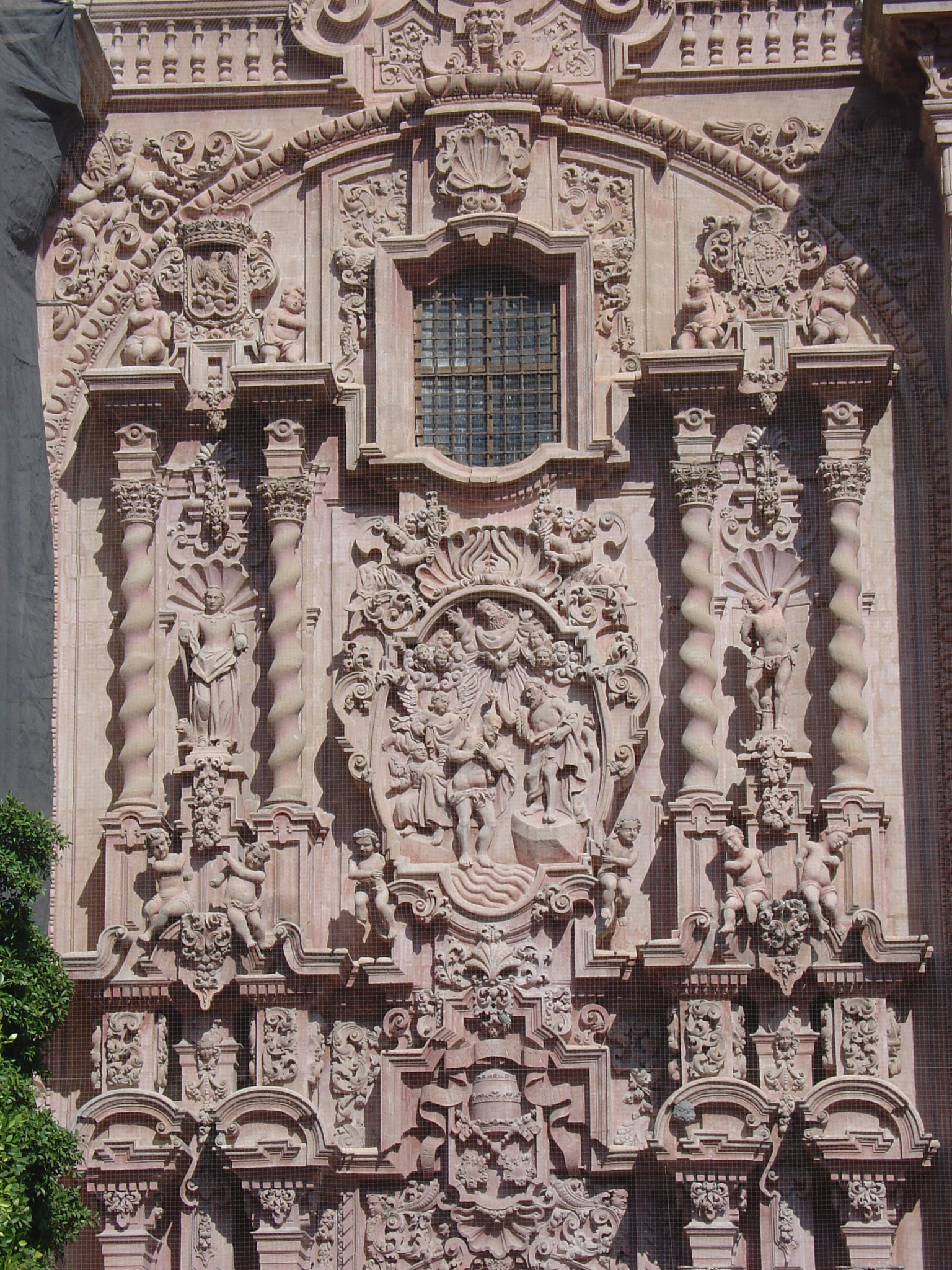
Церква Санта Пріска, декор головного фасаду. Місто Таска.
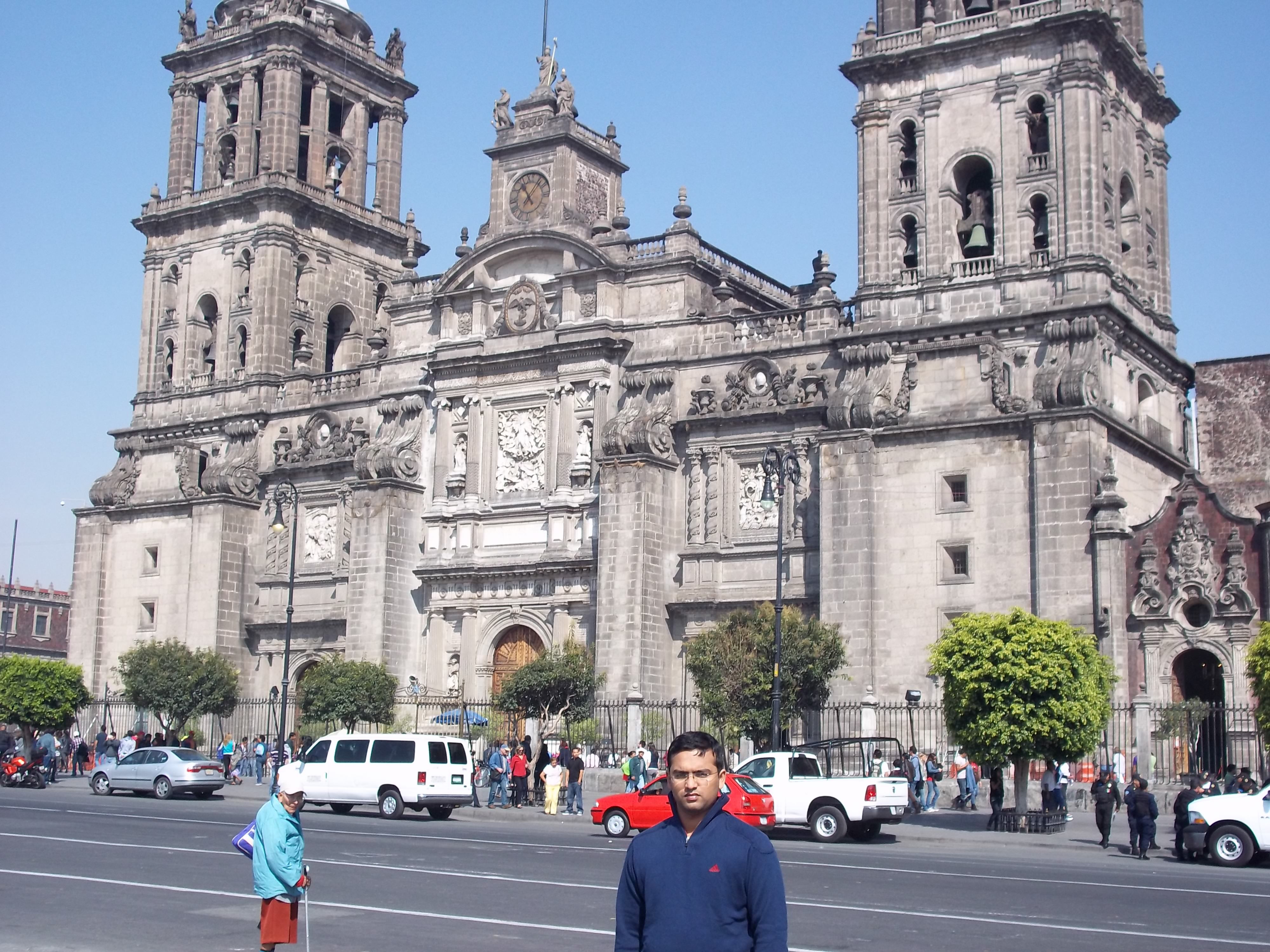
Катедральний собор в м. Мехіко, головний фасад.

## Барокові інтер'єри церковних споруд

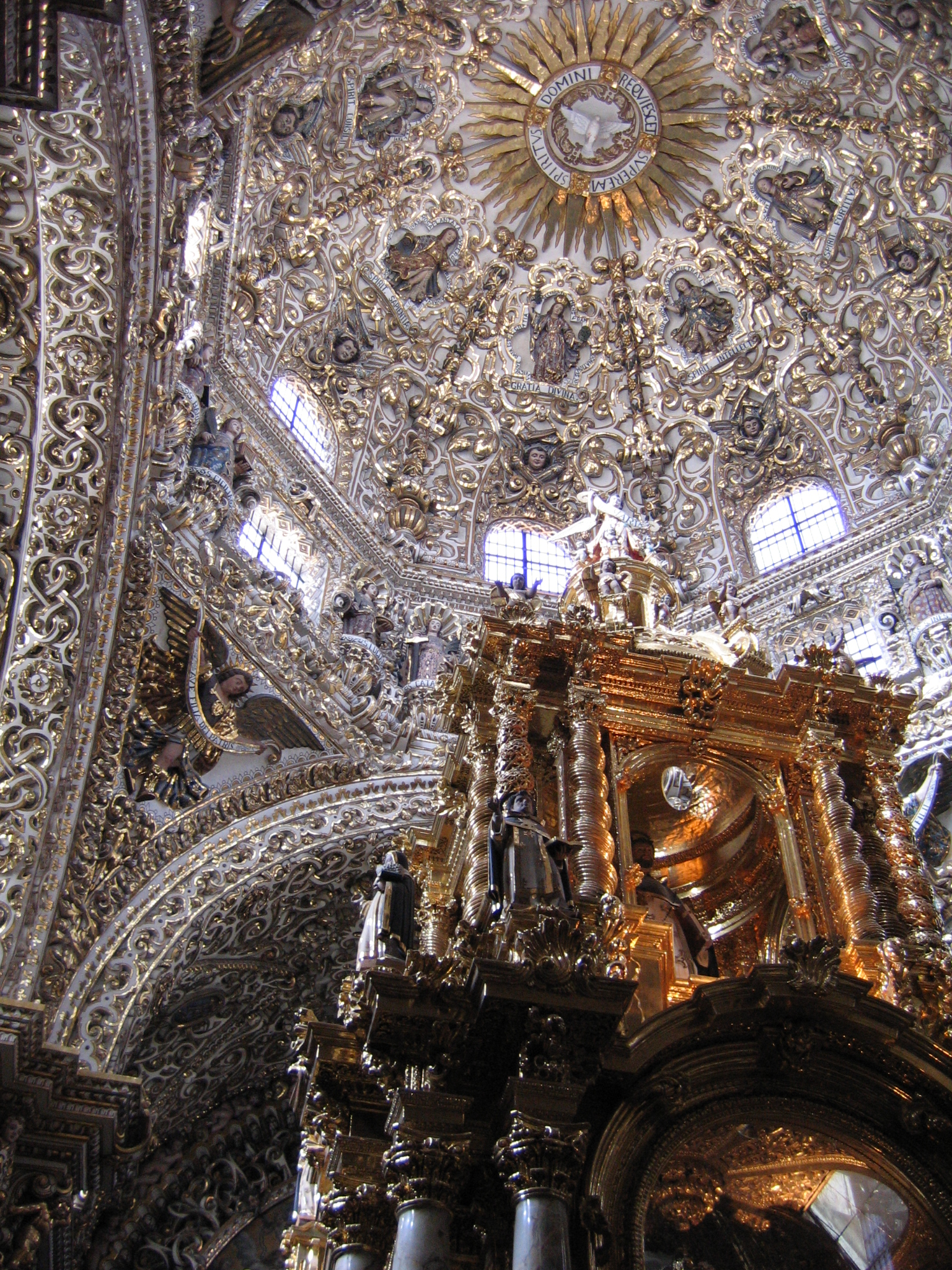
Уславлена каплиця дель Росаріо, Пуебла
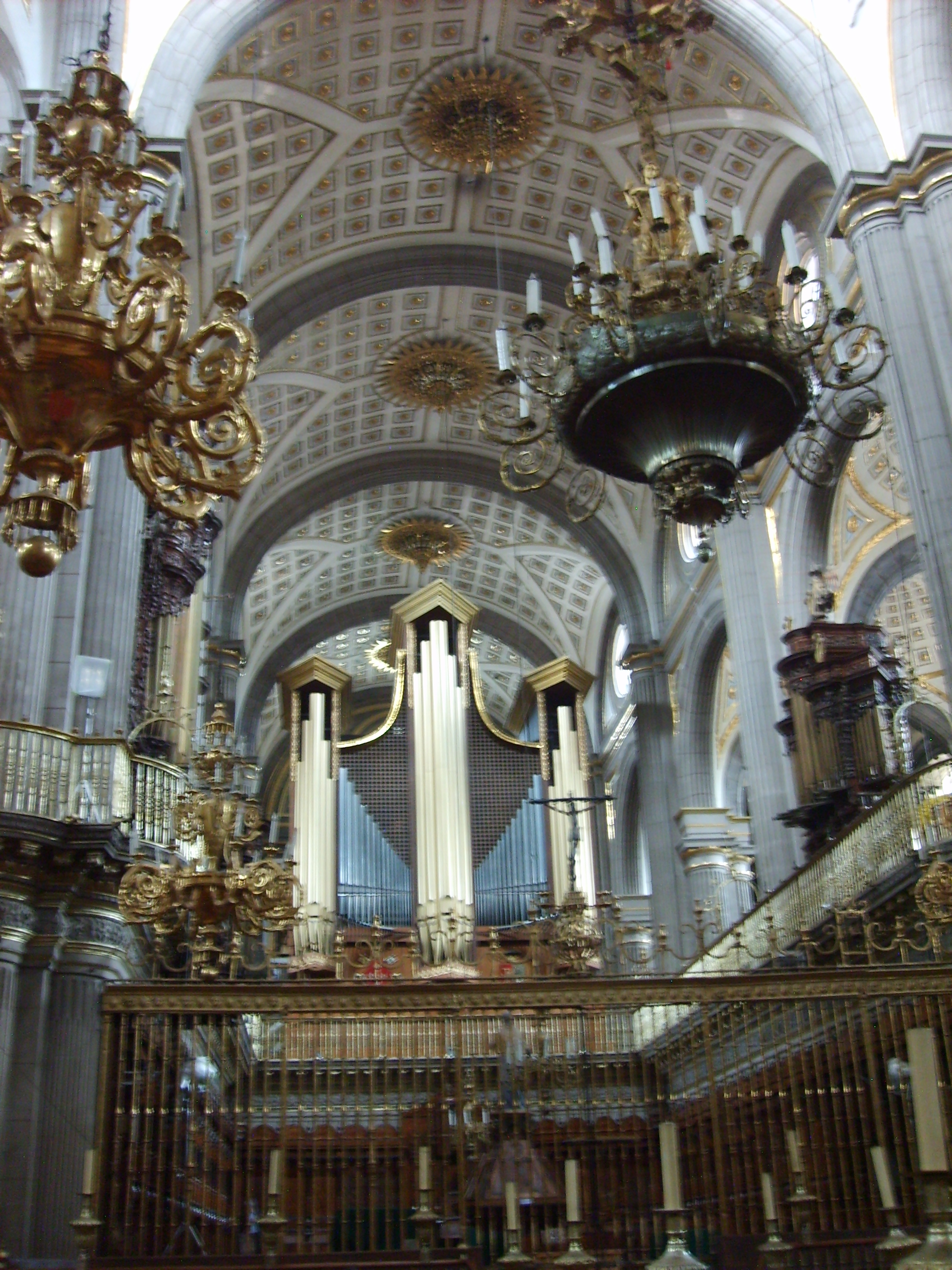
Катедральний собор, хор і орган, Пуебла
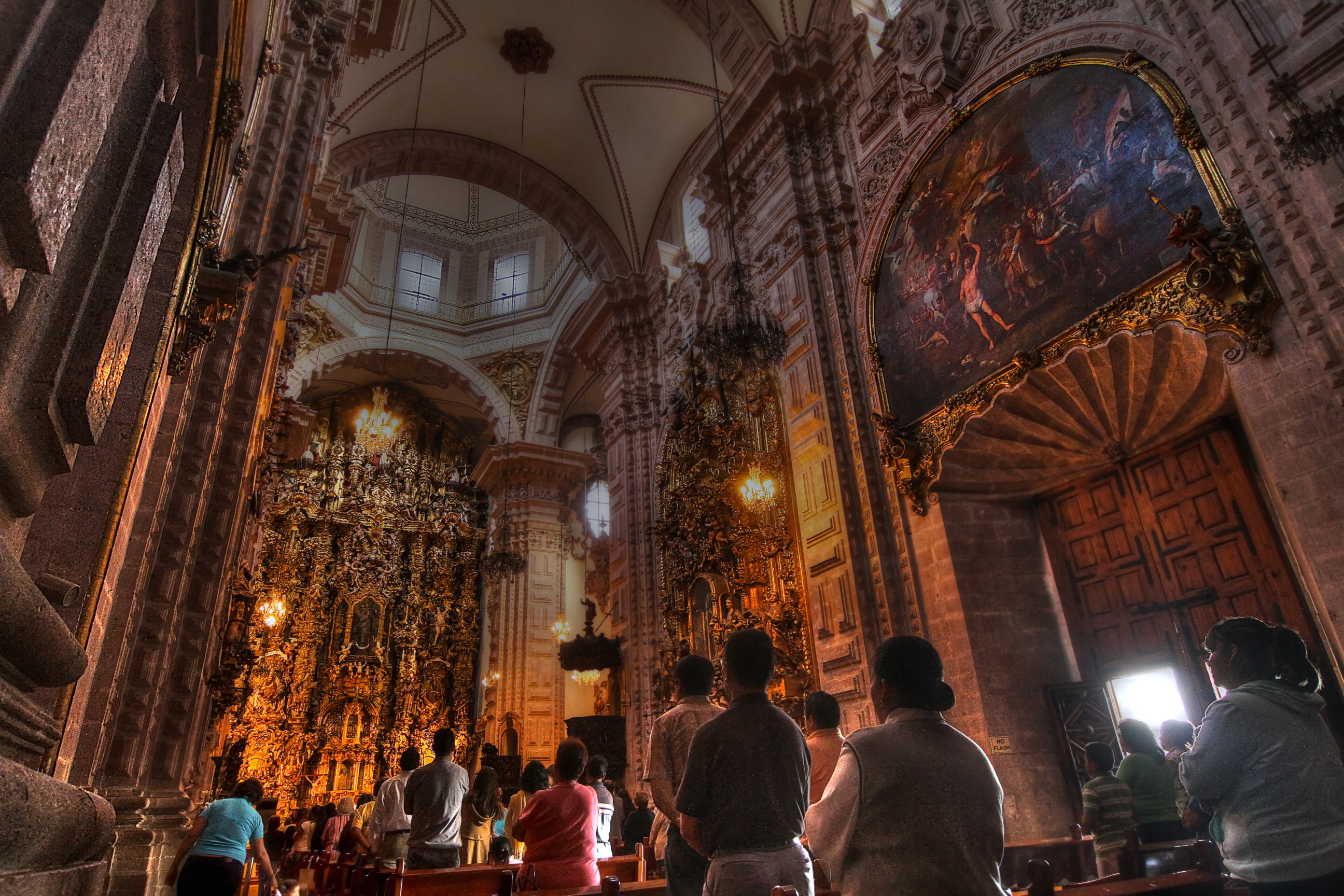
Головна нава церкви Санта Пріска, Теско
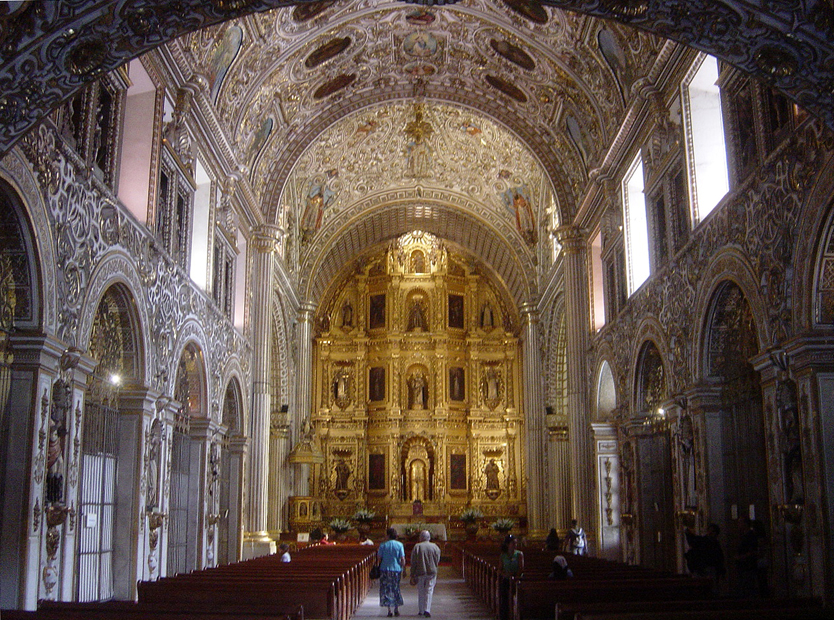
Церква Санто Домінго, Оахака
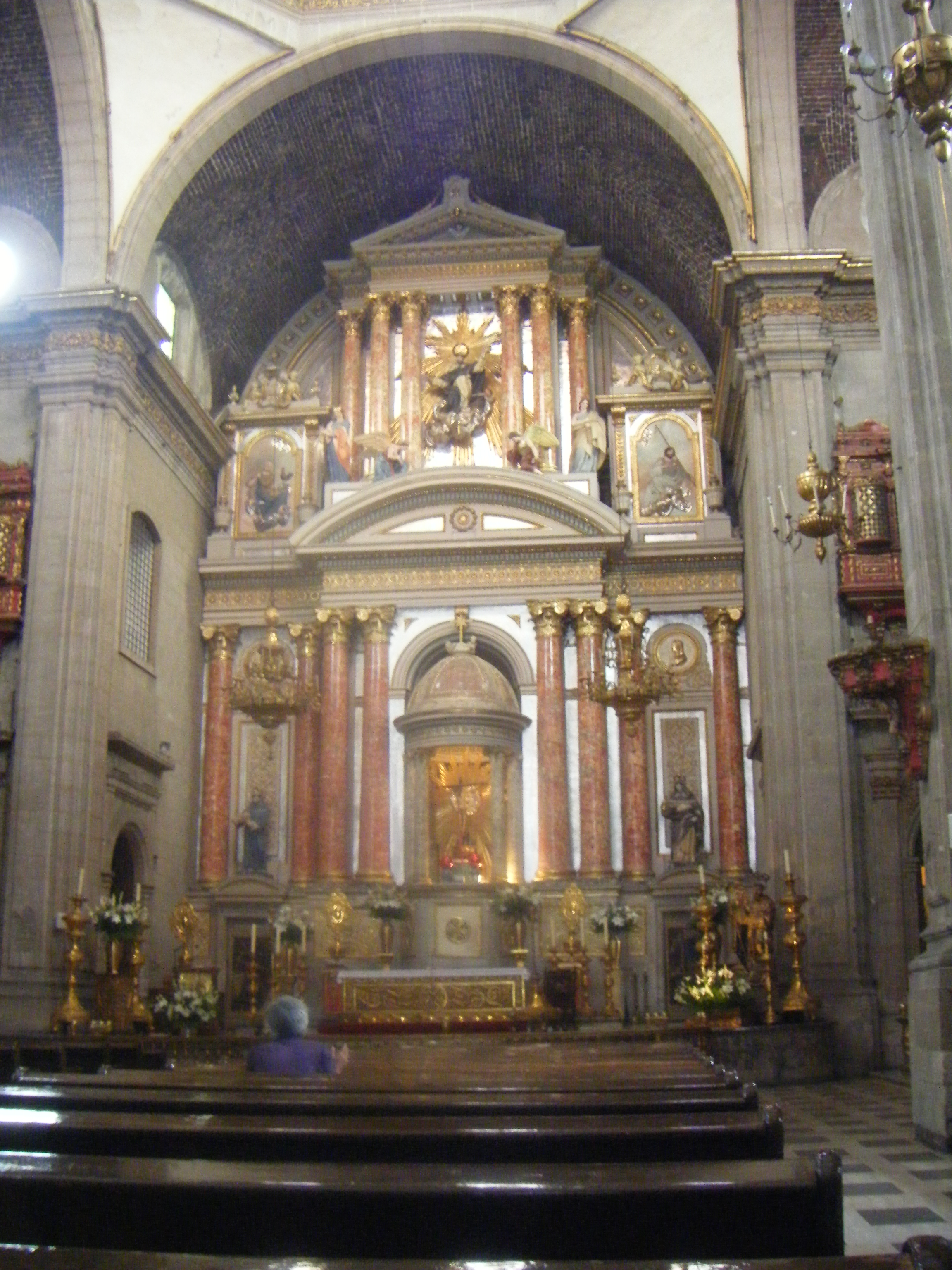
Церква Санто Домінго, головний вівтар. Мехіко

## Стінописи і фрески Нової Іспанії 16 ст.(Мексики)

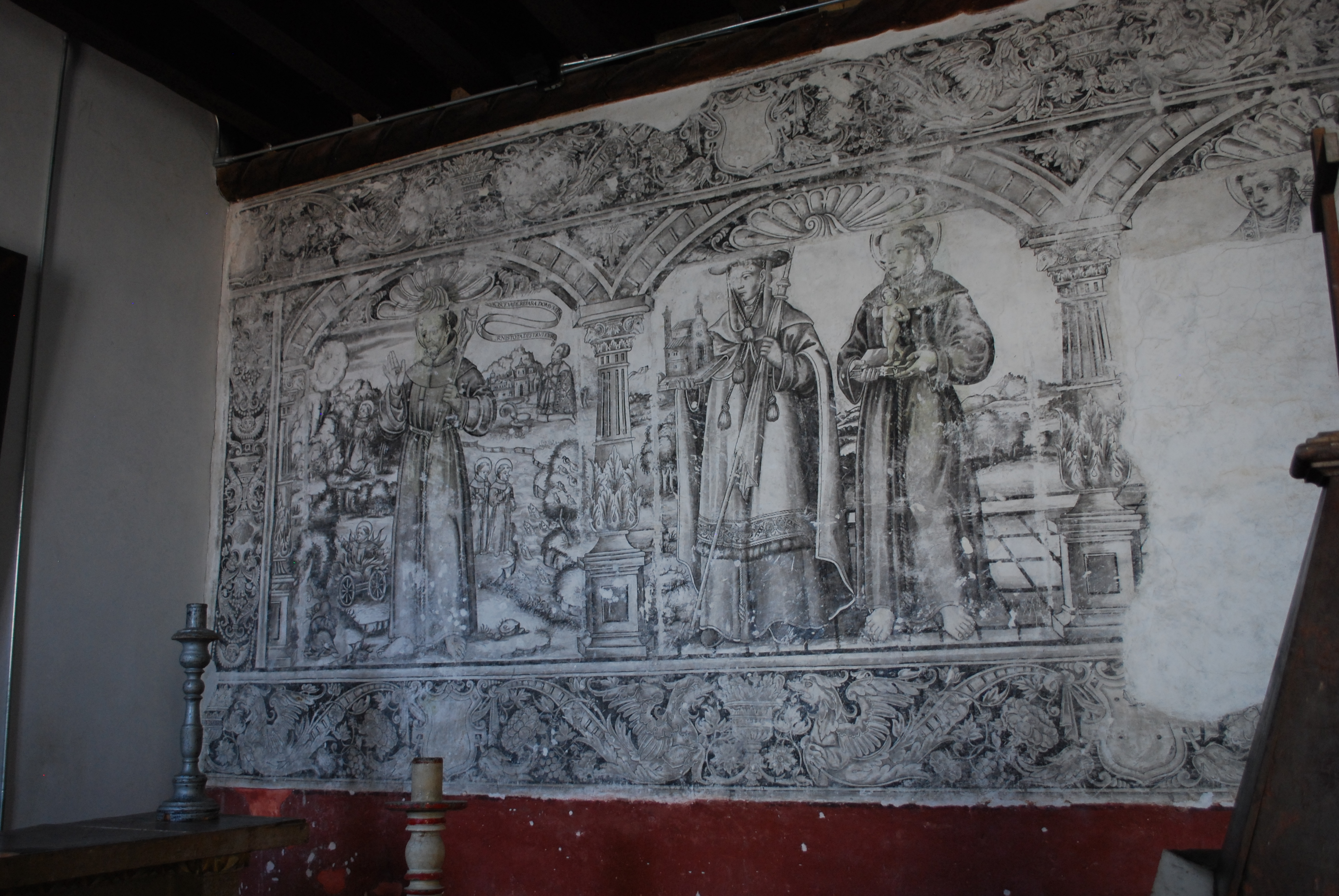
Чорно білі фрески «Св. Франциск Ассізький, Св. Банавентура і Антоній Падуанський», монастир в Уєхоцинго
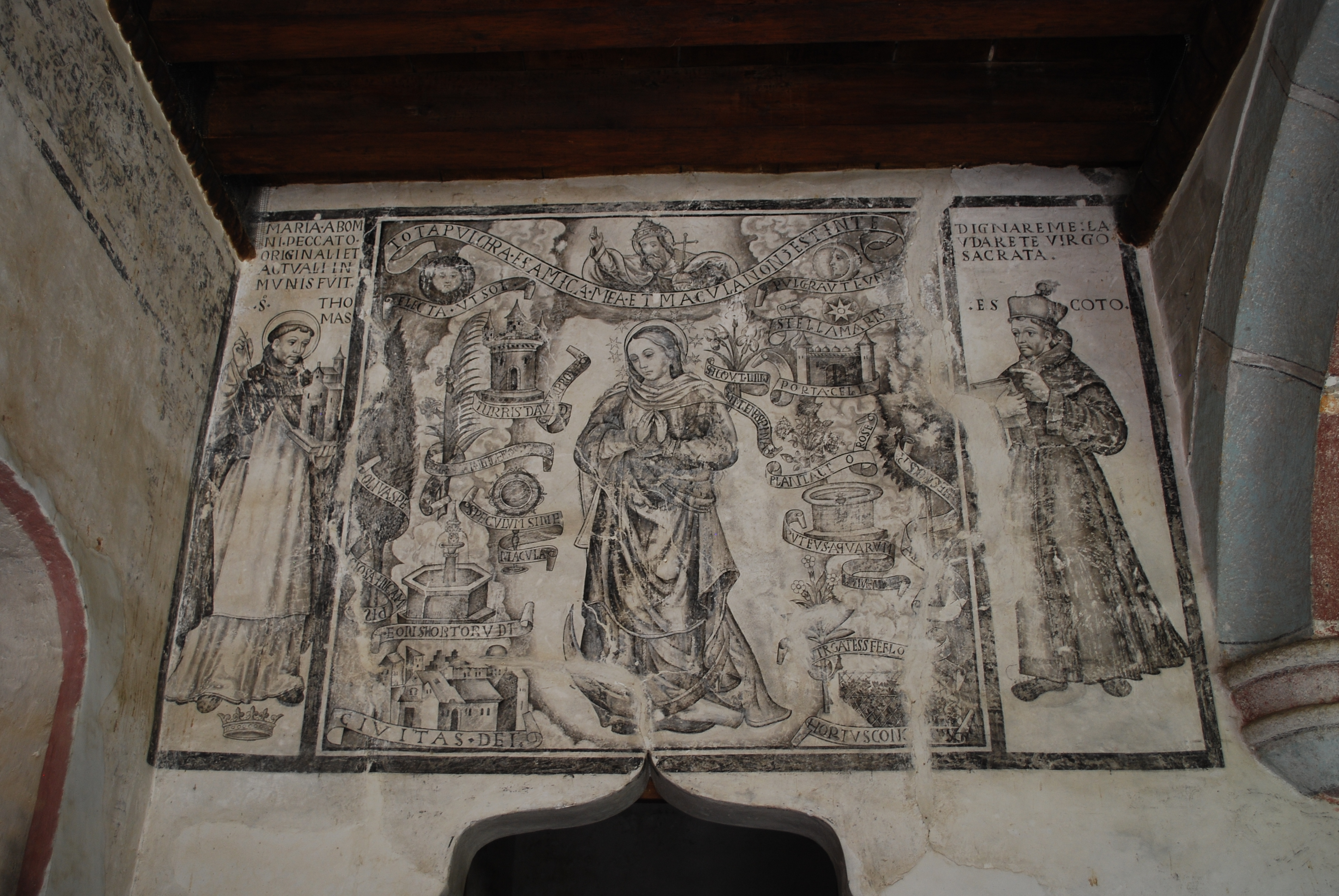
Чорно біла фреска з богородицею, монастир Михаїла Архангела в Уєхоцинго
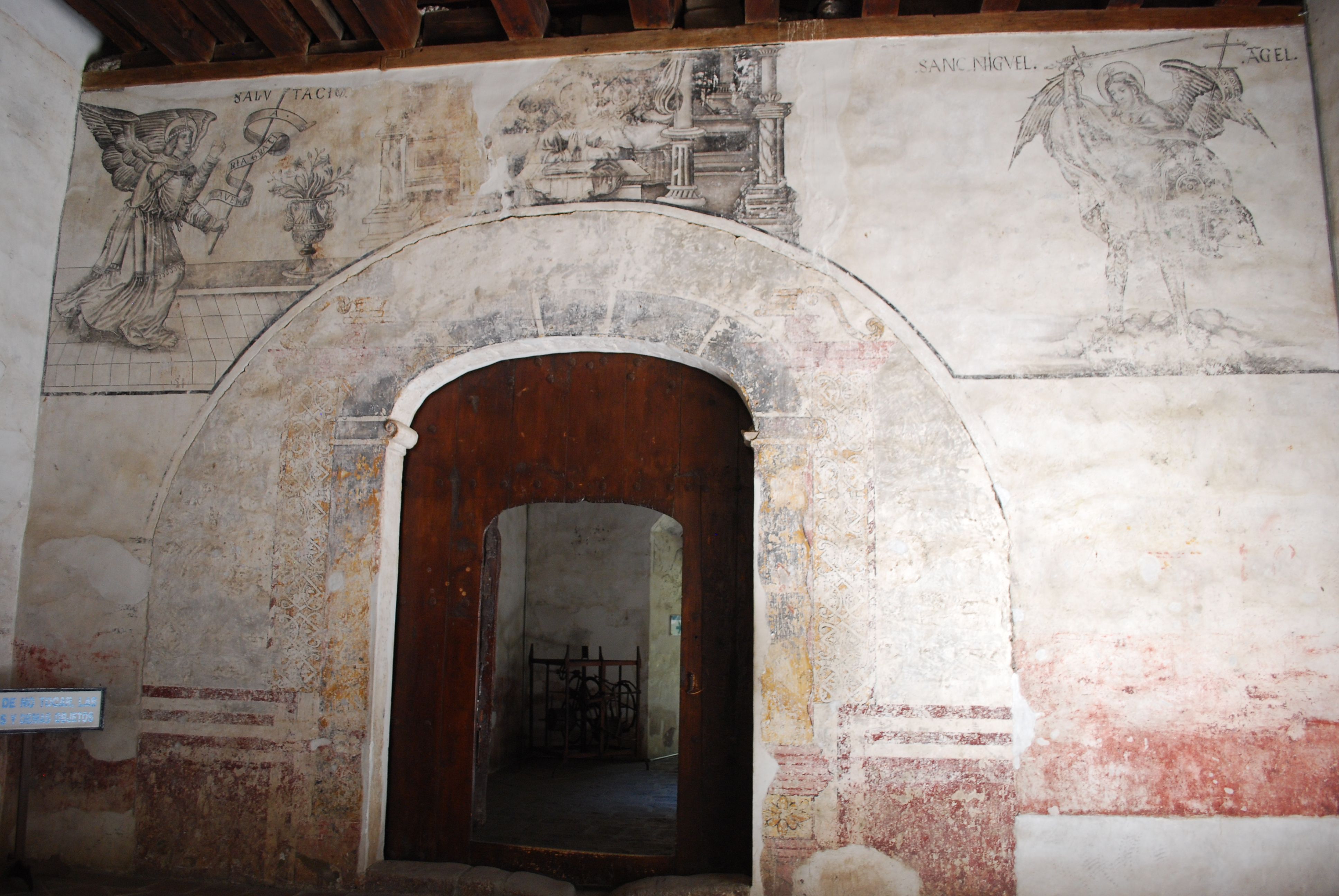
Залишки стінопису «Благовіщення» та Архангелом Михаїлом
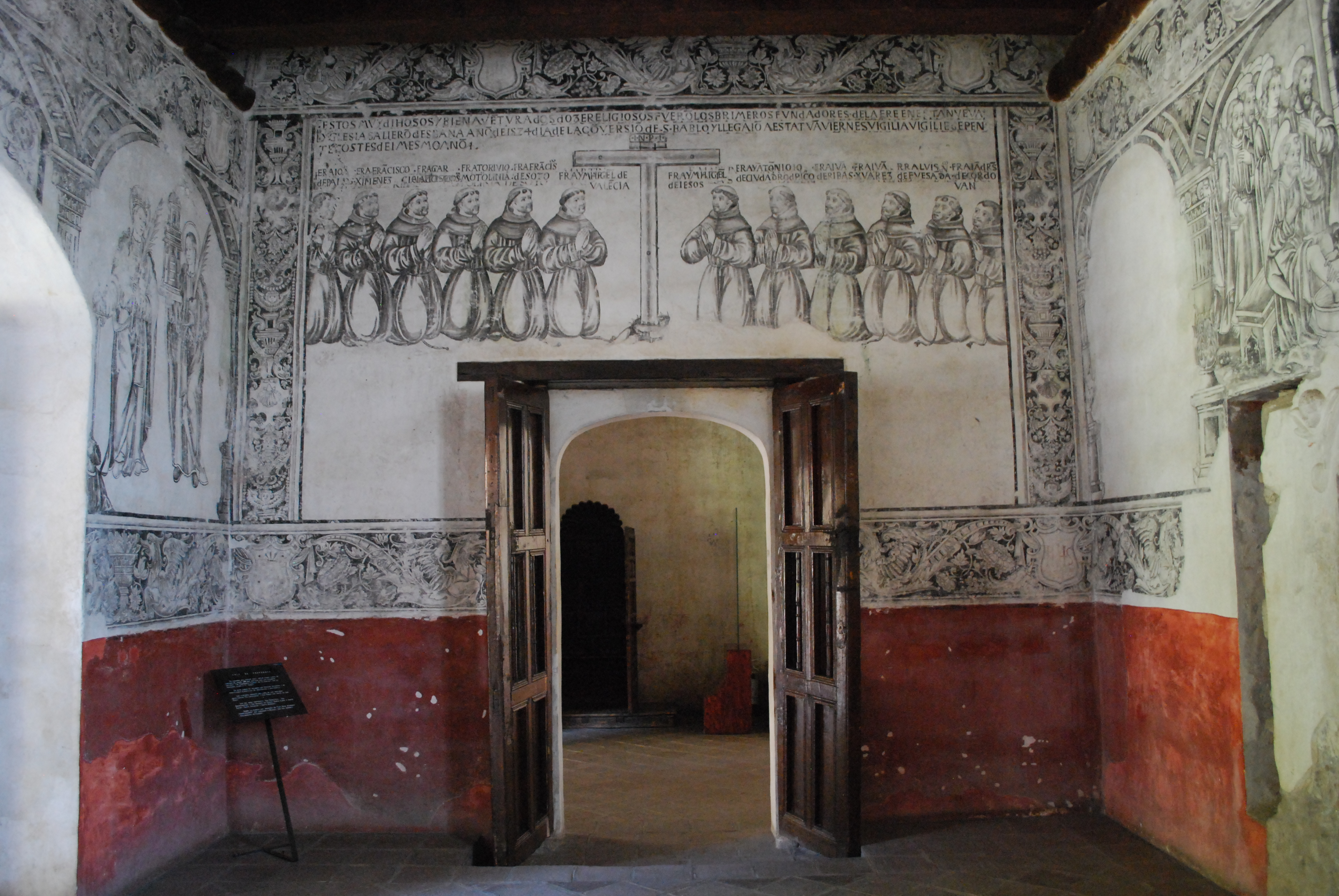
Дванадцять францисканців біля хреста, стінопис 16 ст.
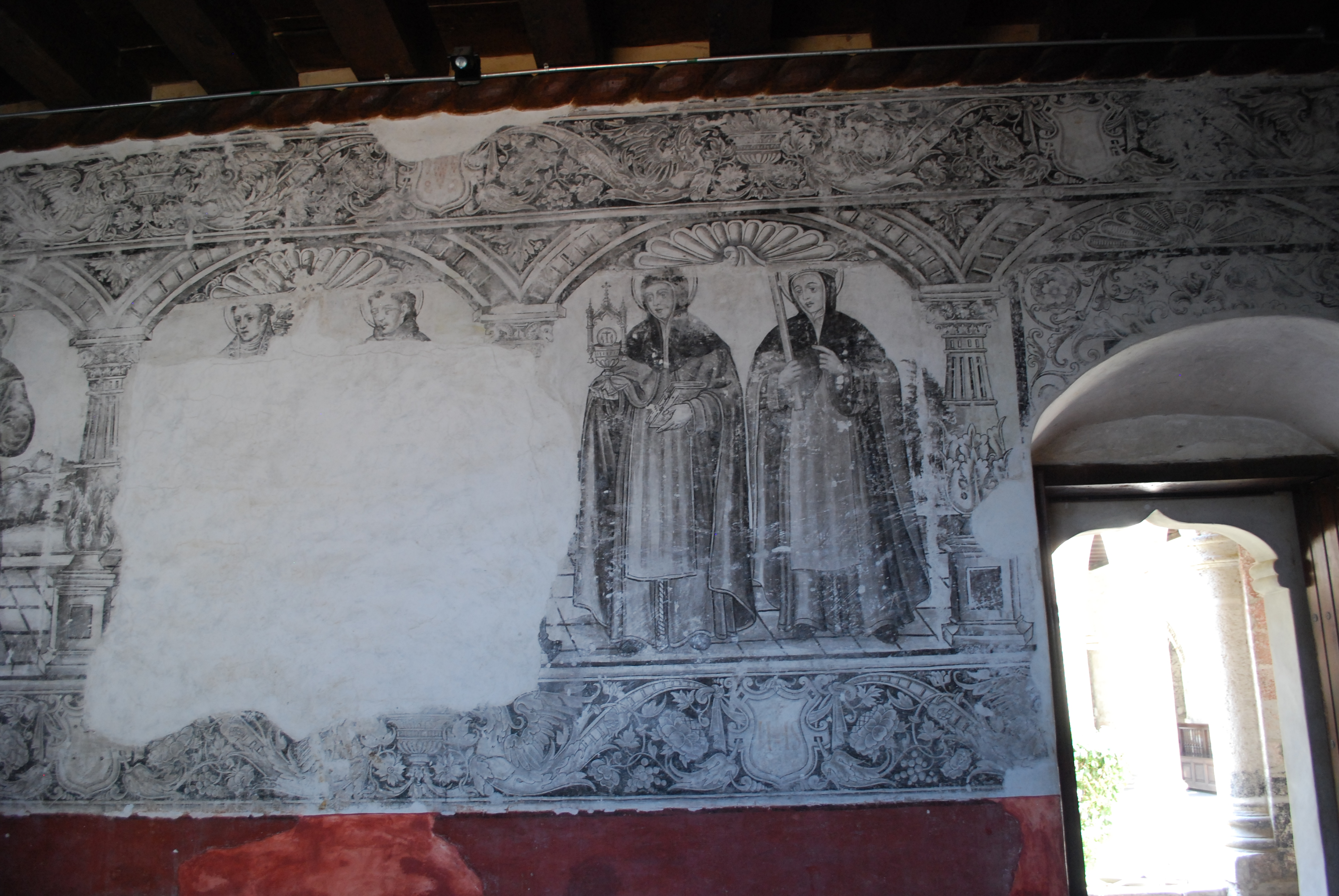
Залишки чорно білих стінописів із зображенням чотирьох св. жінок, монастир Михаїла Архангела (Уєхоцинго)

## Бароковий живопис Мексики

Симон Перейнс, «Воскресіння Христа», після 1570. Церква Сан Мігель, Пуебла, Мексика
Анонім із Мексики. «Св. Франциск Ассізький і ангельська музика», 17 ст.
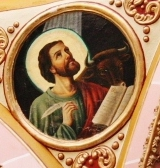
«Євангеліст Лука». Церква Св. Апостола Вартоломея, місто Селайя, штат Гуанахуато.
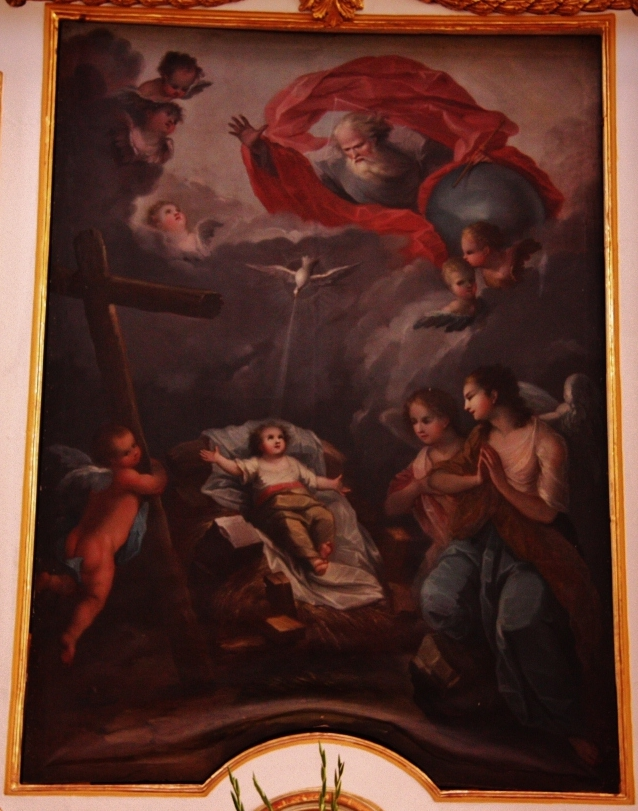
«Різдво». Церква Віргін дель Кармен, місто Селайя, штат Гуанахуато.
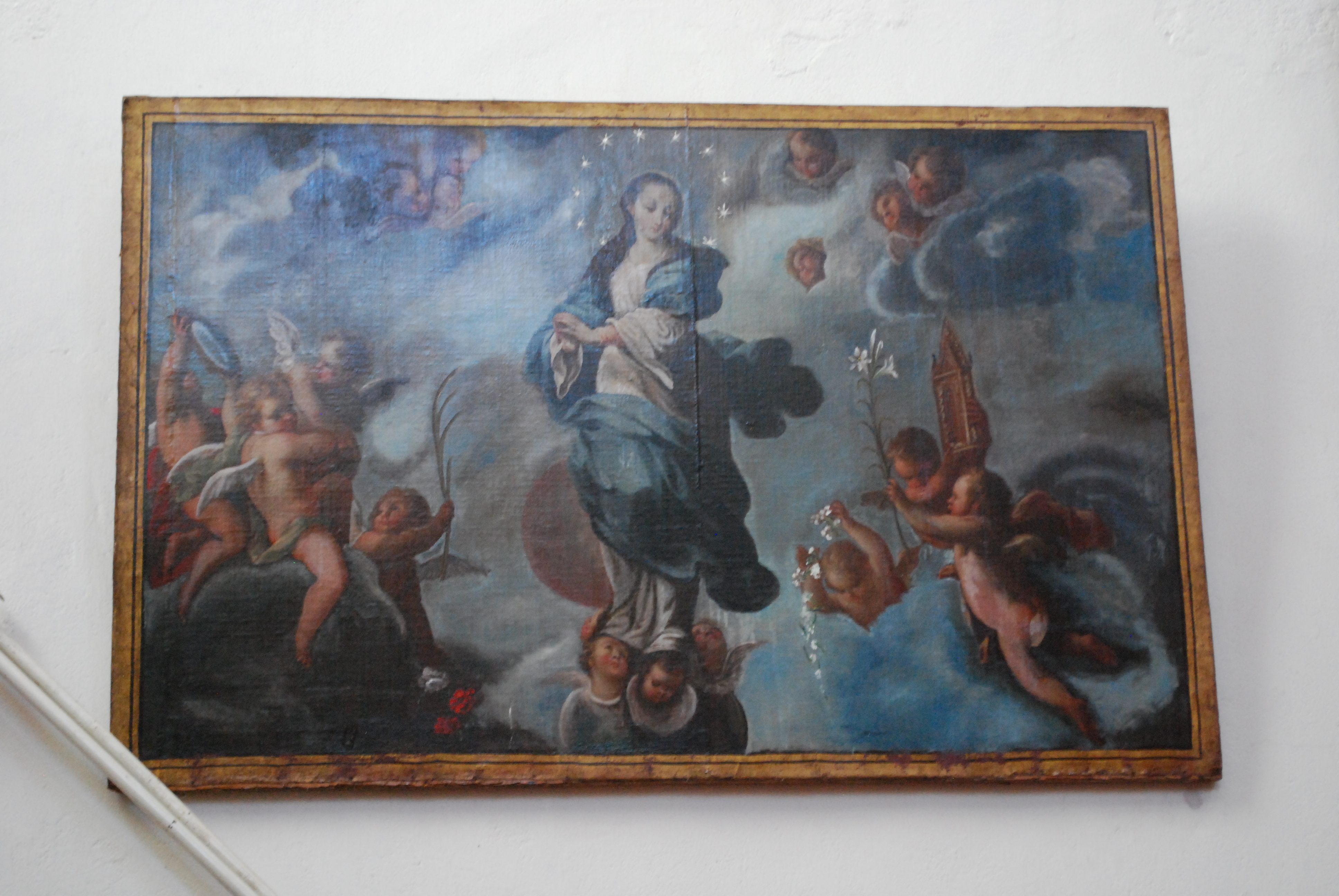
«Діва Марія Непорочного Зачаття», анонім  18 ст.
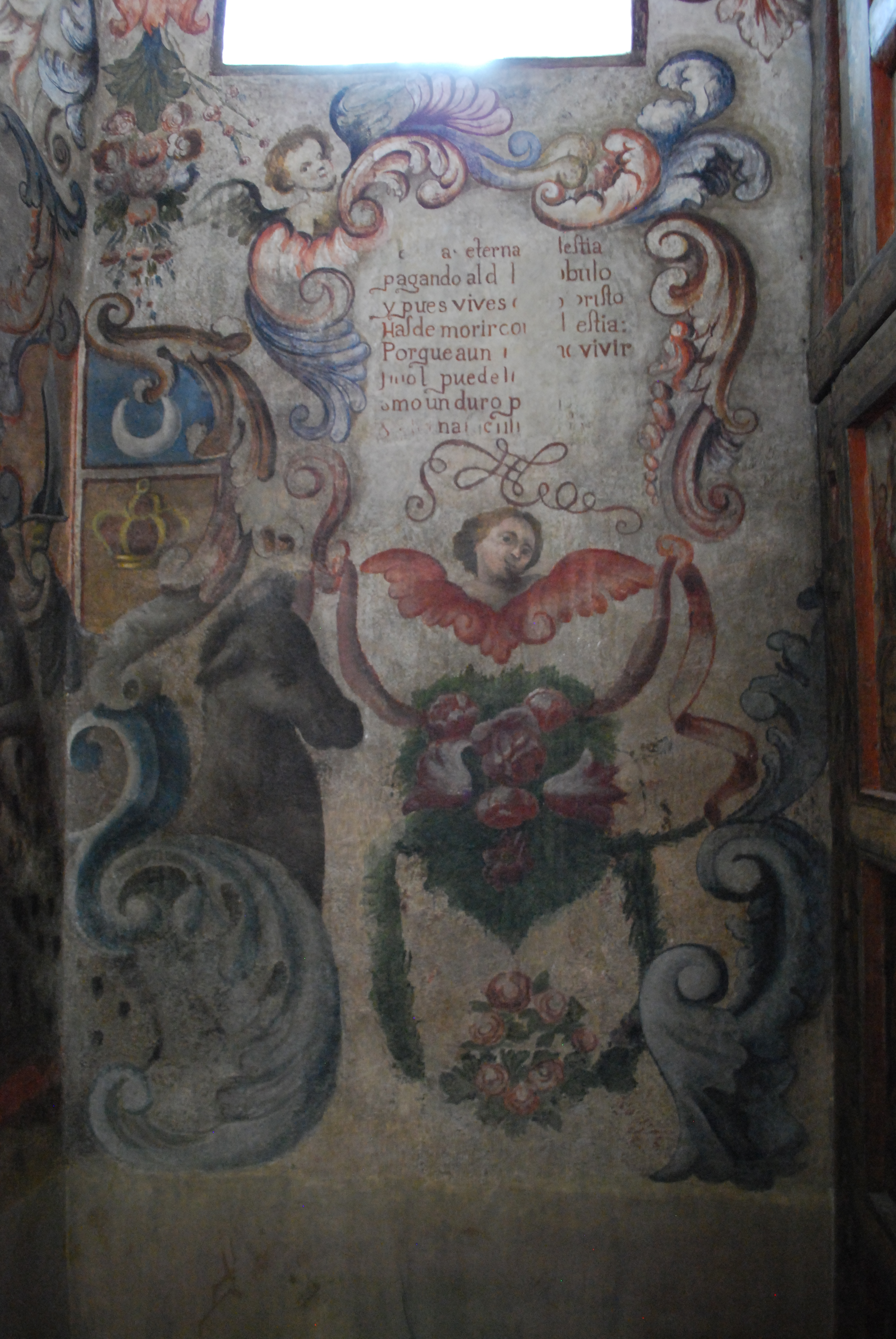
Стінопис 18 ст. в церкві м. Атотонілко
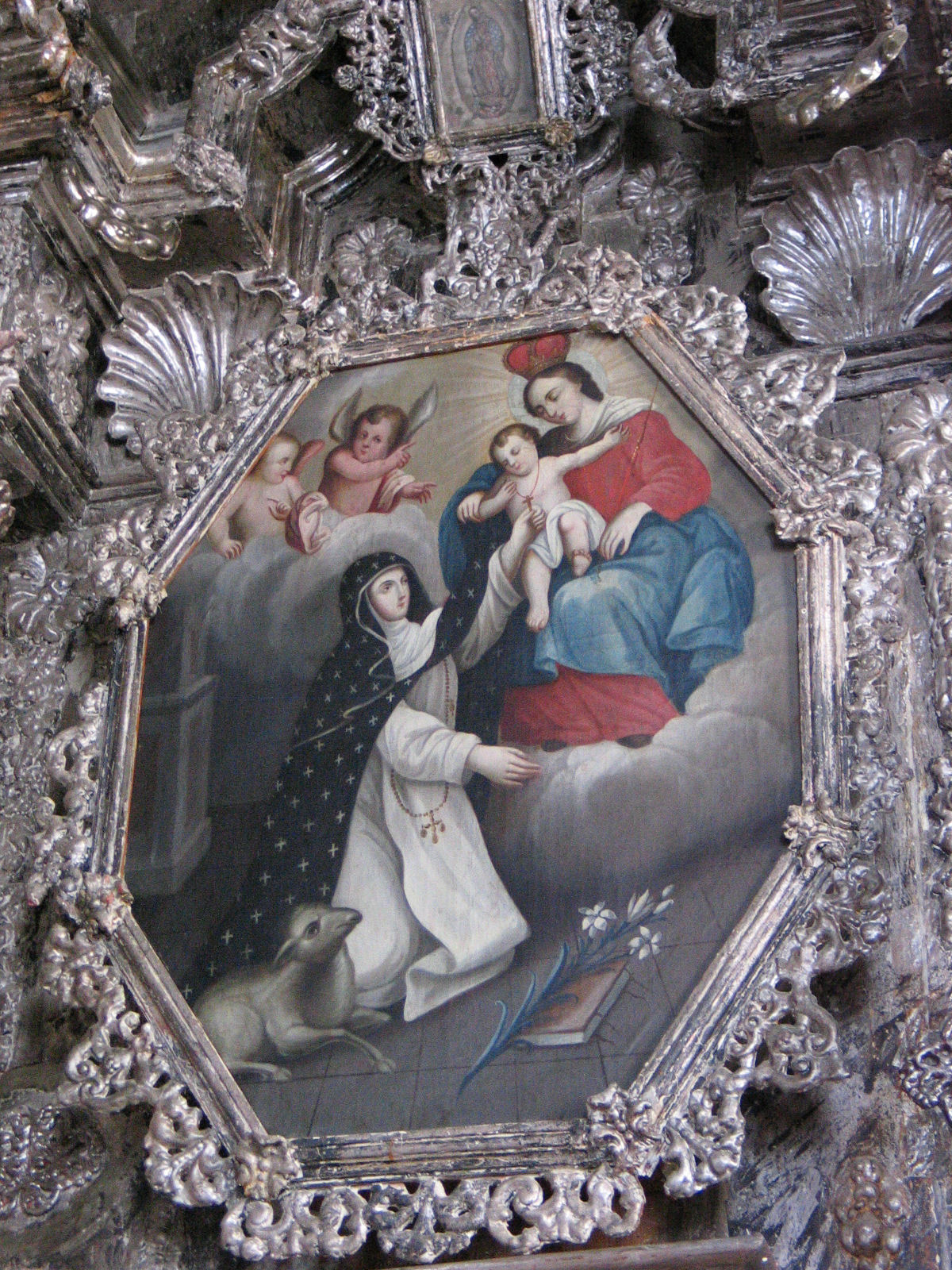
Релігійний живопис. Санктуарій в Атотонілко
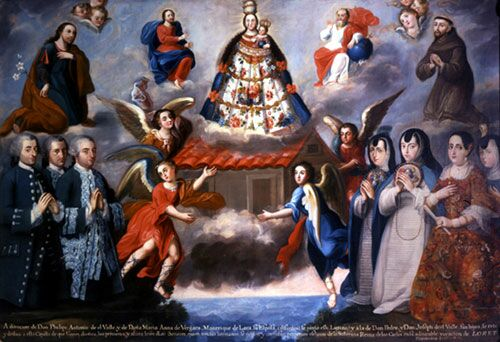
Худ. Хосеп Антоніо де Айяла. «Мадонна Лоретанська і вельможна родина дель Вальє»
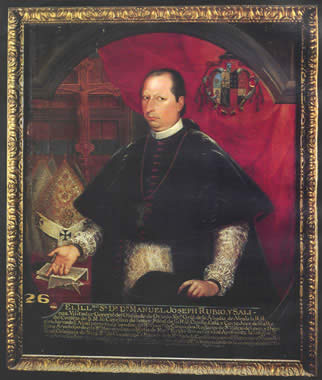
Худ. Мігель Кабрера. «Мануель Хосе Рубіо і Салінес», архієпископ Мексики.
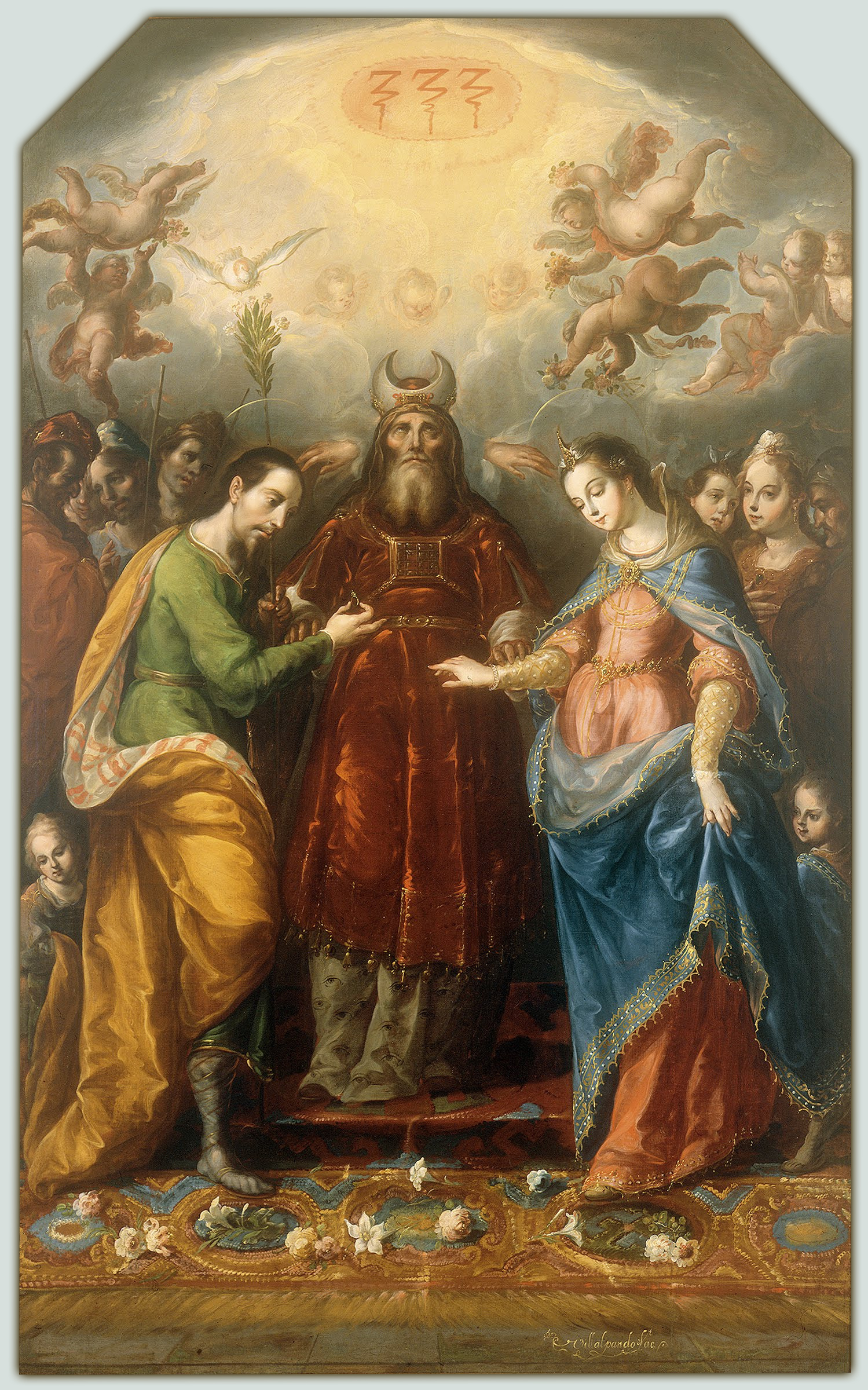
Худ. Кристобаль де Вільяльпандо. «Заручини Св. Йосипа і Діви Марії»
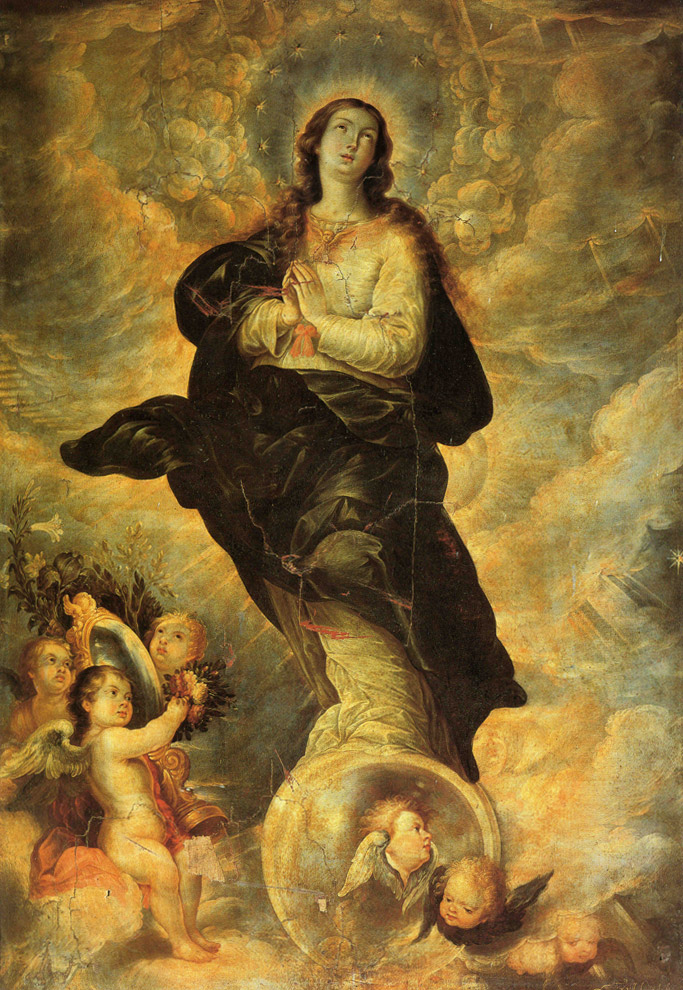
Худ. Кристобаль де Вільяльпандо. «Непорочне зачаття Діви Марії»
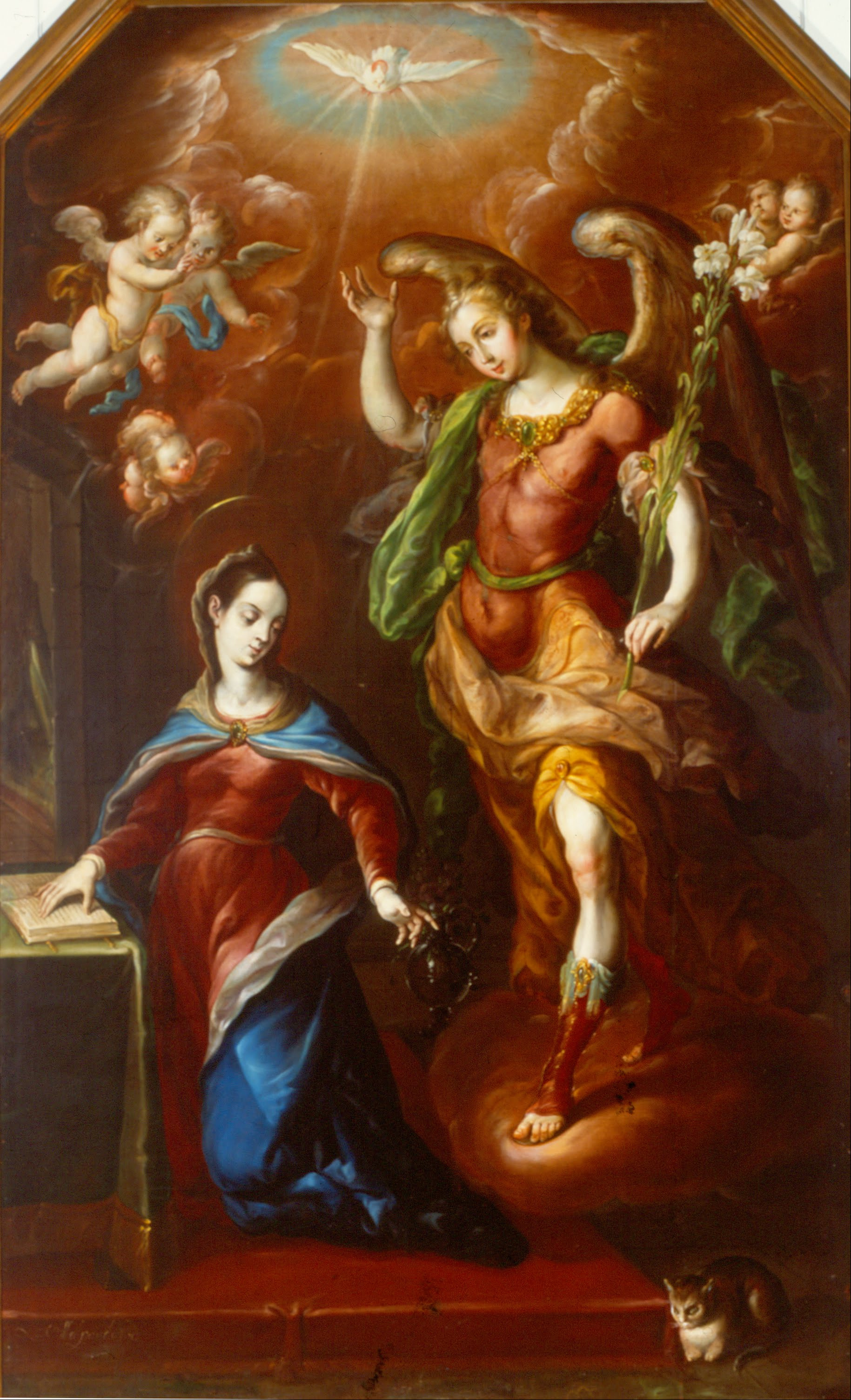
Худ. Кристобаль де Вільяльпандо. «Благовіщення»
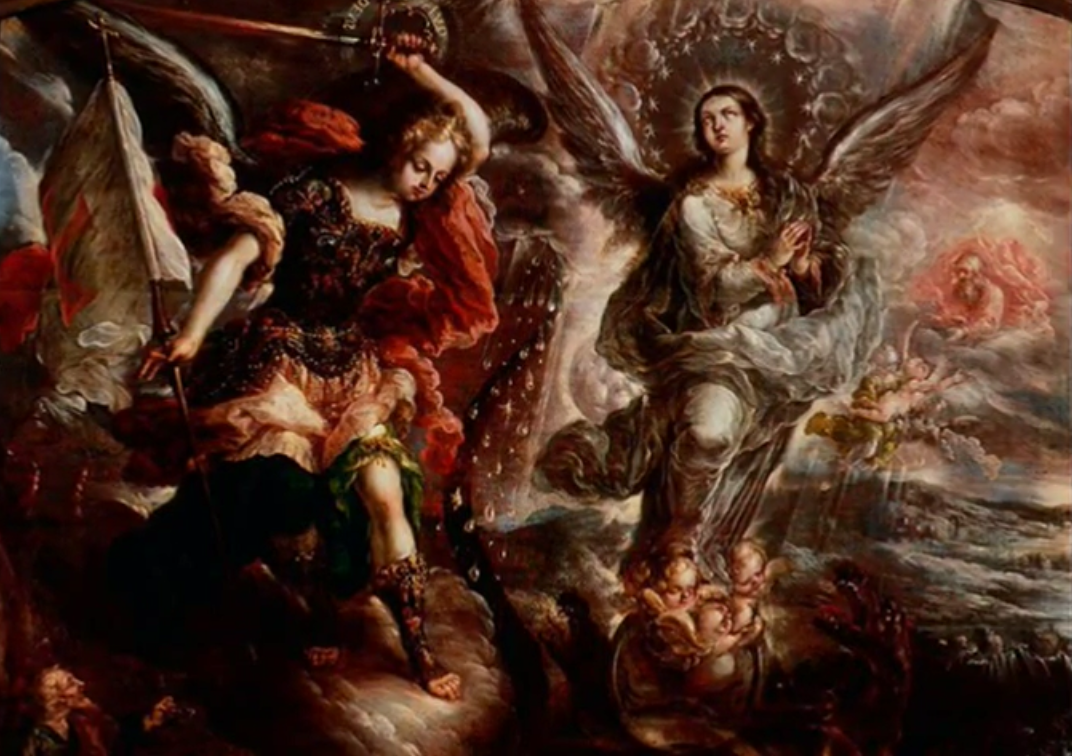
Худ. Кристобаль де Вільяльпандо. «Жінка, зодягнена в сонце»
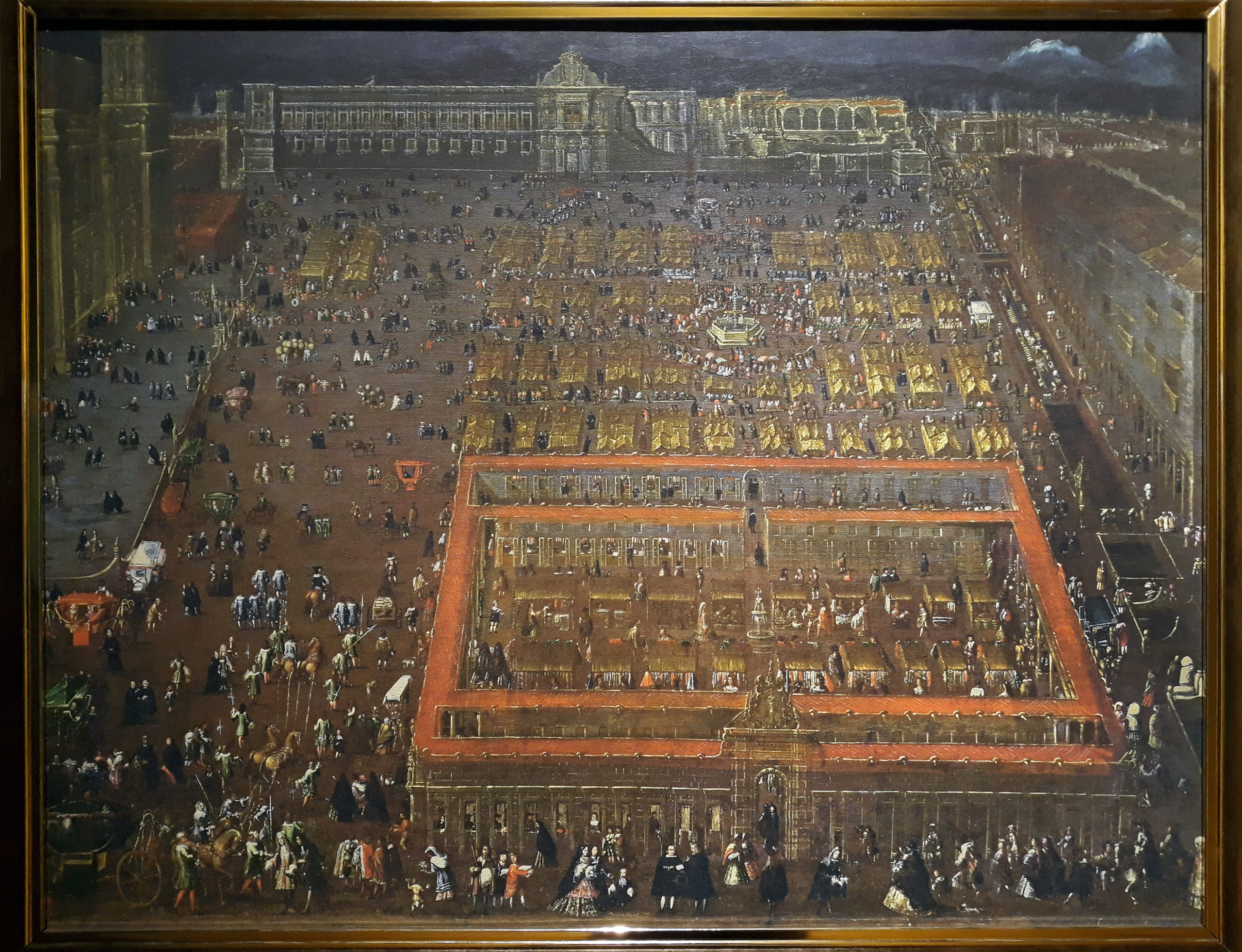
Худ. Кристобаль де Вільяльпандо. «Вид на головній площі Мехіко»
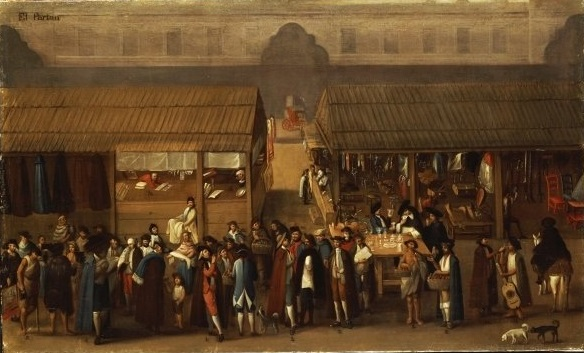
Анонімний. «Паросского», Мехіко
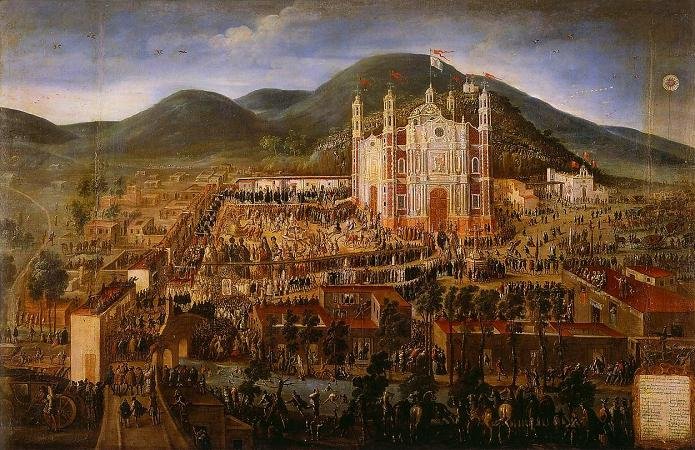
Мануель Арельяно. «Урочисте відкриття базиліки Діви Марії Гваделупської». ок 1709
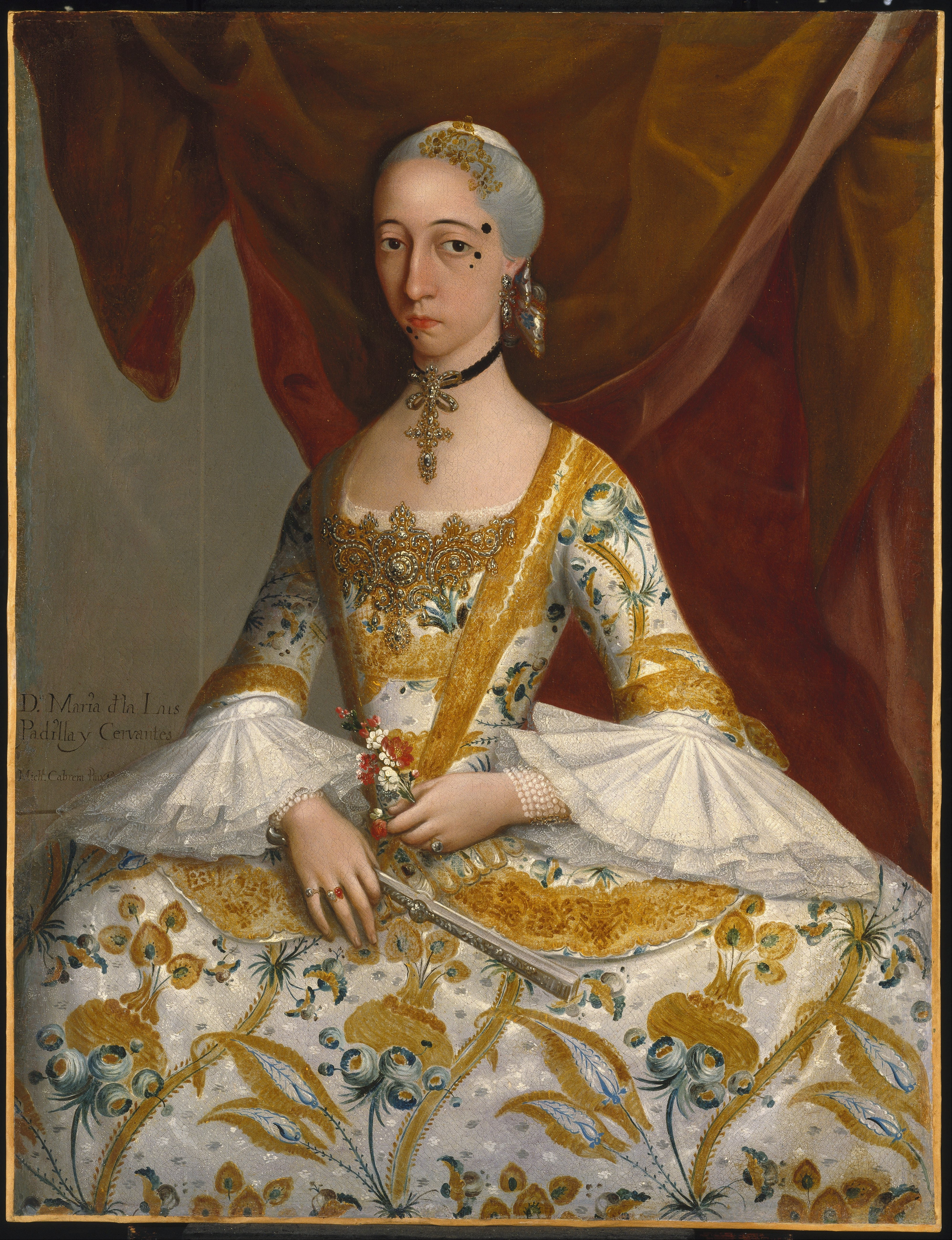
Худ. Мігель Кабрера. «Донья Марія де ла Лус Паділья і Сервантіс», 1760 р.
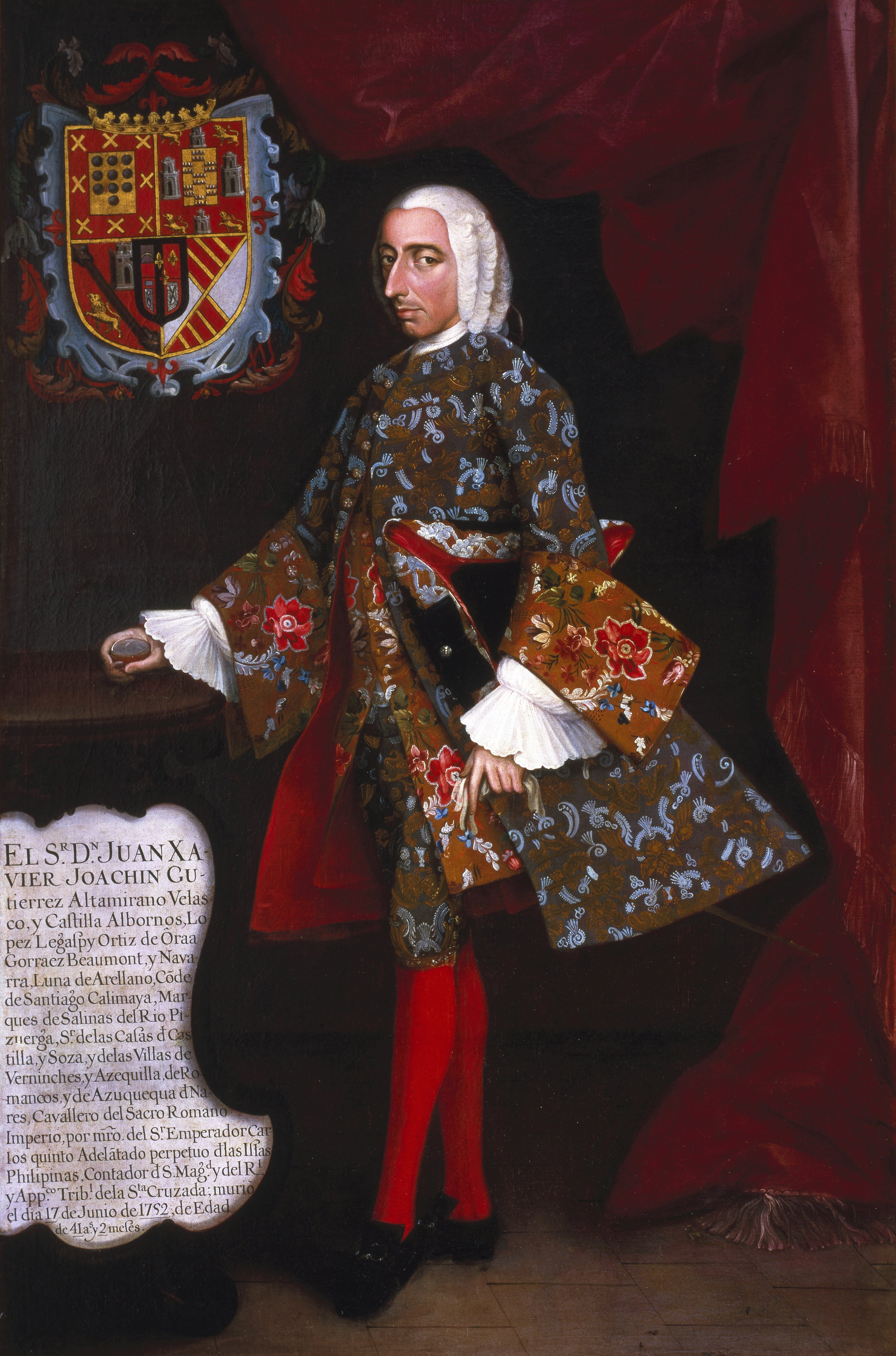
Худ. Мігель Кабрера. «Дон Жуан Хавьєр Жоакін Гутьєррес Альтамірано Веласко», 1752, Бруклінський музей, США
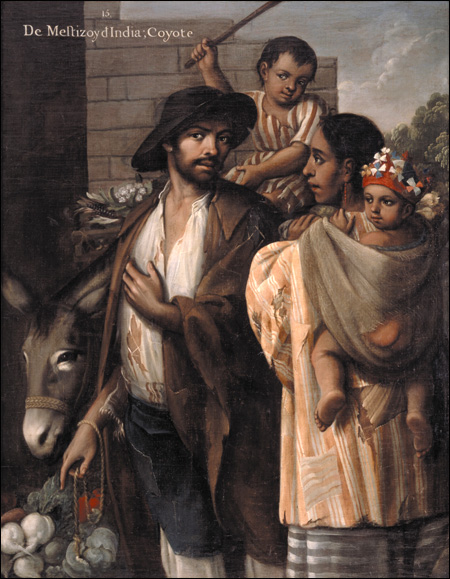
Худ. Мігель Кабрера. «Родина метаса». 1763
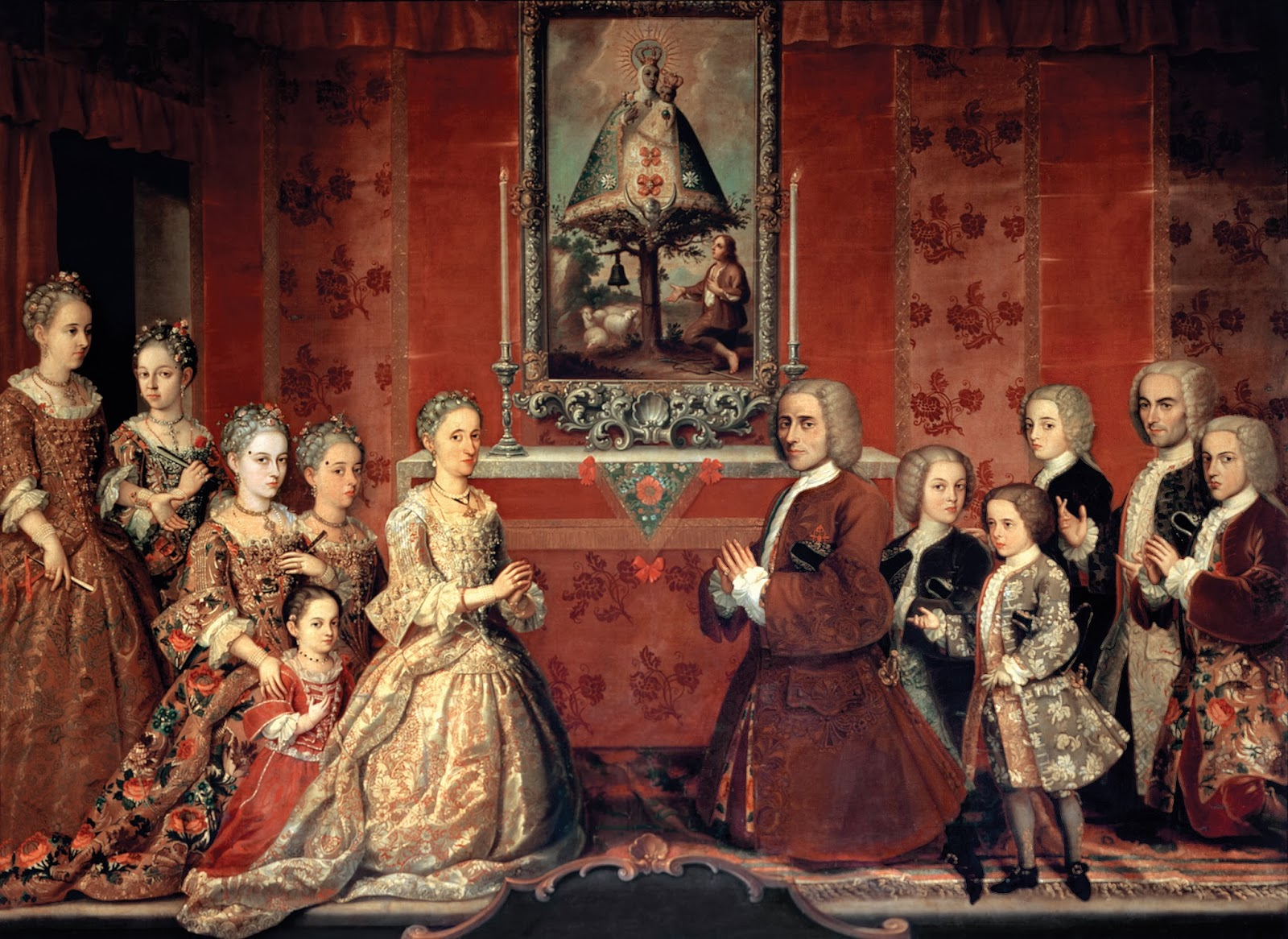
Анонімний. «Портрет сім'ї Арозкета Фаґоaґа». ок 1730

Живопис доби бароко в Мексиці не мав тих сприятливих умов для розвитку, що й мексиканська архітектура. Тому його здобутки скромні і розвивались в стилістиці іспанського живопису, котрий швидко втратив свіжість рішень і значно провінціалізувався. Як і в Іспанії, поширення мали релігійний живопис, як обслуга численних католицьких храмів,  а серед світських жанрів - портрет. Показовою була і доля небагатьох європейських майстрів, що спокусилися перспективами праці в Новій Іспанії і перебрались туди. Серед них і Симон Перейнс (бл. 1530-1590), фламандець, представник інтернаціонального маньєризму, котрий працював в Португалії і Іспанії. 1566 року він почав працювати в Мексиці і досяг як художник популярності. Але гріховний зв'язок із одруженими жінками був відслідкований інквізицією і художника кинули в тюрму. Під час перебування в ув'язненні він створив покаянну «Богоматір Прощі», аби вимолити у католицької церкви волю. Більшість творчого доробку майстра була втрачена, а його ім'я — забули. Тим не менше художня манера Симона Перейнса мала впливи на місцевих художників, серед яких — Хуан Арруе, Франсіско де Моралес, Франсіско де Сумайя.
У 17 ст. мексиканський релігійний живопис мав два відчутні впливи — перш за все з Іспанії (твори Сурбарана та Мурільйо), та із Фландрії ( сюди привозили репродукційні гравюри  майстерні Пітера Пауля Рубенса ). В другій половині 17 ст. виділявся майстерністю Кристобаль де Вільяльпандо (1645-1714). Саме останньому замовили великі картини для декорування катедрального собору в Мехіко, де відчутні впливи фламандського бароко та екстази композицій  іспанця Хуана де Вальдеса Леаля (1622-1690).
В Мексику нечасто привозили оригінали Франсіско де Сурбарана чи Мурільйо, але здебільшого це була копійна продукція їх майстерень та майстерень митців третього ряду. Тим не менше загальний рівень живопису Мексики був дещо вищим у порівнянні з провінціалізмом і вторинністю продукції інших латиноамериканських, художніх центрів. Зазвичай виділяють творчість художників-креолів, серед яких в 17 ст. були Алонсо Лопе де Еррера (1579-1648)  та  Бальтасар Ечаве Ібіа (1632-1682), обізнаний в  анатомії і в пейзажах, котрі включав у власні твори. Серед митців 18 століття виділявся численною продукцією власної майстерні Мігель Кабрера (1695—1768). Йому та художникам його кола належить і перша спроба створення Академії мистецтв в Мексиці. (Ініціативу Кабрери підтримали Франсіско Вальєхо, Антоніо де Торрес, Хосе де Ібарра). Але тодіщній іспанський король не відповів на лист художника і той не отримав офіційного дозволу на заснування Академії. Офіційно Академію в Мексиці заснували 1785 року вже по смерті Мігеля Кабрери.
Портретний живопис доби мексиканського бароко мав значне розповсюдження. Але до нього важко підходити з європейськими вимогами до портретного жанру. Ці зображення наївні, пласкі, напівпрофесійні, надзвичайно барвисті. В країнах Західної Європи так малювали в 15 ст. чи в 17-му в Україні. Невисоку професійність і нестачу майстерності майстри компенсували точним відтворенням чудернацьких костюмів, незвичних прикрас і зачісок з живими тропічними квітами у багатих жінок і навіть чорниць із заможних родин. Пихате іспанське і креольське панство, діти, їх нащадки, вельможні пані і чорниці із заможних родин в дивацькому вбранні - доносять до глядачів місцевий колорит і неповторність колоніальної культури, що склалась на захоплених у індіанців територіях.
Стилістика бароко чимало запозичила від маньєризму і зберегла потяг до незвичного, екзотичного, дивацького. Відбиток цього мав навіть портретний мексиканський живопис. Так виникали кінні портрети, де вельможному вершнику реалістично вимальовували лише обличчя і руки, а тулуб і самого коня подавали каліграфічним, прозорим малюнком-мереживом, неможливим в реальності( портрет герцога де Гальвеса верхи, 18 ст., полотно, олійні фарби).

## Барокові вівтарі католицьких храмів  Мексики (дереворізьба і золочення)

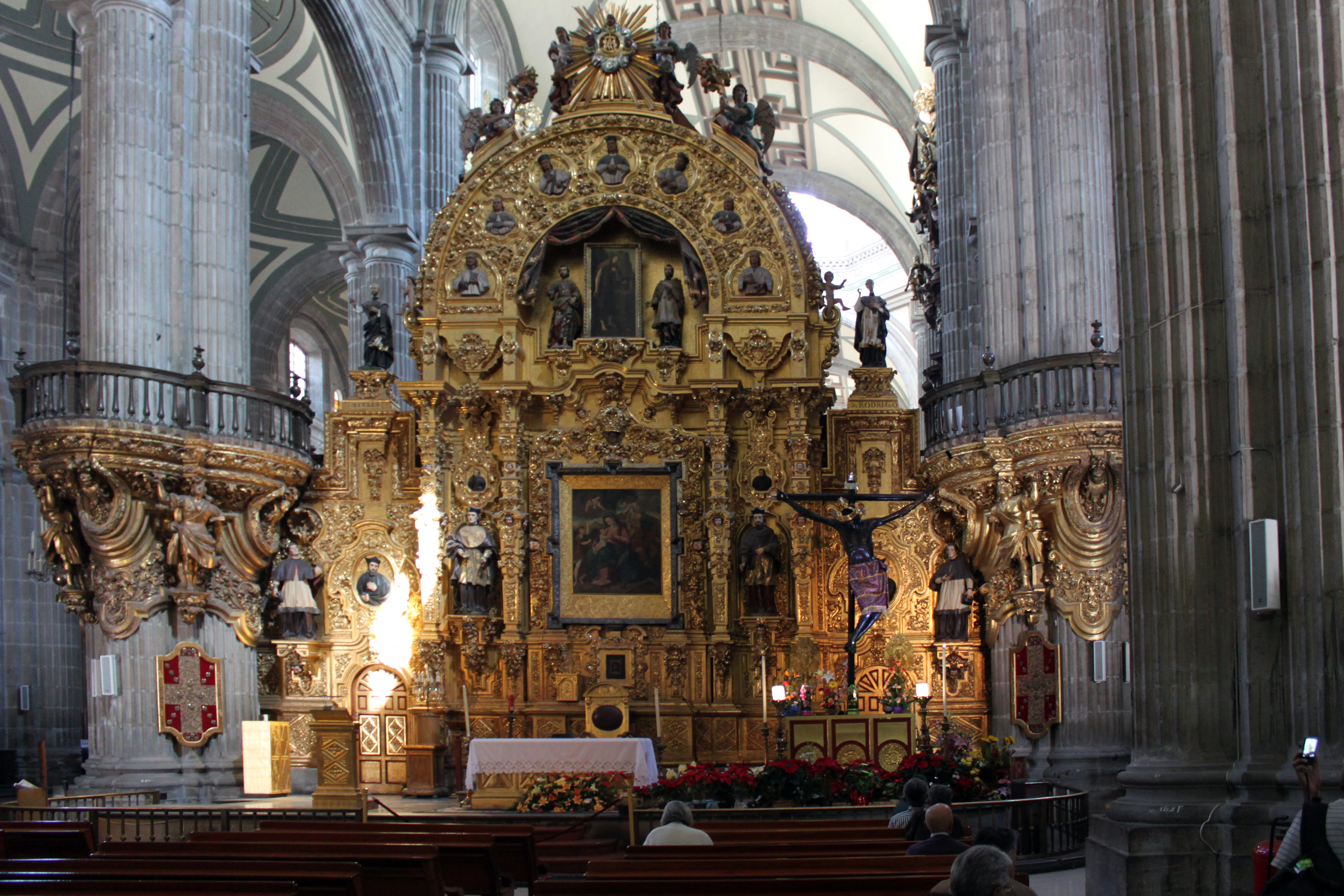
Катедральний собор Мехіко, головний вівтар
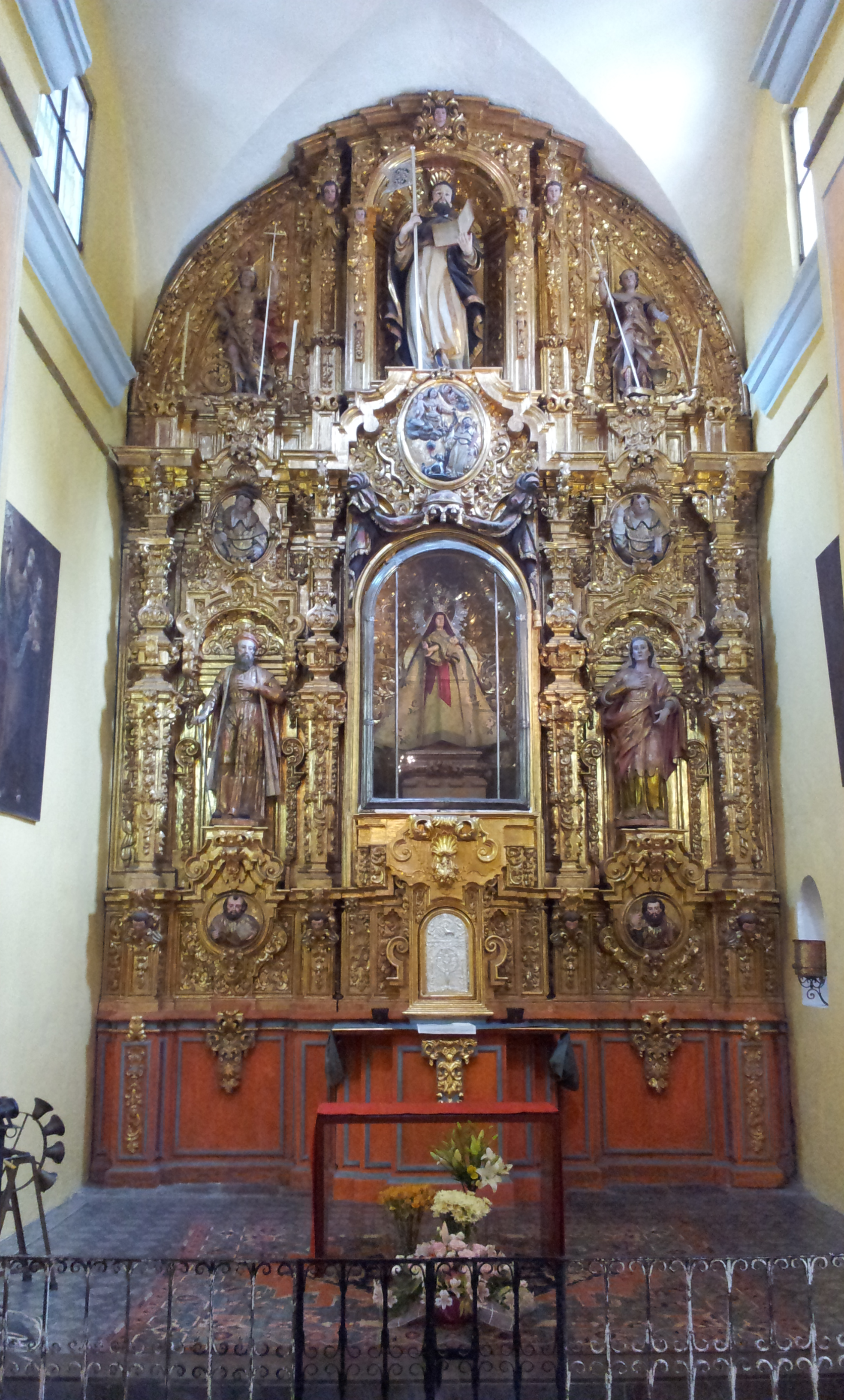
Каплиця здійсненого слова, вівтар
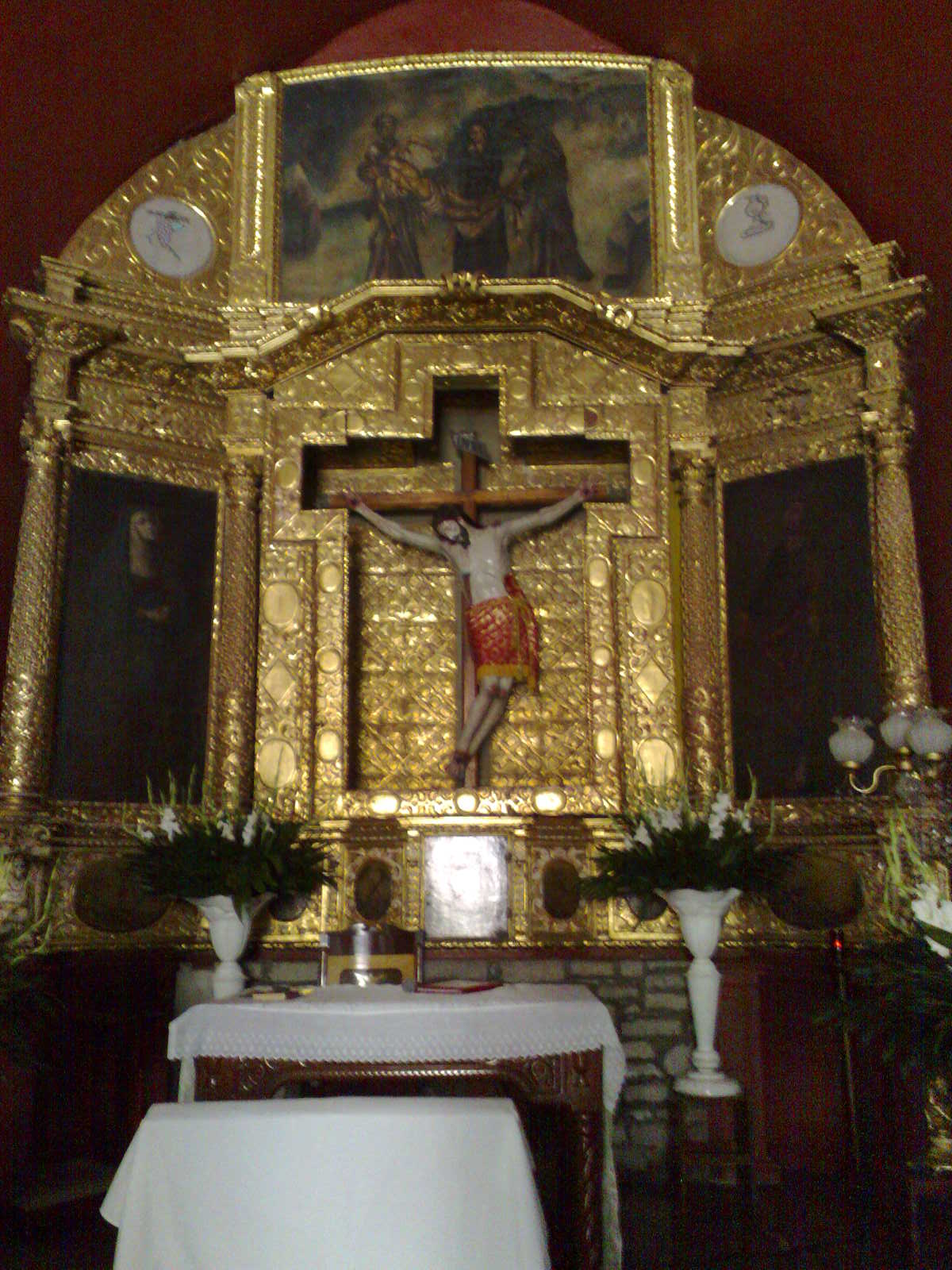
Церква де Сан-Бартоло( поряд з пірамідою Тенаука
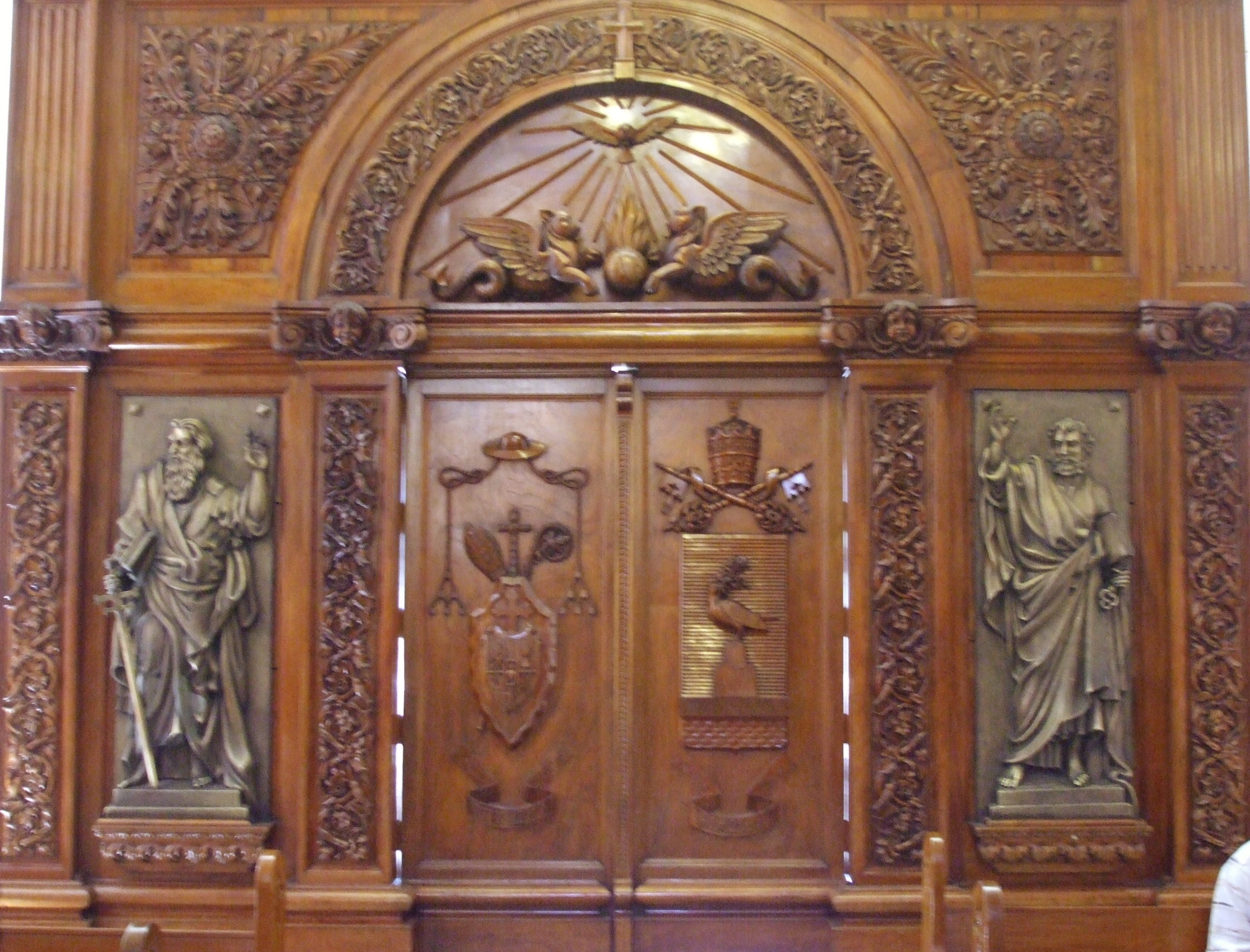
Дереворізьба, собор в Чіуауа
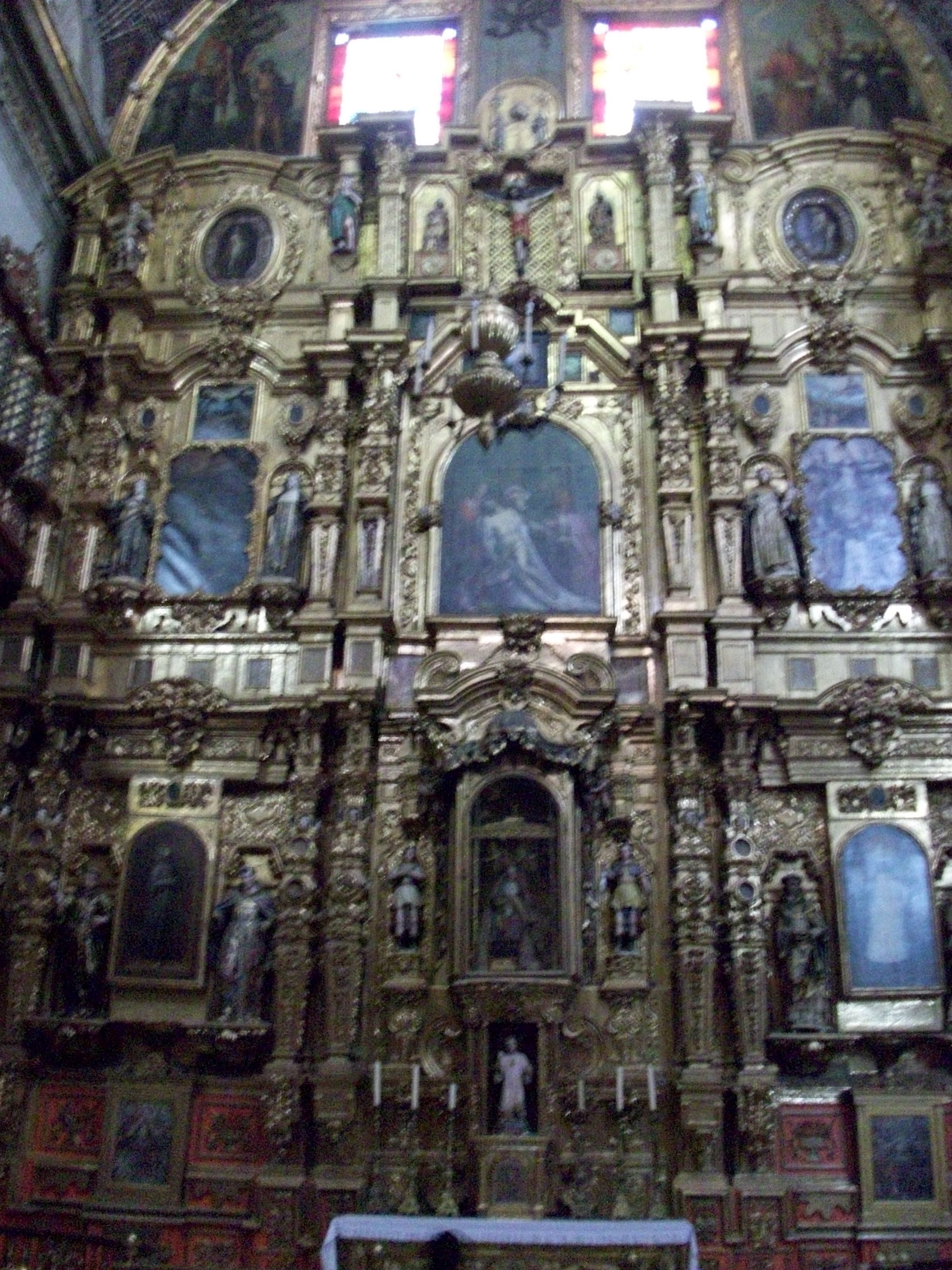
Церква Санто Домінго, вівтар
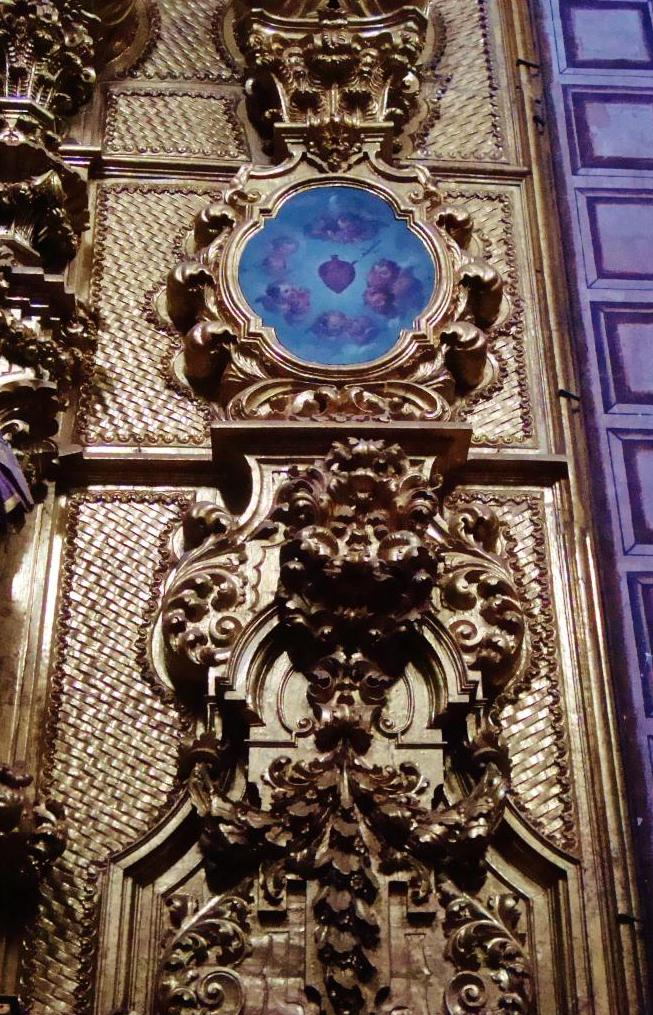
Золочений декор. Церква і монастир Сантьяго де Керетаро, Мехіко
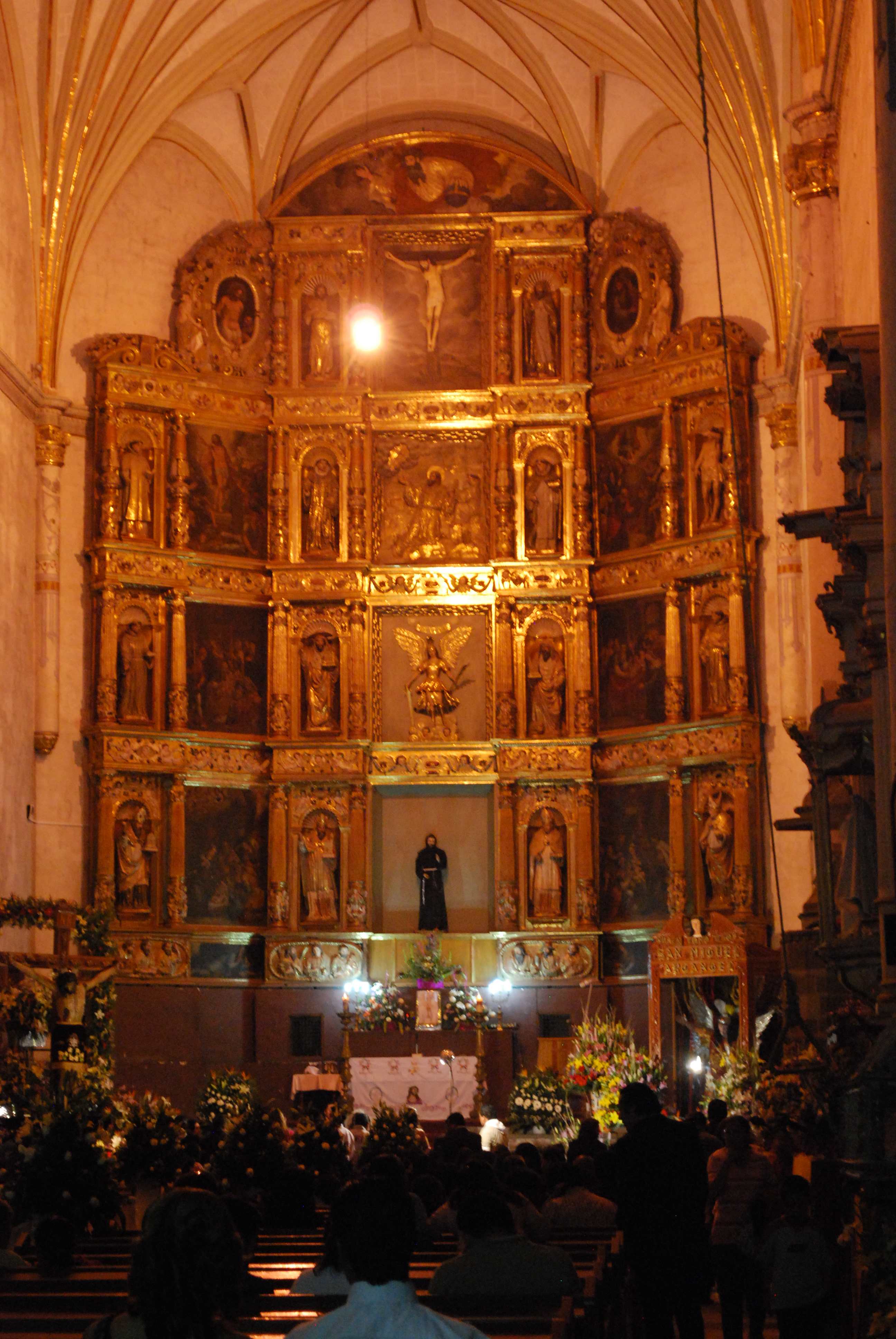
Головний вівтар церкви монастиря Михаїла Архангела, Уєхоцинго, штат Пуебла

## Барокова скульптура Мексики

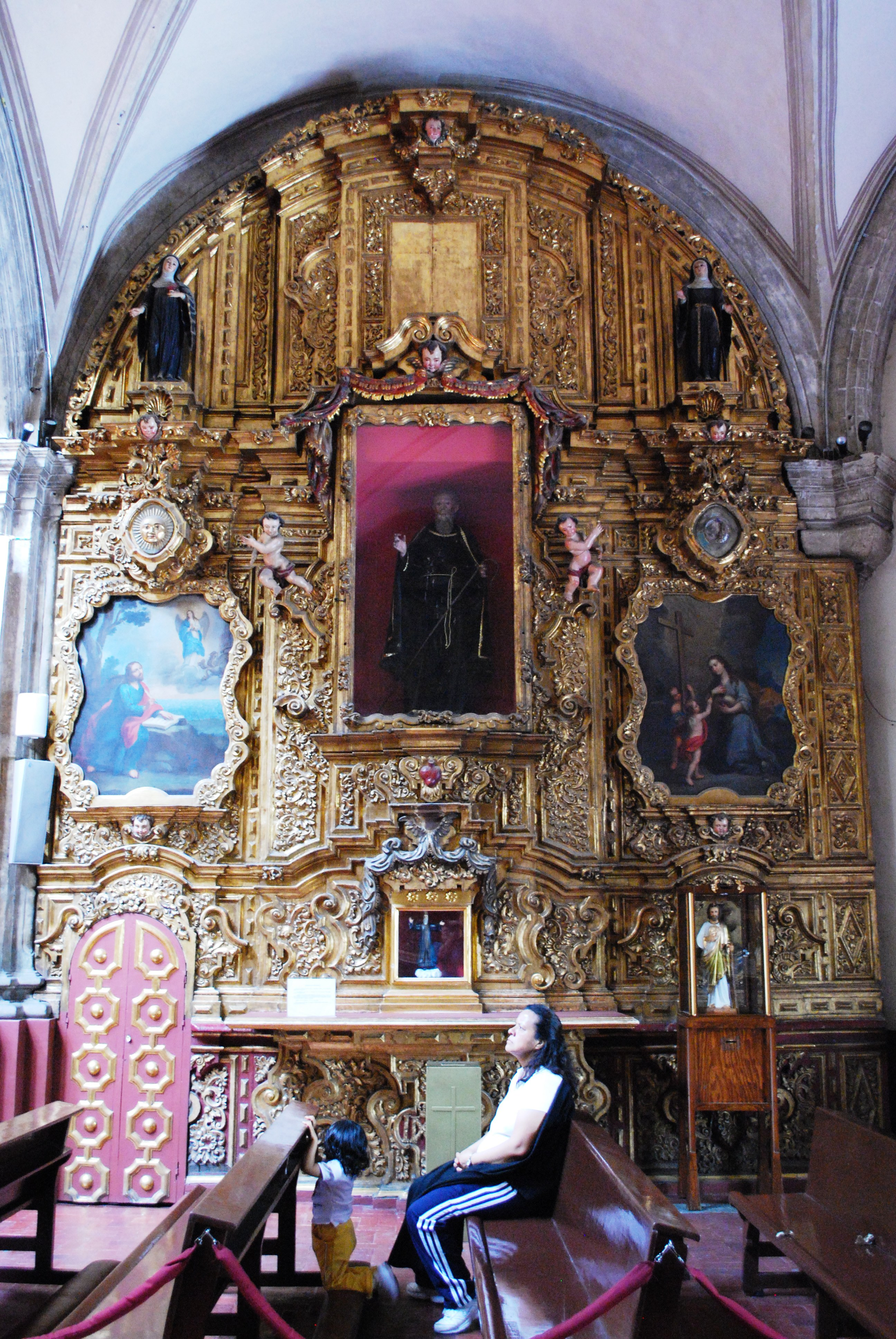
Церква ла Естеньянса, вівтар Антонія Великого. Мехіко
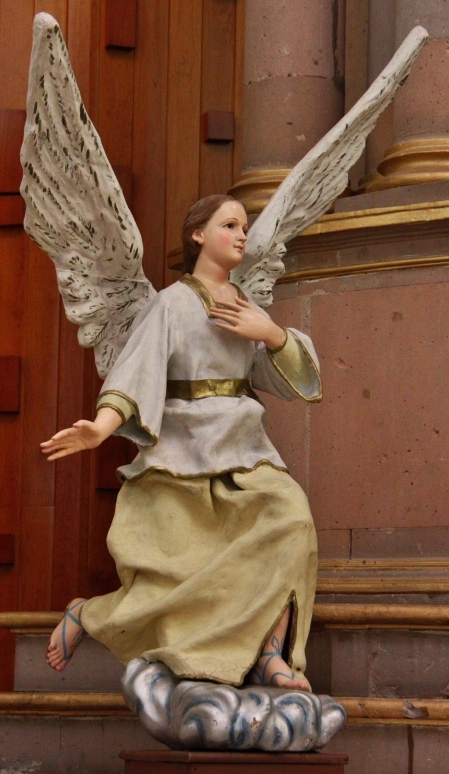
«Янгол», Церква Св. Апостола Вартоломея, Селайя, Гуанахуато
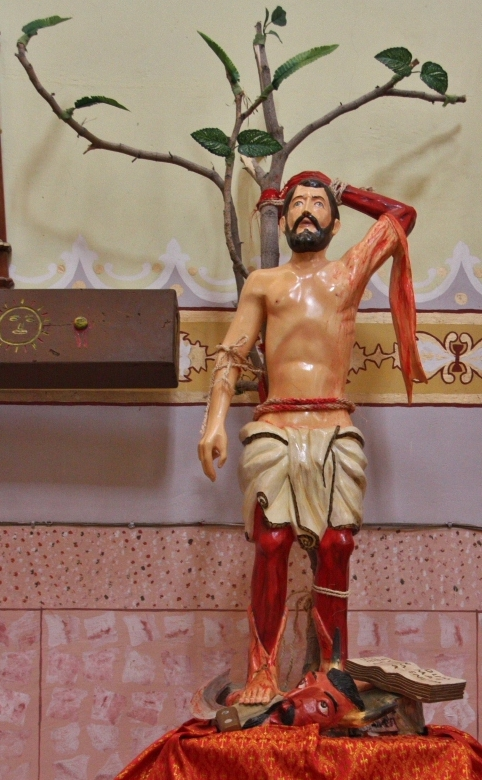
«Св. Вартоломей» з шматками здертої шкіри. Церква Св. Апостола Вартоломея, місто Селайя, Гуанахуато
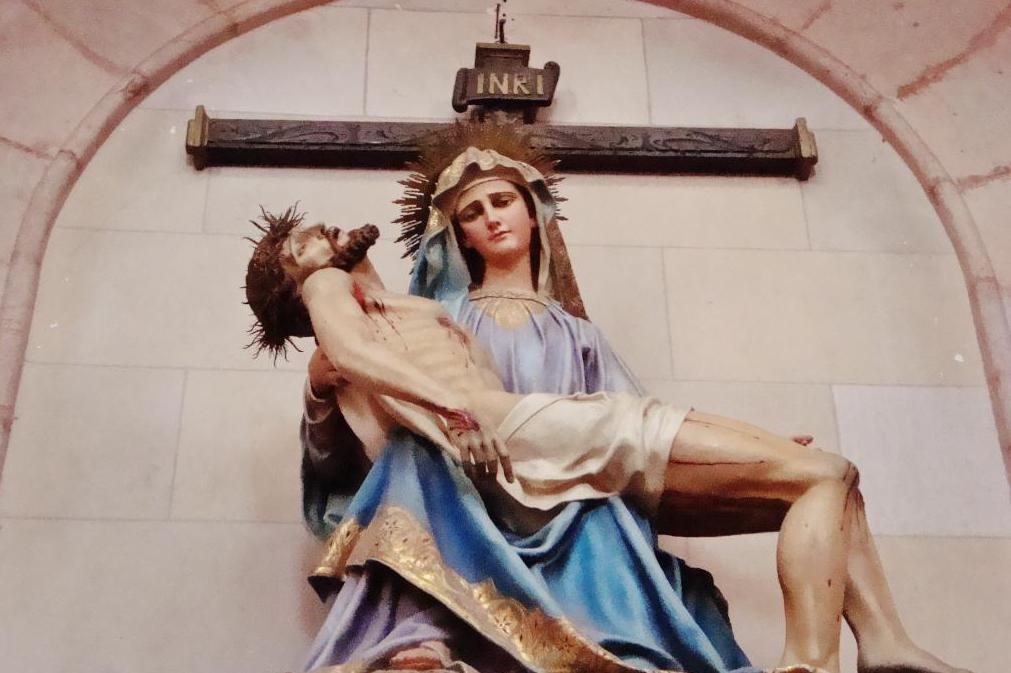
«П'єта», церква Сан Хосе на Горі, Сакатекас
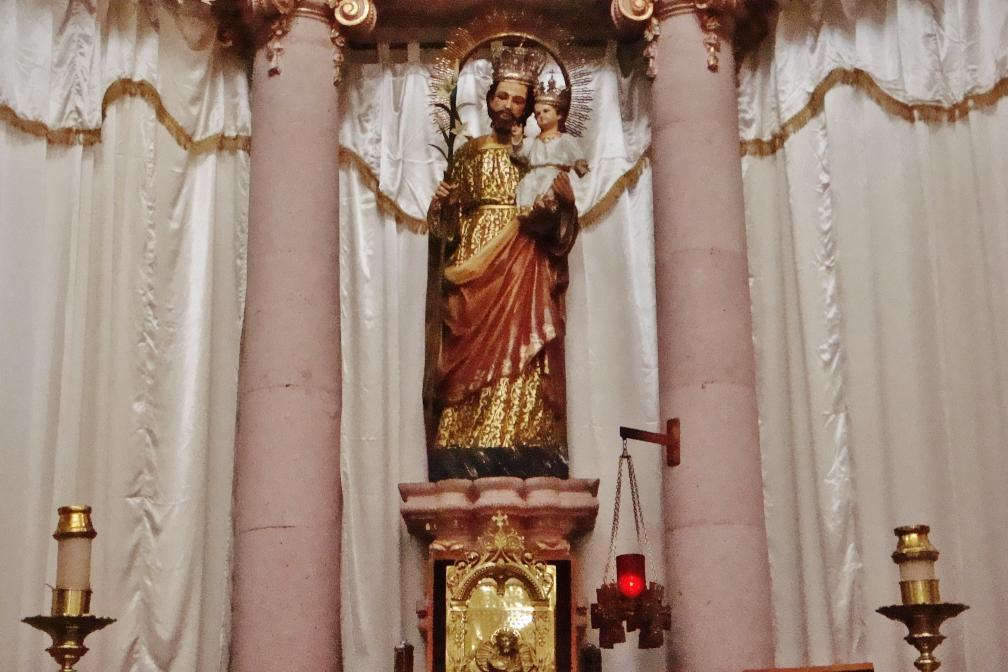
Св. Йосип з Христом-немовлям, земний батько Христа в розкішному вбранні і короною на голові (простий тесляр-бідняк ! за біблією). Церква Сан Хосе на Горі, Сакатекас
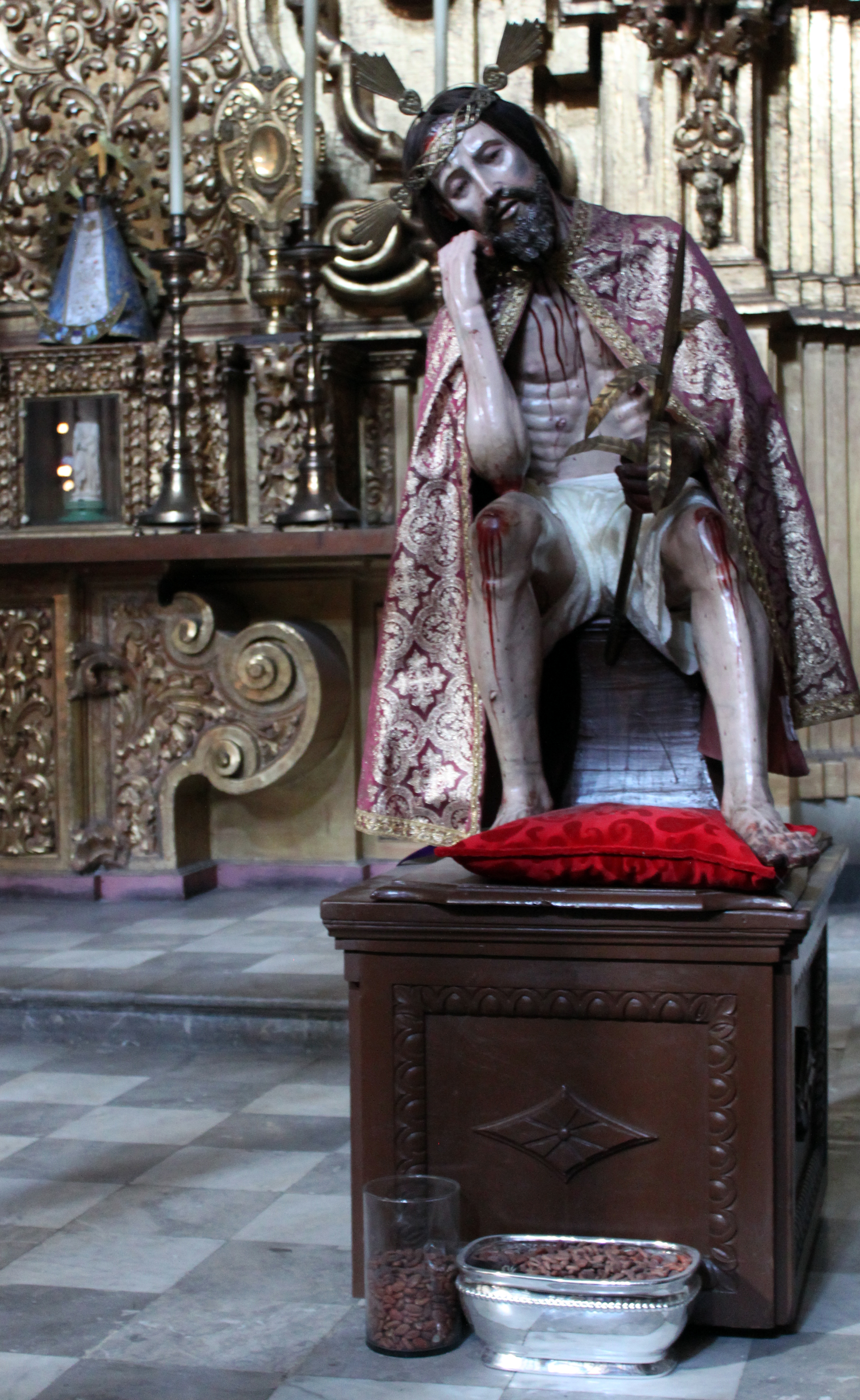
Скорботний Христос як володар какао. Скульптура 16 ст.
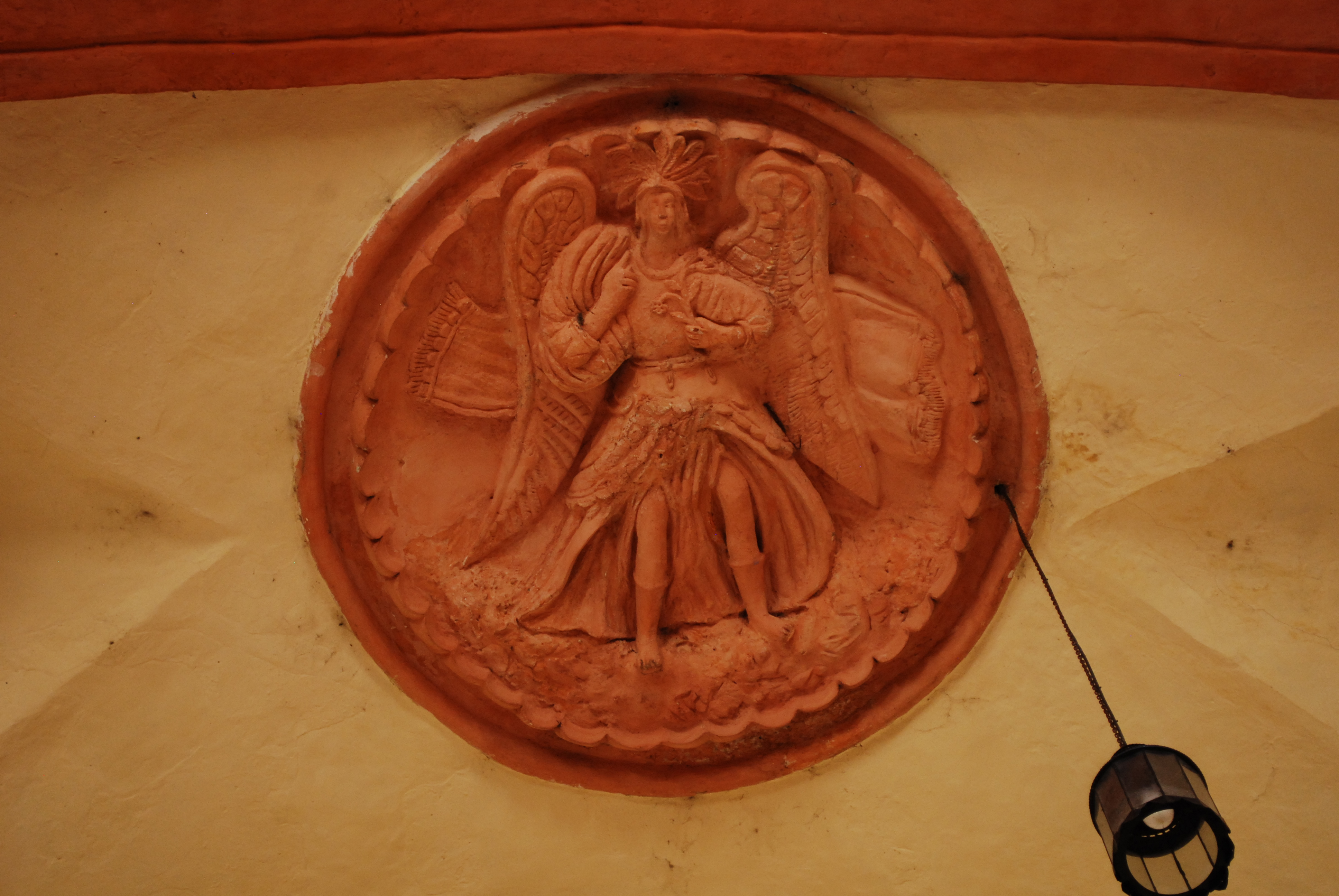
Янгол на склепінні. Місія де Ланда де Матаморос, штат Гегеро

## Барокове ужиткове мистецтво Мексики

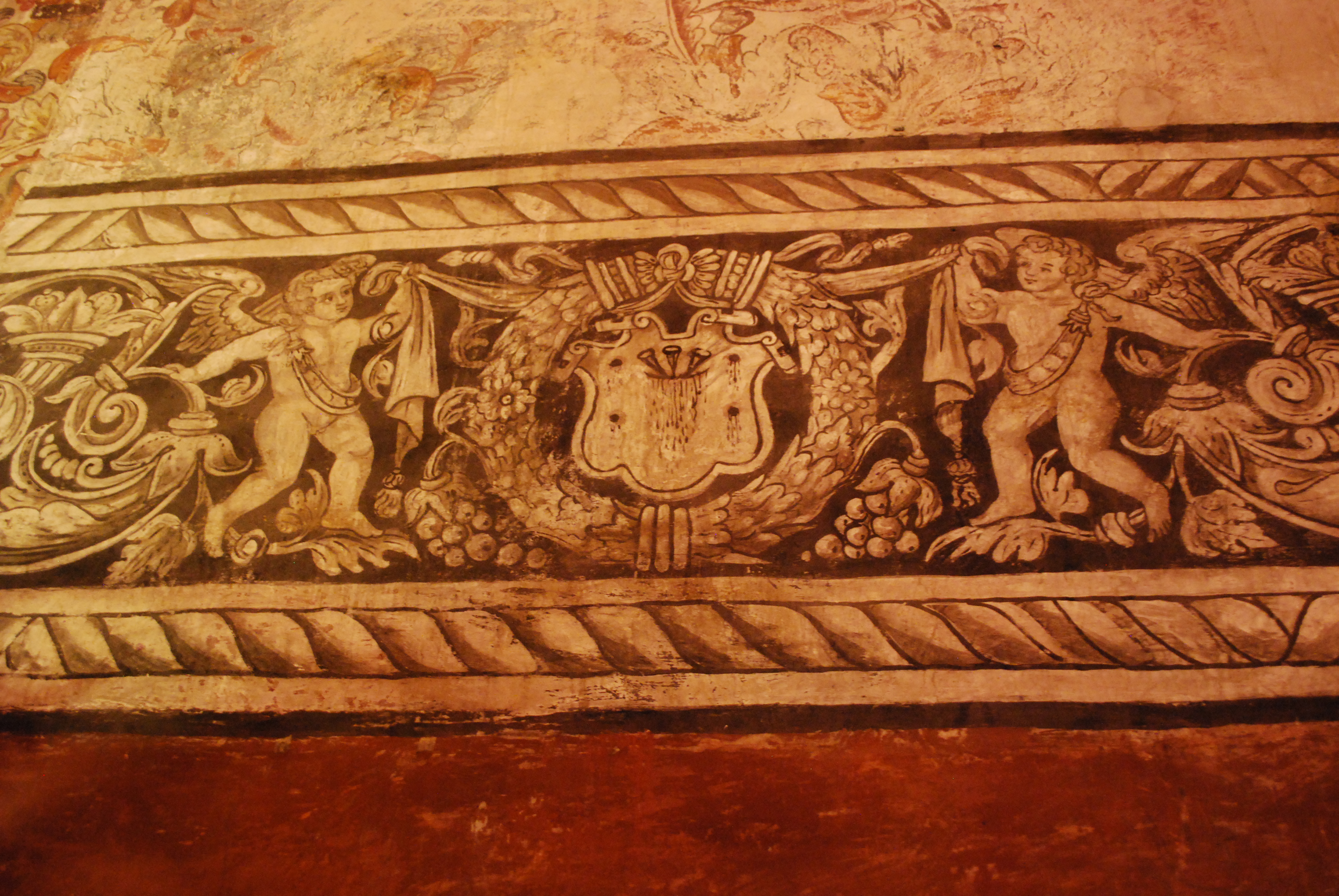
Імітація килима 16 ст. Стінопис церкви монастиря Михаїла Архангела ( Уєхоцинго), штат Пуебла
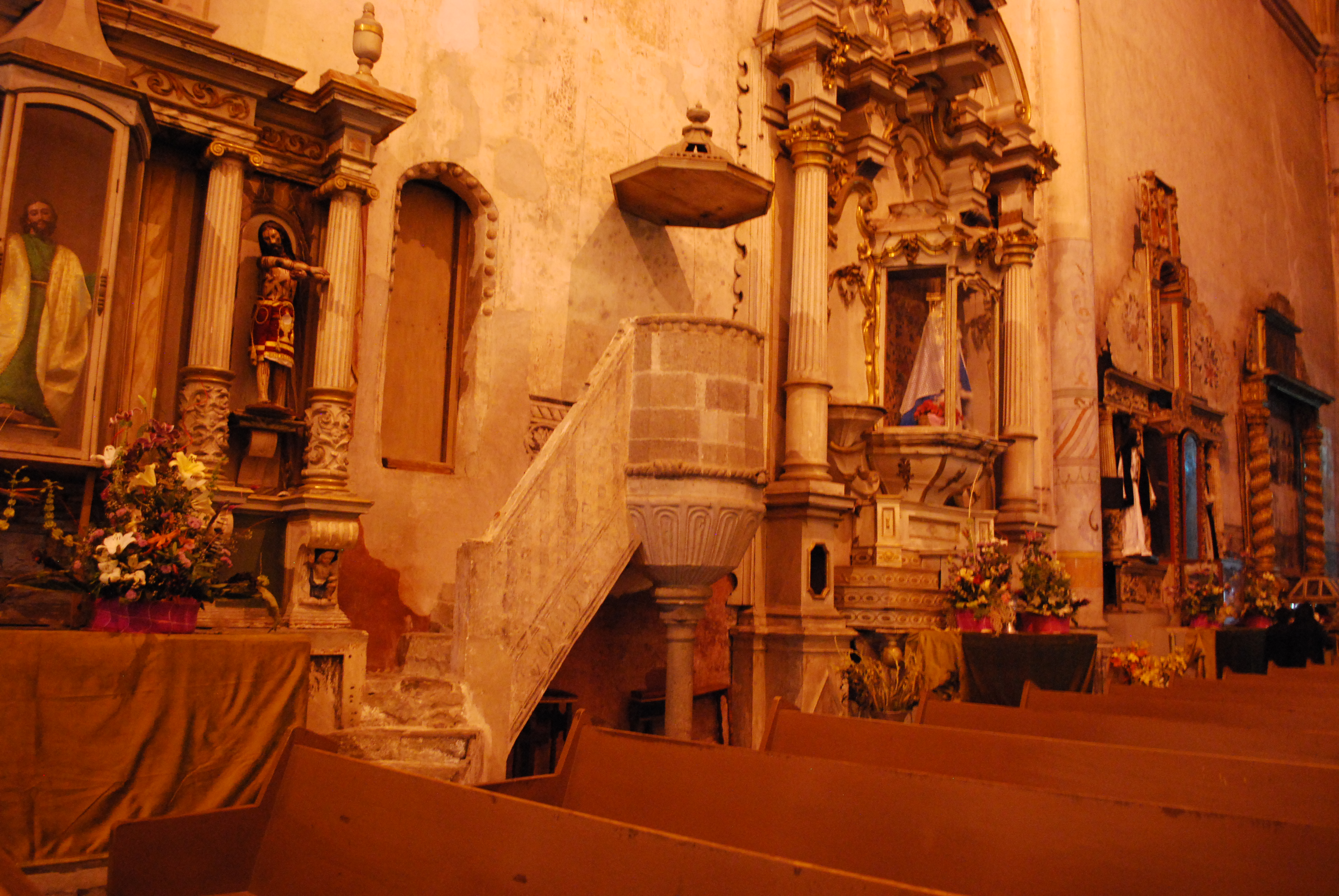
Кам'яний амвон і вівтарі монастиря Михаїла Архангела, Уєхоцинго, штат Пуебла.
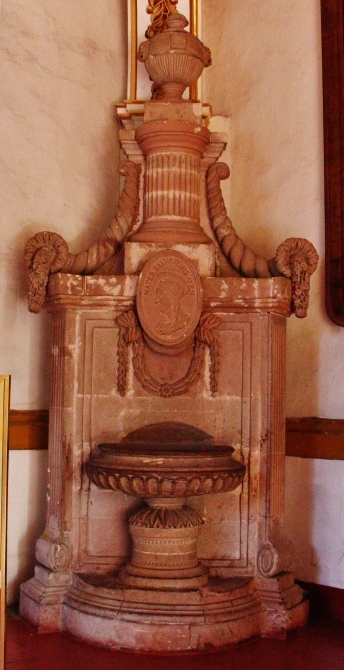
Чаша з водою. Церква Віргін дель Кармен, місто Селайя, Гуанахуато.
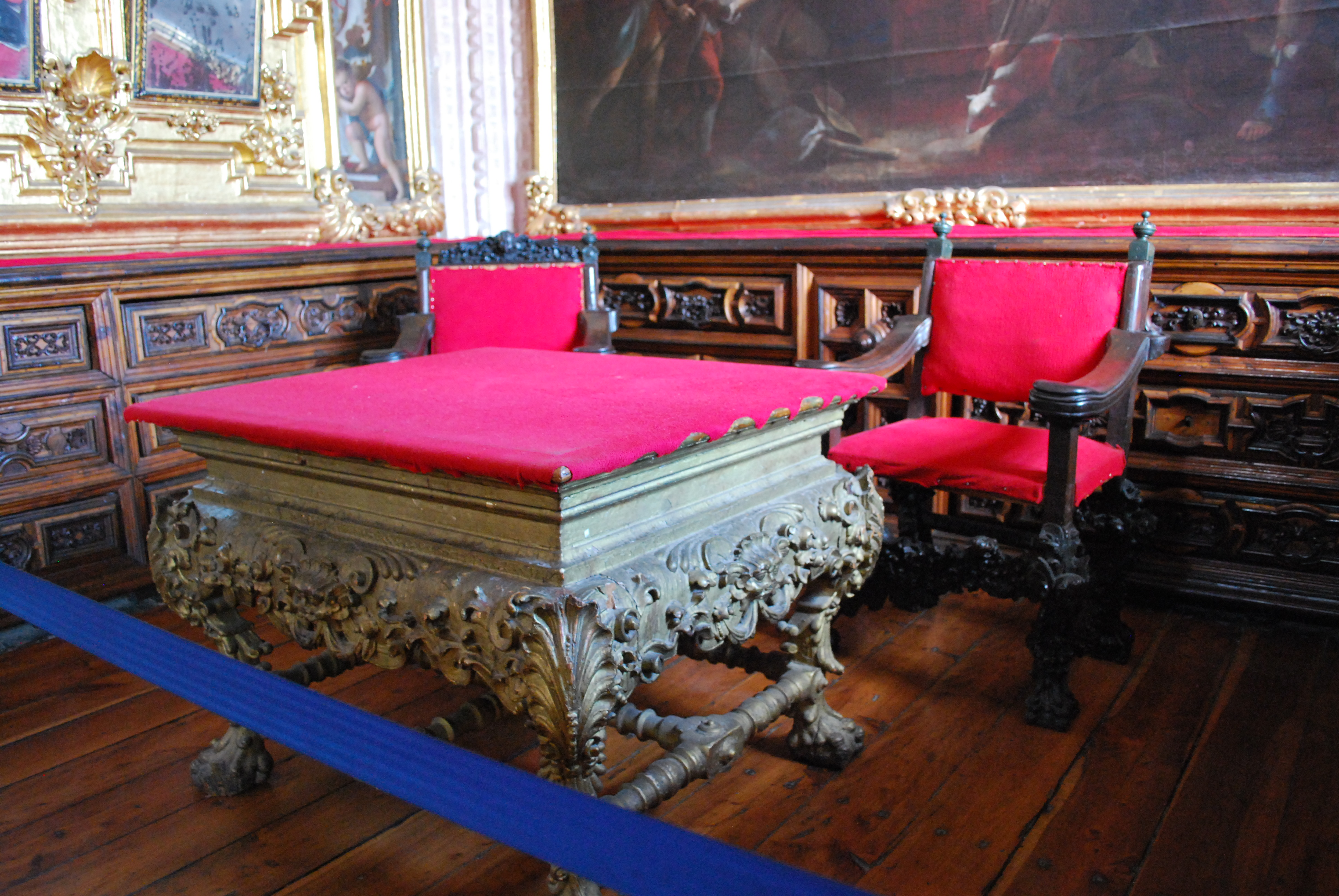
Барокові меблі, сакрістія церкви Санта Пріска, м. Таска.